# Greta Garbo
Greta Garbo, KNO (wym. [ˈɡrêːta ˈɡǎrːbʊ], właśc. Greta Lovisa Gustafsson; ur. 18 września 1905 w Sztokholmie, zm. 15 kwietnia 1990 w Nowym Jorku) – szwedzko-amerykańska aktorka filmowa i teatralna. Uznawana za jedną z największych i najwybitniejszych gwiazd filmowych w historii kinematografii, a także jedną z legend „Złotej Ery Hollywood” i ikonę popkultury. Symbol seksu lat 20. i 30. XX wieku.
Na dużym ekranie debiutowała jako statystka w szwedzkich niemych produkcjach En lyckoriddare (1921) i Kärlekens ögon (1922). Karierę rozpoczęła od udziału w melodramacie Gdy zmysły grają (1924), dzięki któremu zyskała status wschodzącej gwiazdy. Jej rola zwróciła uwagę Louisa B. Mayera, szefa amerykańskiej wytwórni Metro-Goldwyn-Mayer, który rok później sprowadził ją do Hollywood. Za oceanem debiutowała w dramacie Słowik hiszpański (1926). Melodramat Symfonia zmysłów (1926), trzeci film, w którym wystąpiła, uczynił z niej międzynarodową gwiazdę. Na przełomie lat 20. i 30. XX wieku była jedną z najbardziej dochodowych aktorek studia MGM. Jej pierwszym filmem dźwiękowym był dramat Anna Christie (1930). W następnych latach coraz aktywniej selekcjonowała wybór kreacji filmowych, a udział w takich produkcjach, jak Mata Hari (1931), Ludzie w hotelu (1932), Królowa Krystyna (1933), Anna Karenina (1935), Dama kameliowa (1936) i Ninoczka (1939), pozwolił na ugruntowanie jej pozycji. Po występie w komedii romantycznej Dwulicowa kobieta (1941) zakończyła karierę w przemyśle filmowym. Pomimo otrzymywania na przestrzeni lat kolejnych ofert ról, nie powróciła na duży ekran. Wycofała się też z życia publicznego.
W trakcie swojej 21-letniej kariery trzykrotnie uzyskiwała nominację do nagrody Akademii Filmowej w kategorii dla najlepszej aktorki pierwszoplanowej. W latach 30. należała do grona najlepiej opłacanych aktorek na świecie. W 1951 przyjęła obywatelstwo amerykańskie, a cztery lata później została uhonorowana Oscarem za całokształt twórczości. Otrzymała szwedzki Order Gwiazdy Polarnej w klasie Komandora (KNO).
Do innych ważnych produkcji w dorobku Garbo zalicza się takie tytuły, jak Kusicielka (1926), Anna Karenina (1927) i Władczyni miłości (1928). Wystąpiła w 29 filmach fabularnych. W 1999 American Film Institute (AFI) umieścił jej nazwisko na 5. miejscu w rankingu „największych aktorek wszech czasów” (The 50 Greatest American Screen Legends).

## Życiorys

### Rodzina i młodość
| „Nie chcę, żeby pisano, że urodziłam się w takim czy innym domu, że moja matka była taka, a ojciec taki. Miałam matkę i ojca. To wystarczy. Dlaczego świat miałby o nich mówić?”– Greta Garbo |

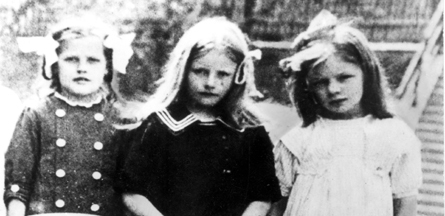
Gustafsson (w środku, 1914)

Greta Lovisa Gustafsson urodziła się 18 września 1905 o wpół do ósmej wieczorem w szpitalu Gamla Södra BB w Södermalm, dzielnicy położonej w południowej części centrum Sztokholmu. Została ochrzczona w obrządku luterańskim – jedynej oficjalnej religii obowiązującej w Szwecji w owych czasach – a ceremonii przewodniczył pastor Hildebrand. Jej rodzice pobrali się 8 maja 1898. Przodkowie Gustafsson od wieków zamieszkiwali Szwecję, zajmując się hodowlą i wypasem bydła. Szybkie tempo rewolucji przemysłowej w XIX wieku spowodowało, że Szwecja, podobnie jak i jej sąsiedzi, popadła w zamęt gospodarczy; tamtejsze rolnictwo podupadło, podczas kiedy różne klasy społeczne walczyły o utrzymanie władzy i wpływów. Seria złych zbiorów, szczególnie w południowo-wschodnim regionie Smalandia, zwiększyła ubóstwo wśród rolników, utwierdzając wielu z nich w przekonaniu o emigracji. Pradziadkowie Gustafsson podjęli dwie nieudane próby wyjazdu do Stanów Zjednoczonych: w 1864 Karl Johan Nilsson i w 1882 jego syn Johan August.
Jej ojciec, Karl Alfred Gustafsson (1871–1920), urodzony jako Karl Alfrid Johansson, był drugim z siedmiorga dzieci (troje jego młodszych braci i siostra zmarli, nim ukończyli 5. rok życia) i najstarszym synem Johana Agathona Gustafssona (1846–1922) oraz Lovisy Andersdotter (1845–1881). Matka zmarła w wieku 35 lat w wyniku powikłań po trudnym porodzie. Pochodził z rolniczej miejscowości Frinnaryd i był niewykwalifikowanym robotnikiem. Wraz ze wzrostem populacji w Szwecji i upadkiem wielu gospodarstw rolnych, życie rodzin z klasy robotniczej stało się ciężkie. Trudna sytuacja rodzinna spowodowała, że był zmuszony porzucić szkołę i znaleźć zatrudnienie. Imał się dorywczych zajęć, pracował m.in. jako pomocnik w rzeźni. Z czasem przyjął nazwisko ojca i bardziej powszechną pisownię drugiego imienia. Powróciwszy w 1891 z Gotlandii – wyspy, na którą przeniósł się z ojcem i jego drugą żoną w 1887 i gdzie pracowali w lokalnym przemyśle – znalazł zatrudnienie w Sztokholmie. Był nazywany „Kalle”.

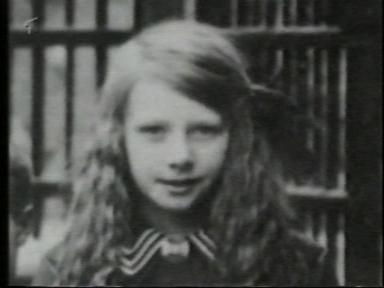
Gustafsson w dzieciństwie (1916)

Matka, Anna Lovisa (z domu Karlsson; 1872–1944), była trzecim z ośmiorga dzieci i najstarszą córką Johana Augusta Karlssona (1848–1938) oraz Emmy Kristiny Adamsdotter (1849–1918). Miała lapońskie korzenie; urodziła się w Högsby. Przez większą część tygodnia pracowała jako sprzątaczka w domach położonych w zamożniejszej części miasta. Wiosną 1898 zamieszkała z Gustafssonem przy Gotlandsgatan 4. Po narodzinach dwójki dzieci – Svena Alfreda (1898–1967) i Alvy Marii (1903–1926) – rodzina przeniosła się do kamienicy przy Blekingegatan 32. Zamieszkali na trzecim lub czwartym piętrze w dwu-, trzy- bądź czteropokojowym mieszkaniu. Ze względu na trudną sytuację ekonomiczną rodziny, pracodawca Gustafssona zaproponował mu, że adoptuje ich najmłodszą córkę, Gretę, lecz jego ofertę odrzucono. Szczególnie bliską więź nawiązała z matką, uważając ją za „centrum mojego życia”. Ojciec posiadał ogródek z owocami i warzywami nad jeziorem Årsta na przedmieściach, gdzie rodzina co tydzień jeździła trolejbusem, by hodować kwiatki, nawozić ziemię, pielić grządki i uprawiać warzywa. Nastoletnia Gustafsson zajmowała się hodowaniem i pielęgnowaniem truskawek, po czym sprzedawała je na pobliskim rynku i ulicach Sztokholmu.
Rzadko wspominała swoją młodość, lecz mówiła, że największą radość czerpała z dziecięcych marzeń. Cieszyła się sympatią sąsiadów i wszystkich dzieci zamieszkujących kamienicę. Odwiedzała trafikę prowadzoną przez przyjaciółkę i sąsiadkę Agnes Lind, w której oglądała fotografie ówczesnych gwiazd skandynawskiego teatru: Kalle Pedersena (od 1923 znanego jako Carl Brisson) i Naimy Wifstrand. Do 10. roku życia nazywano ją Katha (Kata) – tak sama wymawiała swoje imię.

#### Edukacja i zainteresowanie aktorstwem

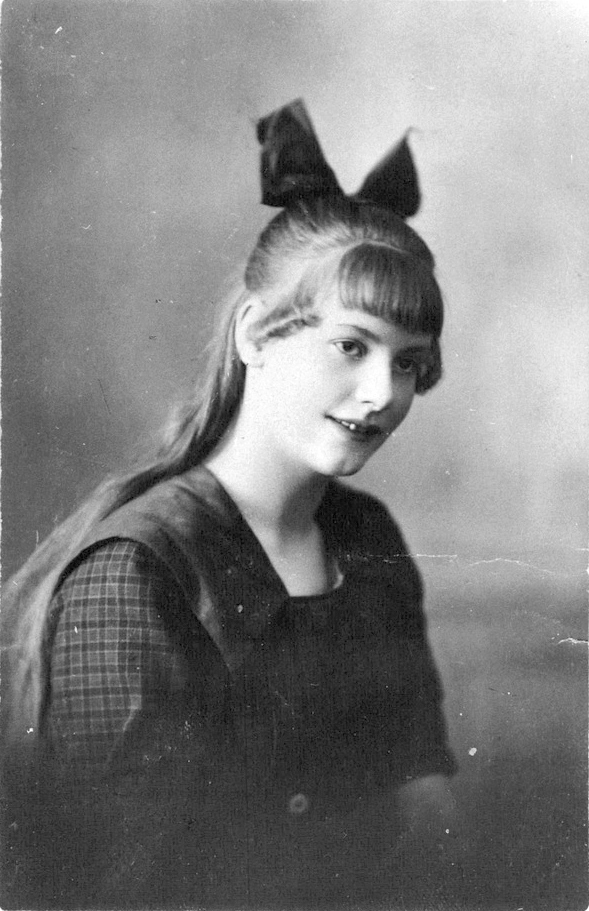
13-letnia Gustafsson (1919)

22 sierpnia 1912 została zapisana do szkoły podstawowej Katarina södra skola. Do jej ulubionych przedmiotów należała historia, dzięki której, jak twierdziła, wypełniała swoją głowę najróżniejszymi marzeniami. Nie lubiła geografii i matematyki. David Bret uważał, że była „zdolną, choć niekiedy leniwą uczennicą”. Z większości przedmiotów oceniano ją znacznie powyżej średniej. Mimo to nienawidziła szkoły oraz ograniczeń, jakie na niej wywierała. Często wagarowała i była nieobecna z powodu kłopotów z zatokami. Karen Swenson pisała, że „zamiast rozkoszować się tym nowym światem, zdawała się wycofywać jeszcze bardziej”.
W wolnym czasie bawiła się ołowianymi żołnierzykami brata i grała w kulki. Z uwagi na usposobienie chłopczycy przewodziła podwórkowej gromadce dzieci, z którą to wałęsała się ulicami Södermalm, chociaż najbardziej lubiła bawić się w samotności. Trudna sytuacja materialna rodziny wymuszała na niej noszenie ubrań po starszym bracie i korzystanie z miejscowej jadłodajni dla ubogich. W stosunku do nieznajomych – odwiedzających dom rodzinny Gustafssonów – przejawiała daleko idącą nieśmiałość; najczęściej chowała się za kotarami bądź ukrywała pod stołem.
Gdy miała 6 lub 7 lat, zainteresowała się aktorstwem. Odwiedzała teatry Södra oraz Mosebacke, znajdujące się po przeciwnych stronach tej samej ulicy. Nie mając pieniędzy na bilet, niekiedy wykorzystywała nieuwagę ochrony i zakradała się do środka, oglądając spektakle zza kulis. Oszczędności wydawała na nickelodeon, podziwiając na ekranie Charliego Chaplina, Mabel Normand, Mary Pickford i Douglasa Fairbanksa oraz oglądając m.in. Terje Vigen (1917, reż. Victor Sjöström) czy Skarb rodu Arne (1919, reż. Mauritz Stiller).

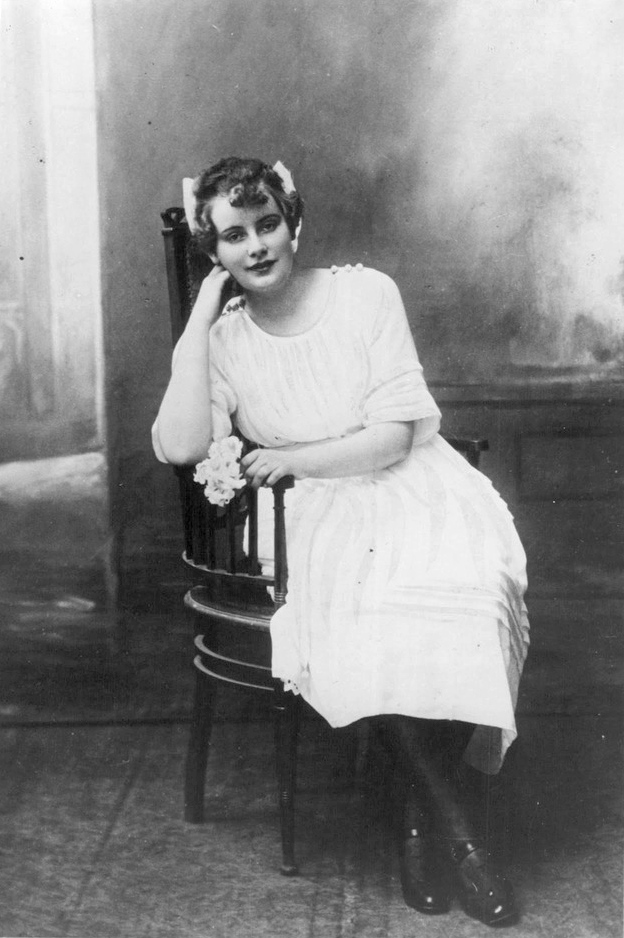
Zdjęcie Gustafsson z konfirmacji, 18 kwietnia 1920

Posiadając aktorskie ambicje wystawiała przedstawienia, angażując do nich dwójkę rodzeństwa i dzieci z sąsiedztwa. Przydzielała im role oraz instruowała jak mają grać; sama zwykle wcielała się w męskie role. „Greta była oczarowana sceną na długo przed tym, zanim ją zobaczyła i dowiedziała się o istnieniu jakichkolwiek aktorek” – twierdził jej brat Sven. Dobrze orientowała się też w życiu amerykańskich gwiazd filmowych, o których czytała w artykułach zamieszczanych w lokalnych czasopismach. W 1913 ojciec zabrał ją na lotnisko Bromma, gdzie po raz pierwszy zobaczyła na żywo Mary Pickford i Douglasa Fairbanksa.
Gdy wybuchła I wojna światowa, sytuacja materialna rodziny Gustafsson uległa pogorszeniu – mimo że Szwecja zajęła stanowisko neutralne. Codzienny jadłospis wypełniały ziemniaki i chleb, co nie wpłynęło negatywnie na stan jej zdrowia, w odróżnieniu od pozostałych członków rodziny. Z koleżanką Elizabeth Malcolm odwiedzała lokalne jadłodajnie dla ubogich. Aby urozmaicić ludziom czas spędzany w kolejkach, wystawiały tzw. „uliczny kabarecik”, na który składały się skecze i przedstawienia rewiowe, protestując przeciwko wojnie – dzięki temu często dostawały darmowe posiłki. Dla tych występów niejednokrotnie zaniedbywała szkołę, a brat i ojciec byli zmuszeni jej szukać. Raz została za to surowo ukarana przez nauczycielkę na oczach całej klasy, co miało z kolei istotny wpływ na jej nieśmiałość. „Upokorzenie związane z tą publiczną chłostą zraniło ją bardziej niż cokolwiek innego. Od tamtego dnia coraz bardziej zamykała się w sobie. To był koniec jej dzieciństwa” – wspominała przyjaciółka Kaj Gynt.
W okresie wojennym występowała też w programach organizowanych przez Armię Zbawienia (TSA) i śpiewała w chórze kościoła Zofii; jej wyróżniająca się działalność zwróciła uwagę urzędnika lokalnego oddziału, dzięki któremu sprzedawała na ulicach Sztokholmu egzemplarze „Stridsropet”. W 1918, mając 13 lat, utworzyła własną grupę teatralną The Attic Theater, stanowioną przez towarzyszy jej zabaw, a jako rekwizyty służyły im stare meble. W tym samym roku stan zdrowia jej ojca uległ pogorszeniu – od dłuższego czasu zmagał się z kamicą nerkową, lecz nie miał pieniędzy na wizytę u specjalisty, a przebyty w czasie pandemii grypy hiszpanki wirus całkowicie pozbawił go sił. Z tego powodu coraz rzadziej był w stanie pracować, przez co w rodzinie piętrzyły się problemy związane z finansami.
14 czerwca 1919 zakończyła edukację na etapie szkoły podstawowej (w późniejszych latach wiele razy żałowała decyzji o przedwczesnym przerwaniu nauki). Po zaniechaniu edukacji pomagała w pracach domowych matce i obchodziła miejscowe teatry. Do jej ulubionych śpiewających aktorów należeli Joseph Fischer i Sigurd Wallén. Podjęła też pracę dziewczyny do namydlania w zakładzie fryzjerskim, by mieć pieniądze na opiekę medyczną dla ojca, którym się opiekowała (część źródeł informowała, że pracę podjęła po jego śmierci). Zarabiała 7 koron tygodniowo. 18 kwietnia 1920 przystąpiła do konfirmacji. Uroczystość miała miejsce w kościele Katarzyny (zdjęcia z obrzędu są błędnie datowane na czerwiec). Gustafsson zmarł 1 czerwca na zapalenie nerek. W przeciwieństwie do rodziny, żałobę po ojcu przeżywała wewnętrznie. Jej upublicznianie uważała za pozbawienie prywatności i godności.
Dorywcze zajęcie dziewczyny do namydlania przerodziło się w pracę na pełen etat, kiedy przyjęła praktykę u drugiego fryzjera, Einera Widebacke, a następnie u trzeciego, Arthura Ekengrena w zakładzie mieszczącym się przy Götgatan. Otrzymywała napiwki równe stałej pensji, wynoszącej 7 koron, którą dzieliła się z matką. Uchodziła za ulubienicę zakładu, pozyskując wielu stałych klientów.

### Lata 20.

#### Praca i początki kariery
26 lipca 1920, powołując się na starszą siostrę Alvę, rozpoczęła praktykę w domu towarowym PUB mieszczącym się przy placu targowym Hötorget. Pracowała w dziale pakowania za 125 koron miesięcznie. Z końcem listopada awansowała na ekspedientkę w dziale damskich płaszczy i kapeluszy. Wzrosło też jej wynagrodzenie, którym dzieliła się z matką. Dzięki niemu regularnie uczęszczała do kina i teatru.
W styczniu 1921, z polecenia kierowniczki działu mody damskiej Magdy Hellberg, która scharakteryzowała Gustafsson jako „bardzo sumienną, spokojną osobę, zawsze przywiązującą wielką wagę do wyglądu”, wzięła udział, w charakterze modelki, w sesji do wiosennego katalogu PUB-u. Reklamowała pięć wzorów kapeluszy. Latem ponownie prezentowała kapelusze, z wyższej półki cenowej. Część klientek prosiła ją o zaprezentowanie na sobie danego modelu, po czym kupowały go bez przymierzania. Mimo fascynacji sceną nie zdecydowała się zapisać do kółka dramatycznego PUB-u. Spotkawszy się z pozytywnym odzewem, zaczęła regularnie pracować jako modelka na pokazach w PUB-ie oraz w innych sklepach.
Pracując w modelingu poznała Ragnara Lasse Ringa – byłego oficera kawalerii – który przygotowywał film krótkometrażowy z okazji czterdziestolecia działalności PUB-u. Zdaniem Breta, gdy dowiedziała się, że Paul U. Bergström, właściciel PUB-u, planuje realizację kilkuminutowego filmu reklamującego dom towarowy, miała udać się pod dom Ringa, prosząc go o dostanie roli. Otrzymała ją mimo sprzeciwu innego aktora zaangażowanego do produkcji, Ragnara Widestedta (zdaniem Barry’ego Parisa Ring zatrudnił Gustafsson, ujrzawszy ją w PUB-ie, z kolei Robert Gottlieb i Swenson pisali, że nastolatkę do krótkometrażówki polecił kierownik działu promocji). Jej występ w Herr och fru Stockholm (1920) ograniczył się do niespełna 2-minutowej sekwencji, w której parodiowała samą siebie, pozując tyłem do lustra w komicznym zestawie ubrań. Krótkometrażówkę wprowadzono na ekrany 12 grudnia i wyświetlano pomiędzy filmami fabularnymi w szwedzkich kinach. Pierwotnie planowano wyciąć scenę z jej udziałem, lecz na etapie montażu zmieniono zdanie, a wpływ na to miała opinia producenta Hasse W. Tullberga.
Pod koniec roku dostała tydzień urlopu, by mogła wziąć udział w zdjęciach do opartego na powieści Haralda Molandera kostiumowego dramatu historycznego En lyckoriddare (1921, reż. John W. Brunius). Wystąpiła w nim w roli statystki, a pierwszoplanowe kreacje stworzyli Gösta Ekman i Mary Johnson. Jego druga część, Kärlekens ögon (1922, reż. John W. Brunius), podobnie jak i pierwsza, nie zachowała się do czasów współczesnych. Ring, będąc pod wrażeniem jej debiutu, obsadził ją w drugiej reżyserowanej przez siebie reklamówce Konsum Stockholm Promo (1921), w której zagrała dwa epizody komediowe, objadając się ciastkami.

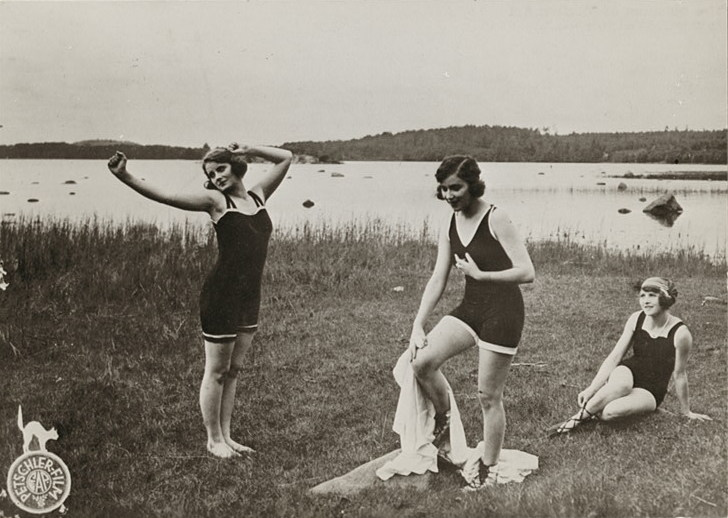
Od lewej: Gustafsson, Tyra Ryman i Iréne Zetterberg w kadrze z filmu Petter włóczęga (1922)

Będąc cenioną sprzedawczynią oraz modelką w PUB-ie, odmówiła Ringowi roli Walkirii w przygotowywanym przezeń filmie. Przyczyną jej absencji w En Vikingafilm (1922) miało być odrzucenie prośby o urlop przez pracodawcę. Ring przyznawał, że gdy próbował interweniować u jej szefa, otrzymał reprymendę za podsuwanie dziewczynie „szalonych pomysłów na temat filmów”.
Latem 1922 Erik A. Petschler, reżyser komedii slapstickowych, odwiedził PUB w towarzystwie dwóch aktorek, Gucken Cederborg oraz Tyry Ryman. Odbywszy rozmowę z drugą z nich i zaciekawiona planowanym przez Petschlera projektem, zatelefonowała do reżysera z prośbą o spotkanie. Nazajutrz, po wyrecytowaniu kilku tekstów, lub wiersza, otrzymała angaż do roli Grety Nordberg w krótkometrażowej komedii Petter włóczęga (1922). Po ponownej odmowie dostania bezpłatnego urlopu przez dział personalny PUB-u, 22 lipca złożyła wymówienie, mimo że jej pensja wzrosła do 180 koron miesięcznie, podczas gdy za pięć dni zdjęciowych otrzymała 50 koron.
Zdjęcia nagrywano w Dalarö. W przeciwieństwie do większości aktorów, chętnie brała udział w scenach realizowanych w wodzie, a podczas nagłej ulewy zaimprowizowała z Tyrą Ryman indiański taniec w strugach deszczu. Alexander Walker porównywał jej rolę kąpiącej się „ślicznotki” do znanej z produkcji Macka Sennetta grupy młodych statystek Bathing Beauties. Film Petter włóczęga uzyskał mieszane oceny. Utrzymaną w sarkastycznym tonie recenzję wystawił magazyn „Swing”, pisząc: „Greta Gustafsson może i zostanie szwedzką gwiazdą kina, lecz wyłącznie ze względu na swą anglosaską aparycję”. Inni podkreślali, że nie miała możliwości zaprezentowania swoich umiejętności.

#### Kontynuacja nauki i rozwój kariery

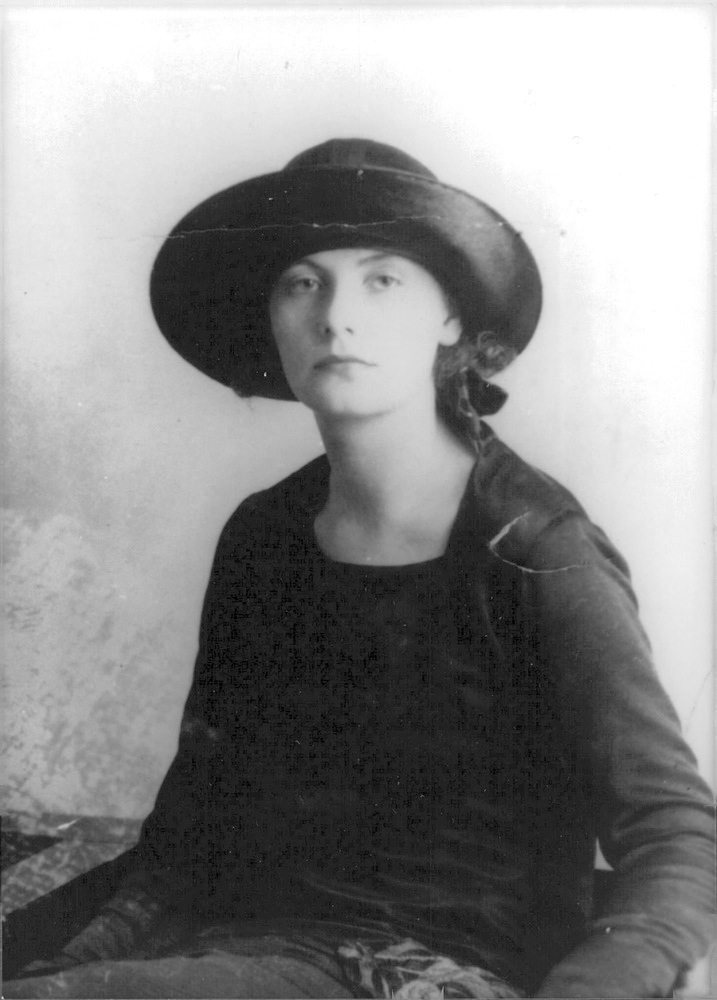
Gustafsson (na zdj. ok. 1923), studentka szkoły aktorskiej Królewskiego Teatru Dramatycznego

Zdaniem reżysera, mimo iż była nieśmiała oraz niespokojna, przejawiała duży talent do gry w filmach. Petschler zachęcił ją do podjęcia nauki w szkole aktorskiej w prestiżowym Królewskim Teatrze Dramatycznym. Jak pisał Bret, w owym czasie miała ona niezgrabną postawę, mówiła z niewyszukanym akcentem z nizin społecznych, prawie nigdy się nie czesała i ubierała niechlujnie. Dodatkowo przeszkadzały jej wystające zęby. Podstaw aktorstwa uczył ją były dyrektor teatru Frans Enwall – na zajęciach z nim wykazywała się determinacją i zaangażowaniem – a kiedy zachorował, rolę tę przejęła jego córka Signe. Przygotowując się do egzaminu, w ciągu miesiąca opanowała monolog z trzeciego aktu Piskląt Selmy Lagerlöf, scenę z pierwszego aktu Madame Sans-Gêne Victoriena Sardou i Émile’a Moreau oraz monolog Elidy z Oblubienicy morza Henrika Ibsena. Wygłosiwszy na przesłuchaniu przed komisją trzy fragmenty wspomnianych sztuk, została przyjęta. Według części biografów zdołała zaprezentować fragment jednej lub dwóch sztuk, po czym komisja przerwała jej występ.
Szkoła teatralna była dwuletnim programem z dodatkowym rokiem przeznaczonym dla uzdolnionych studentów. Po zajęciach brali oni udział w przedstawieniach Królewskiego Teatru Dramatycznego, występując w małych rólkach lub jako statyści (sezon trwał zwykle od końca września do połowy maja). Naukę rozpoczęła 18 września. W ciągu kilku pierwszych miesięcy stała się prekursorką systemu Stanisławskiego. Lubiła zajęcia z deklamacji oraz te aspekty ruchu scenicznego, które wymagały odzwierciedlenia emocji. Otrzymywała stypendium w wysokości 50 koron miesięcznie. Wśród studentów miała przezwisko „Gurra”, będące zdrobnieniem imienia Gustav.
Debiutowała 4 listopada jako Madam de Ligneray w trzyaktowej komedii The Beautiful Adventure Gastona Armana de Caillaveta i Roberta de Flersa. Wiosną 1923 grała w niemieckiej komedii Szylkretowy grzebień Richarda Kesslera, portretując panią von Brandt.

#### Gdy zmysły grają

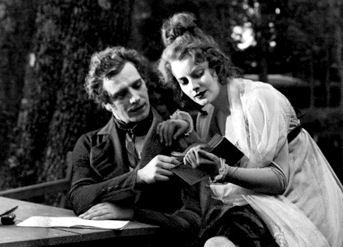
Lars Hanson i Garbo w kadrze z filmu Gdy zmysły grają (1924)

W 1923 Gustaf Molander, dyrektor Królewskiego Teatru Dramatycznego, na prośbę Mauritza Stillera polecił mu kandydatury Gustafsson oraz Mony Mårtenson do przygotowywanego przezeń filmu (Stiller obserwował Gustafsson na scenie narodowego teatru Szwecji), melodramatu Gdy zmysły grają (1924), będącego adaptacją powieści Gösta Berling zdobywczyni nagrody Nobla w dziedzinie literatury Selmy Lagerlöf z 1891. Przeszedłszy pozytywnie test ekranowy została obsadzona w głównej roli Elizabeth Dohny. Większa część ekipy, w tym scenarzysta, operator i kierownik artystyczny, nie była zadowolona z jej angażu, lecz swojej decyzji bronił Stiller, który stał się mentorem Gustafsson – uczył ją gry, dbania o figurę oraz zarządzał wszystkimi aspektami jej rodzącej się kariery. „To był romans przeplatany nienawiścią. Czasami on kochał mnie tak bardzo, jak ja go nienawidziłam” – opisywała ich współpracę.
23 lipca podpisała standardowy kontrakt ze Svensk Filmindustri (ponieważ była niepełnoletnia, umowę kontrasygnowała matka), otrzymując  3 tys. koron. Molander przyznał jej i Mårtenson (którą też zaangażowano) urlop w szkole na czas trwania zdjęć. W trakcie realizacji kilkukrotnie była bliska wycofania się; powstrzymywało ją zainteresowanie, jakie filmowi i jej samej okazywała prasa. W głównej roli partnerowała Larsowi Hansonowi. Korzystając z przerwy w zdjęciach, w październiku występowała jako Fisher w sztuce Nieporównany Crichton J.M. Barriego.
Ukończywszy pracę nad obrazem powróciła do Królewskiego Teatru Dramatycznego, gdzie zyskała status studenckiej gwiazdy. Otrzymywała 150 koron miesięcznie oraz większą swobodę w wyborze ról. Zdecydowała się także na zmianę nazwiska na Garbo. Stosowny wniosek, podpisany przez matkę, złożyła 9 listopada w Ministerstwie Spraw Wewnętrznych, a nowe nazwisko formalnie zatwierdzono 21 grudnia. Świadkiem była Mårtenson.

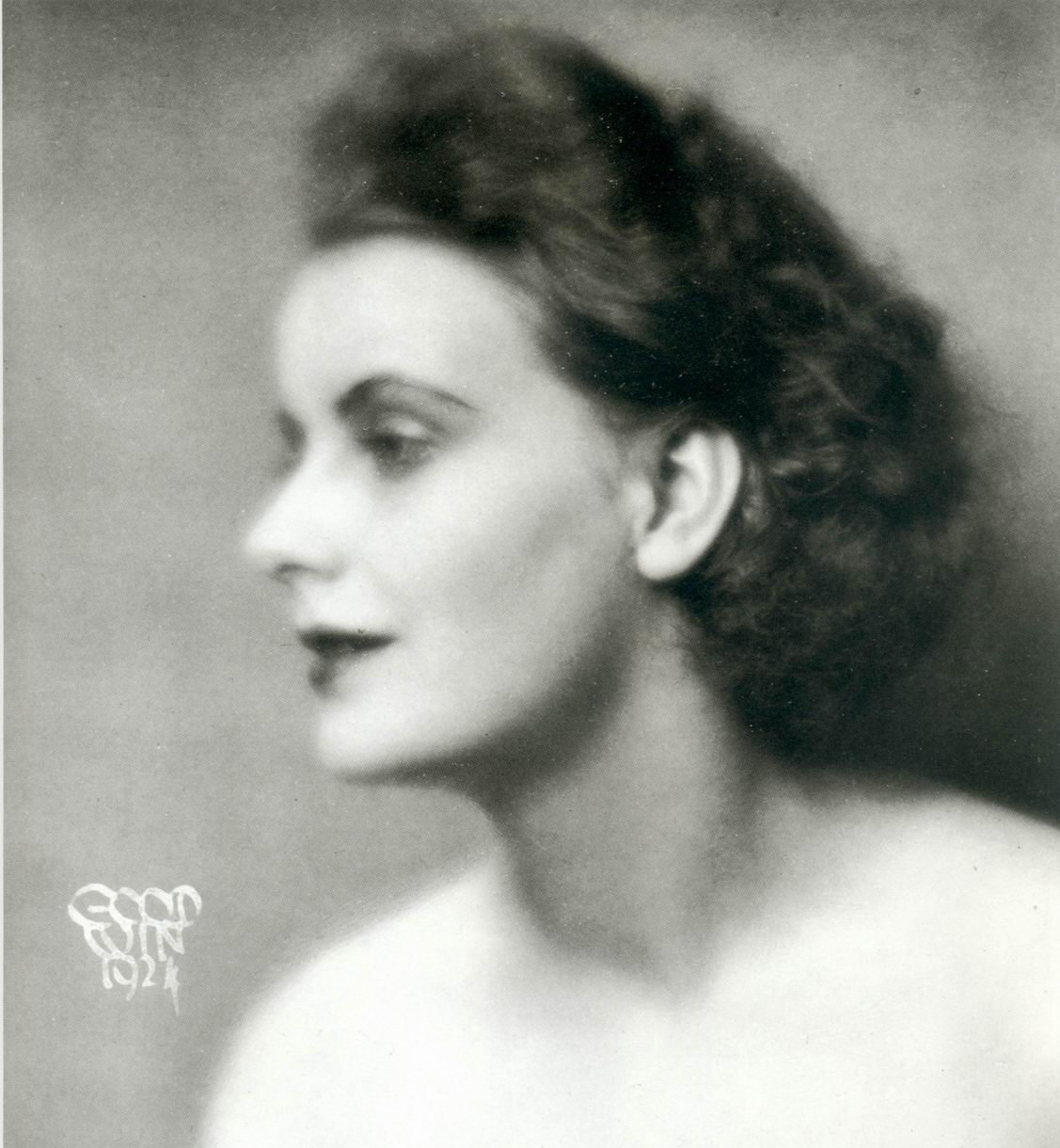
Garbo na zdj. Henry’ego B. Goodwina (1924)

Gdy zmysły grają wprowadzono do kin 10 i 17 marca 1924 w dwóch częściach. Skandynawscy krytycy wyrażali negatywne opinie na temat wyglądu Garbo – głównie zwracali uwagę na jej zaniedbane włosy, mieli również mieszane odczucia co do jej gry; z jednej strony opisywali ją jako „obietnicę na przyszłość”, z drugiej uważali za „na wpół pulchną i niedoprawioną bułkę”; Bengt Idestam-Almquist ze „Stockholms-Tidningen” przyznawał: „Ma kilka możliwości, których nie wykorzystuje. Duchowo jest na to za mała. Ale jest cudownie piękna w swoich empirowych sukniach i pomimo swojej roli w martwej naturze jest jednym z jasnych punktów filmu”. Zastrzeżenia były też co do fabuły, znacząco różniącej się w stosunku do pierwowzoru literackiego (niezadowolenie wyrażała Lagerlöf). Mimo nieprzychylnych ocen podkreślano, że sekwencja z Garbo i Hansenem na saniach pozostaje jedną z najbardziej charakterystycznych dla europejskiego kina niemego. Film cieszył się uznaniem w krajach europejskich – szczególnie w Berlinie, gdzie osobiście pojawiła się na premierze – lecz był fiaskiem w Szwecji.
Gottlieb napisał, że „jego [Stillera] tyrania w połączeniu z mieszanką jej [Garbo] determinacji i uległości stworzyły «Gretę Garbo»”. Swenson uważała, że jej występ nie skradł obrazu, ponieważ była zbyt niedoświadczona, aby skutecznie przyćmić profesjonalne kreacje Hansona i Gerdy Lundequist, lecz mimo to określiła go jako „przełomowy”.
Wiosną kontynuowała naukę, występując jako wiejska dziewczyna w dramacie Źle kochana autorstwa Jacinto Benavente, Madam de Vintermille w komedii Madame Sans-Gêne oraz w roli Mathildy (była to jej największa kreacja w dotychczasowym dorobku scenicznym) w komedii Min vän Teddy André Rivoire’a i Luciena Besnarda. Zdała też egzamin na prawo jazdy i zrobiła kilka reklam prasowych z Verą Schmiterlöw.

#### Kontrakt z Metro-Goldwyn-Mayer
Pod koniec września występowała gościnnie w rosyjskim dramacie Jesienne skrzypce I. Surgutsjeva, natomiast w październiku i listopadzie wcielała się w prostytutkę w Niewidzialnym człowieku Pära Lagerkvista. Ostatni raz na scenie Królewskiego Teatru Dramatycznego pojawiła się 13 listopada, podkładając głos Mariette – recepcjonistce lekarza – we francuskiej farsie Knock, czyli triumf medycyny Jules’a Romainsa. Po tym jak Stiller zwolnił ją z dalszej nauki w szkole aktorskiej (jej umowę studencką unieważniono po spłaceniu 800 koron z zaliczki 1200 koron, którą przyjęła od władz teatru w 1924), miała zagrać główną rolę w reżyserowanym przezeń melodramacie przygodowym Die Odaliske von Smolny, lecz produkcję odwołano ze względu na bankructwo studia Trianon, z którym była związana kontraktem opiewającym o zarobki rzędu 500 marek miesięcznie.
Gdy ekipa przebywała w Berlinie, do stolicy przyjechał Louis B. Mayer, szef wytwórni Metro-Goldwyn-Mayer. Miał on w Rzymie dokonać inspekcji zdjęć plenerowych do filmu Ben-Hur (1925, reż. Fred Niblo). Obejrzawszy Gdy zmysły grają, pozytywnie wyrażał się o Garbo, porównując ją do Normy Talmadge. Podczas spotkania przy kolacji w hotelu Adlon 25 listopada – za namową Stillera – podpisała przedwstępną, trzyletnią umowę z MGM, gwarantującą jej zarobki na poziomie 100 dolarów tygodniowo przez czterdzieści tygodni pierwszego roku, 600 dolarów w drugim i 750 dolarów w trzecim. Według Swenson do finalizacji umowy doszło 3 lutego 1925; w jej ramach miała pracować przez czterdzieści tygodni rocznie, zaczynając od 400 dolarów tygodniowo, po czym wynagrodzenie wzrastało do 1250 dolarów w ostatnim roku trwania kontraktu.

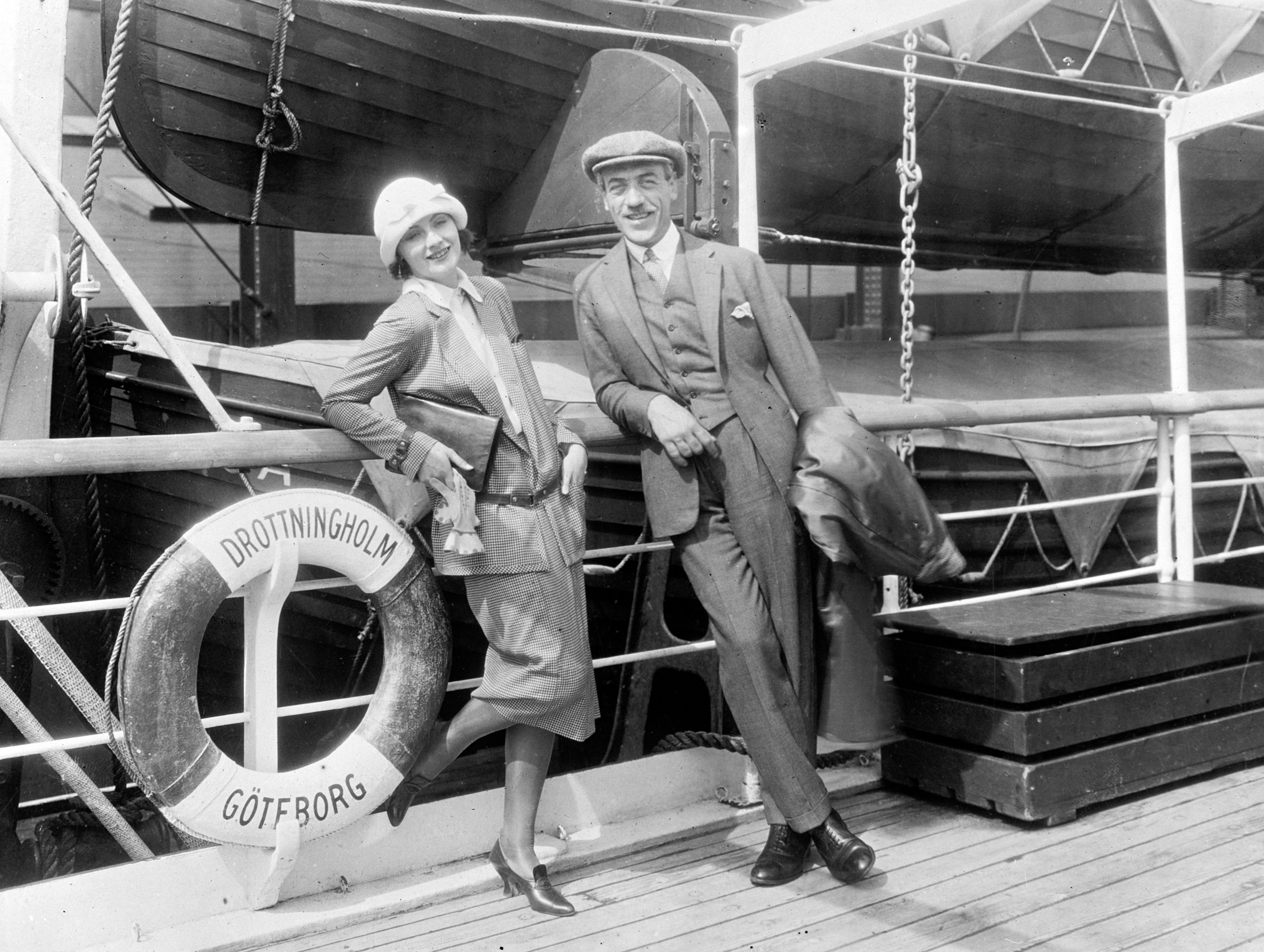
Garbo i Mauritz Stiller na pokładzie SS Drottningholm (1925)

W 1925 wystąpiła w niemieckim dramacie Zatracona ulica (reż. Georg Wilhelm Pabst), opartym na opowiadaniu autorstwa Hugona Bettauera z 1924. Reżyser, będąc pod wrażeniem jej roli w Gdy zmysły grają,  obsadził ją jako córkę radcy dworu Gretę Rumfort, a Marię Lechner sportretowała Asta Nielsen. Angaż otrzymał też Werner Krauss, odtwórca tytułowej roli w ekspresjonistycznym horrorze Gabinet doktora Caligari (1920, reż. Robert Wiene). Początkowo domagała się przydzielenia Stillerowi stanowiska doradcy technicznego, jednak Pabst odmówił. W wyniku konsensusu ustalono, że Garbo i Einarowi Hansonowi zostaną wypłacone gaże w wysokości 4 tys. dolarów (tyle samo otrzymały Nielsen i Valeska Gert). Pod nieobecność reżysera Stiller instruował swoją podopieczną, jak powinna grać. Kiedy Pabst przybył na plan, jej mentora wyprowadzono, przez co dostała ataku histerii. W ramach protestu pierwszego dnia opuściła plan. Wieczorami Stiller urządzał jej prywatne próby i omawiał sceny, które miała nazajutrz nagrywać. Na jego żądanie sprowadzono ze Sztokholmu, lub Paryża, kliszę Kodaka (stosowano ją tylko do scen realizowanych z Garbo, a do innych używano filmów Agfa-Gevaert [AGFA]). Doceniając talent Pabsta oraz jego wsparcie i zrozumienie, stanowiące odskocznię po „nieustannym tyranizowaniu” ze strony Stillera, realnie rozważała możliwość przyjęcia od reżysera przedłożonej propozycji pięcioletniego kontraktu.
Premiera Zatraconej ulicy miała miejsce 18 maja w berlińskiej Mozartsaal i w paryskim Studio des Ursulines. „Variety” napisał: „Te wiedeńskie córy szczęścia to dość marna grupa […]. Jedyną zaletą filmu z punktu widzenia jego dochodowości jest to, że gra w nim Greta Garbo”.
26 lub 30 czerwca wypłynęła ze Stillerem na pokładzie SS Drottningholm z Göteborga do Nowego Jorku. Filmowiec do ostatnich chwil opóźniał wyjazd, licząc na to, że pojawią się inne atrakcyjne oferty z Europy. Podobnie jak w przypadku śmierci ojca, nie chciała publicznie okazywać emocji, wobec czego nie zgodziła się, by rodzina odwiozła ją na prom, a jedynie odprowadziła na stację kolejową w Sztokholmie. „Mój wyjazd nie cieszył ani matki, ani mnie” – wspominała.

#### Kariera w Hollywood
Do Nowego Jorku przypłynęli 6 lipca (podawano też datę 5 lipca). Major Bowes, wiceprezes MGM, zorganizował dla Garbo zdjęcia próbne, które wypadły niekorzystnie. Krytykowano jej niechlujny wygląd i polecono, aby udała się do fryzjera i salonu mody. Swoją odmową wzbudziła oburzenie u członków zarządu wytwórni. Mimo nieznajomości języka angielskiego uczęszczała w towarzystwie  pracownika działu reklamy Huberta Voighta na broadwayowskie spektakle i do kina, poznając za jego sprawą wiele przyszłych gwiazd sceny i srebrnego ekranu, m.in. Beatrice Lillie, Katharine Cornell, Libby Holman i Humphreya Bogarta. 26 sierpnia, w towarzystwie przyjaciółki Kaj Gynt, podpisała w biurze na Broadwayu trzyletnią umowę z MGM. Z racji tego, że składając podpis nie miała ukończonych 21 lat – czego nie sprawdzono – wydział prawny wytwórni wymusił na niej dołączenie zgody matki. Spełniwszy warunek 18 września ponownie podpisała kontrakt.
Przypadkowe spotkanie z emerytowaną aktorką Marthą Hedman zaowocowało sesją zdjęciową, którą wykonał Arnold Genthe. „Miała zdumiewająco ekspresyjną twarz i w ciągu godziny uchwyciłem aparatem kilka interesujących póz i min” – wspominał. Jedno z jej zdjęć ukazało się w listopadowym wydaniu „Vanity Fair” z podpisem: „Nowa gwiazda z Północy – Greta Garbo”. Stiller – za namową Genthego – wysyłał odbitki do Mayera, który polecił sprowadzić ją do Hollywood i podwyższył jej pensję o 50 dolarów.
10 września przybyła ze Stillerem do Los Angeles w Kalifornii, nie otrzymując w owym czasie żadnych propozycji angażu ze strony wytwórni. Wolny czas spędzała spacerując po plaży w Santa Monica, który – w opinii Parisa – był „samotniczym i malowniczym sposobem oczekiwania, współgrającym z jej melancholią”. Uczyła się także angielskiego, jazdy konnej i żeglowała. Mimo sprzeciwu dyrektorów MGM, Mayer sprowadził ją do Hollywood, płacąc jej 400 dolarów tygodniowo, co było znaczącą kwotą uposażenia jak na nieznaną aktorkę. Przydzielił kierownika produkcji Irvinga Thalberga, by nadzorował przestrzeganie przez Garbo diety, zadbał o jej wygląd oraz wybór nowej garderoby.
W ramach kampanii promocyjnej MGM pozowała do zdjęć na tle drużyny lekkoatletów Uniwersytetu Południowej Kalifornii (USC) i w towarzystwie Slatsa, sześcioletniego lwa z logo MGM (Garbo nienawidziła akcji reklamowej z lwem, a Gottlieb był zdania, że opublikowane zdjęcie mogło być oddzielnym montażem ujęć aktorki i zwierzęcia).

#### Słowik hiszpański, Kusicielka

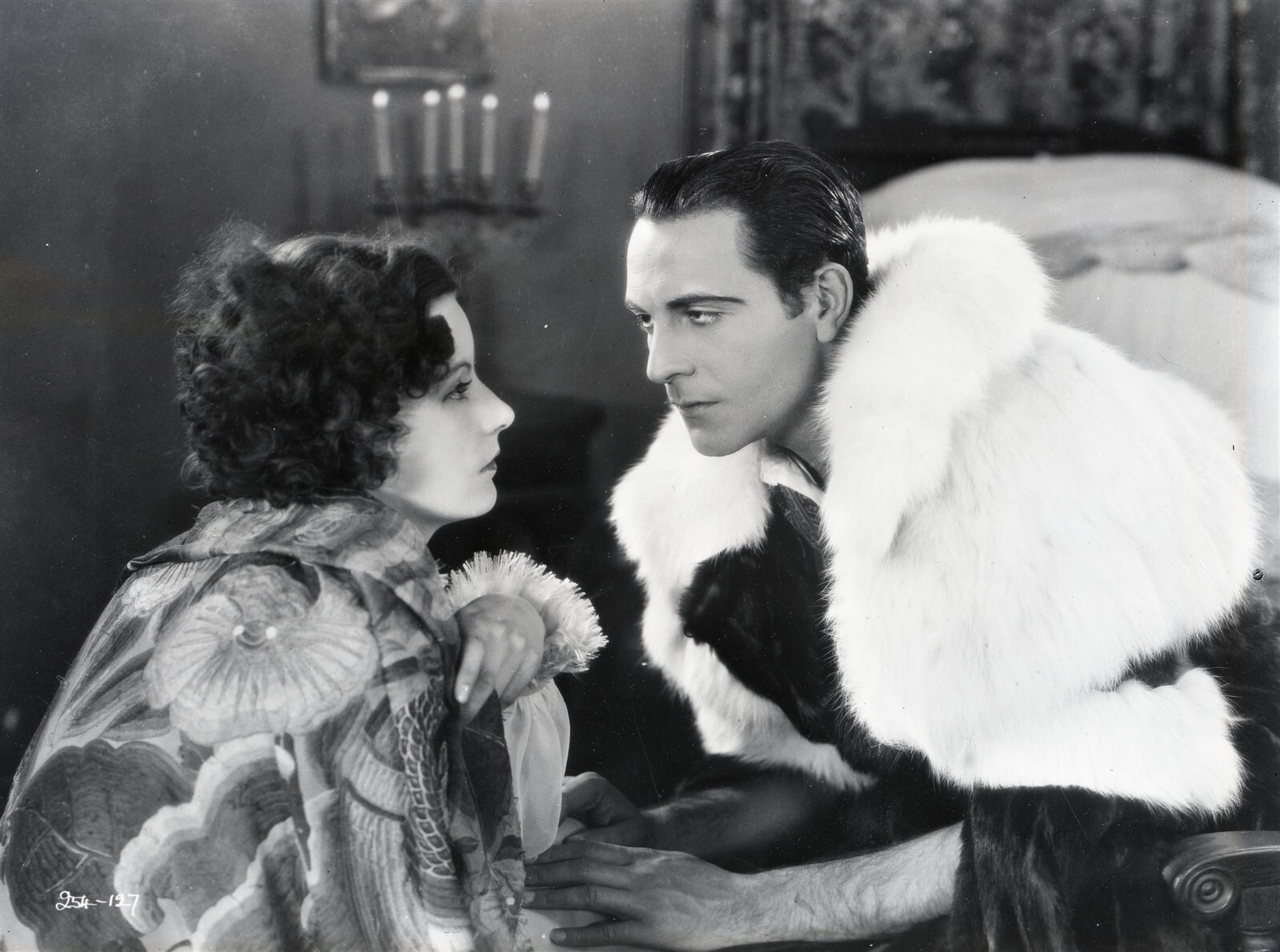
Garbo i Ricardo Cortez w kadrze z filmu Słowik hiszpański (1926), będącym jej debiutem za oceanem

Za sprawą Lillian Gish – pracującej na planie dramatu Szkarłatna litera (1926, reż. Victor Sjöström) – otrzymała możliwość uczestnictwa w sesji Hendrika Sartova, którą zaaprobował Thalberg. Ten obsadził ją w roli śpiewaczki Leonory Moreno (aka La Brunna) w dramacie Słowik hiszpański (1926, reż. Monta Bell), będącym ekranizacją powieści autorstwa Vicente Blasco Ibáñeza (według Swenson Stiller miał zorganizować i wyreżyserować drugi test ekranowy z jej udziałem, który Thalberg zaakceptował). Ricardo Cortez wystąpił w głównej roli męskiej – aktorka nie darzyła go sympatią, podobnie jak reżysera. Osobistym tłumaczem Garbo został Sven Hugo Borg, pełniący także rolę jej ochroniarza i powiernika. Przed rozpoczęciem zdjęć Mayer bez powodzenia usiłował nakłonić ją do podpisania dłuższego kontraktu.

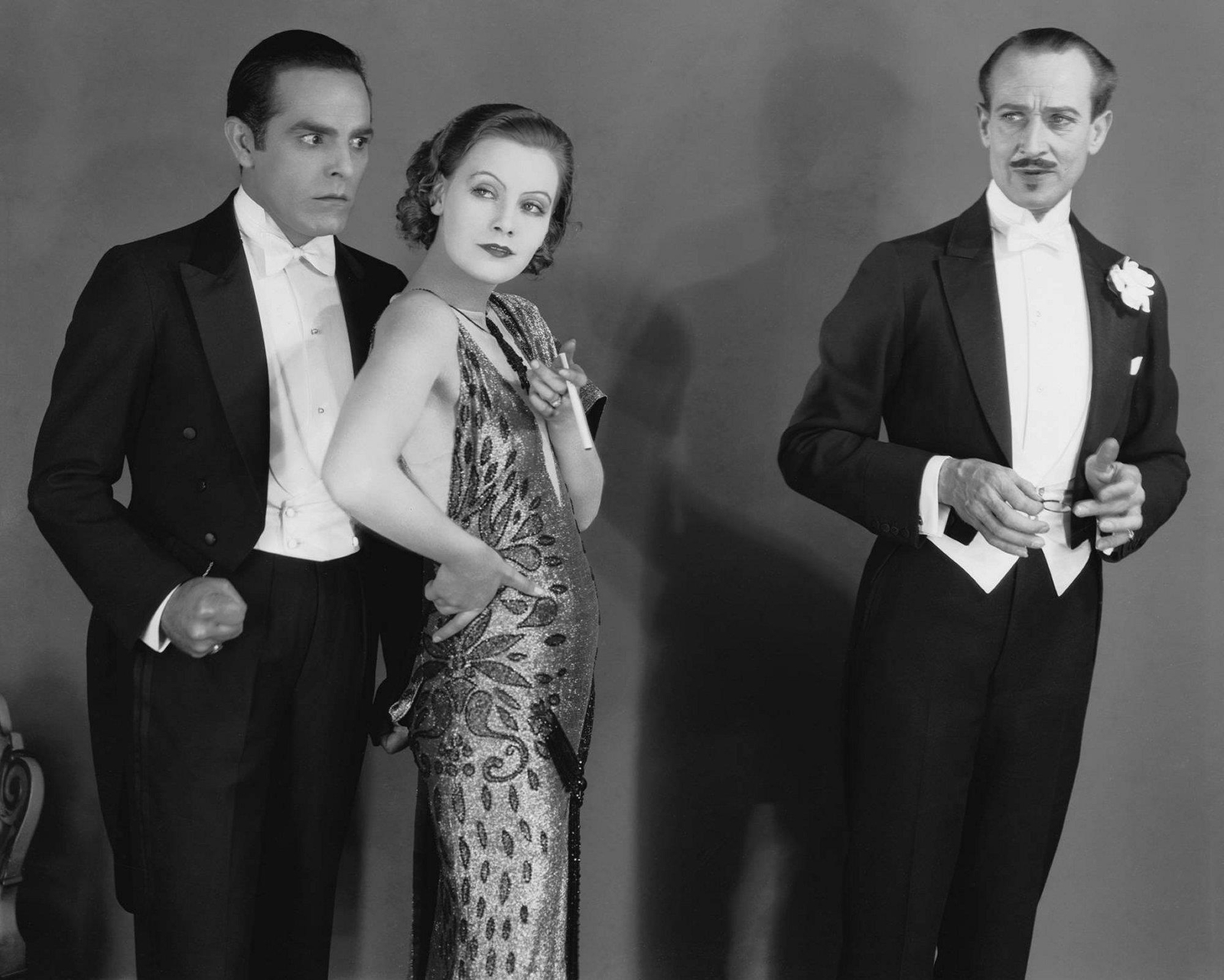
Antonio Moreno, Garbo i Armand Kaliz na fotosie z filmu Kusicielka (1926)

Premiera odbyła się 21 lutego w nowojorskim Capitol Theatre (Garbo uczestniczyła w premierze w Loew’s State Theatre w Los Angeles). Słowik hiszpański odniósł sukces, a kreacja Moreno w wykonaniu Garbo spotkała się z entuzjastycznymi recenzjami amerykańskich krytyków; m.in. Laurence Reid z „Motion Picture” opisał ją jako „najważniejszą osobę w filmie, łączącą zalety tuzina naszych najsłynniejszych gwiazd”, „Pictures” obwołał ją odkryciem roku, porównując do Poli Negri, a „Variety”, dla którego też była odkryciem roku, chwalił jej umiejętność grania i osobowość. Wśród innych porównań były te do Barbary La Marr czy Normy Shearer. Pomimo przychylnych opinii zachowywała powściągliwą ocenę własnego występu. Zdaniem Gottlieba transformacja, jaką przechodzi bohaterka filmu, zmieniając się z naiwnej dziewczyny w wyrafinowaną i pełną czaru kobietę, ugruntowała image Garbo jako ekranowego wampa.
Słowik hiszpański był przebojem kasowym, a jego powodzenie przypisywano Garbo, określanej mianem „doskonałości” i „rozpalającej serce Ameryki”. Do działu reklamowego w MGM napływały hurtowe ilości próśb o jej zdjęcia i informacje, na które biuro nie było przygotowane. W ramach promocji brała udział w licznych akcjach reklamowych i sesjach.
W tym samym roku została zaangażowana do melodramatu Kusicielka (reż. Fred Niblo), również powstałego na podstawie powieści Ibáñeza. Partnerował jej Antonio Moreno. Jego wybór kwestionował wyznaczony pierwotnie do reżyserii Stiller. 26 kwietnia konfliktowego mentora Garbo zastąpił Niblo. Zdaniem Breta sytuacja ta miała doprowadzić do opuszczenia przez nią planu (i grożeniem Mayerowi pozwem za zwolnienie Stillera), lecz według Swenson 3 maja stawiła się punktualnie i odbywszy prywatną rozmowę z Niblo „flegmatycznie zaakceptowała zmianę”. Po zakończeniu zdjęć przesłała mu swoje zdjęcie z dedykacją – jedyny raz w karierze. Przed premierą ponownie odmówiła Mayerowi przedłużenia kontraktu o dwa lata, ponieważ jej pragnieniem była chęć powrotu do Szwecji.
23 lipca uczestniczyła w uroczystym lunchu wydanym na cześć Gustawa VI Adolfa i Ludwiki Mountbatten z okazji ich wizyty w siedzibie MGM. Po wejściu Kusicielki na ekrany kin, Robert E. Sherwood na łamach „Life’a” zwracał uwagę na technikę jej gry, z kolei Dorothy Herzog z „New York Daily Mirror” porównywała sylwetkę Garbo do Kleopatry, podkreślając jej „urzekające usta i intensywne, hipnotyzujące spojrzenie”. W opinii „The New York Timesa” film był wybitnym dziełem. Obraz Niblo pobił rekordy kasowe w pierwszym i drugim tygodniu w Capitol Theatre, a krytycy porównywali siłę i szybkość rozwoju jej talentu oraz rozpoznawalności do Rudolpha Valentino.

#### Symfonia zmysłów

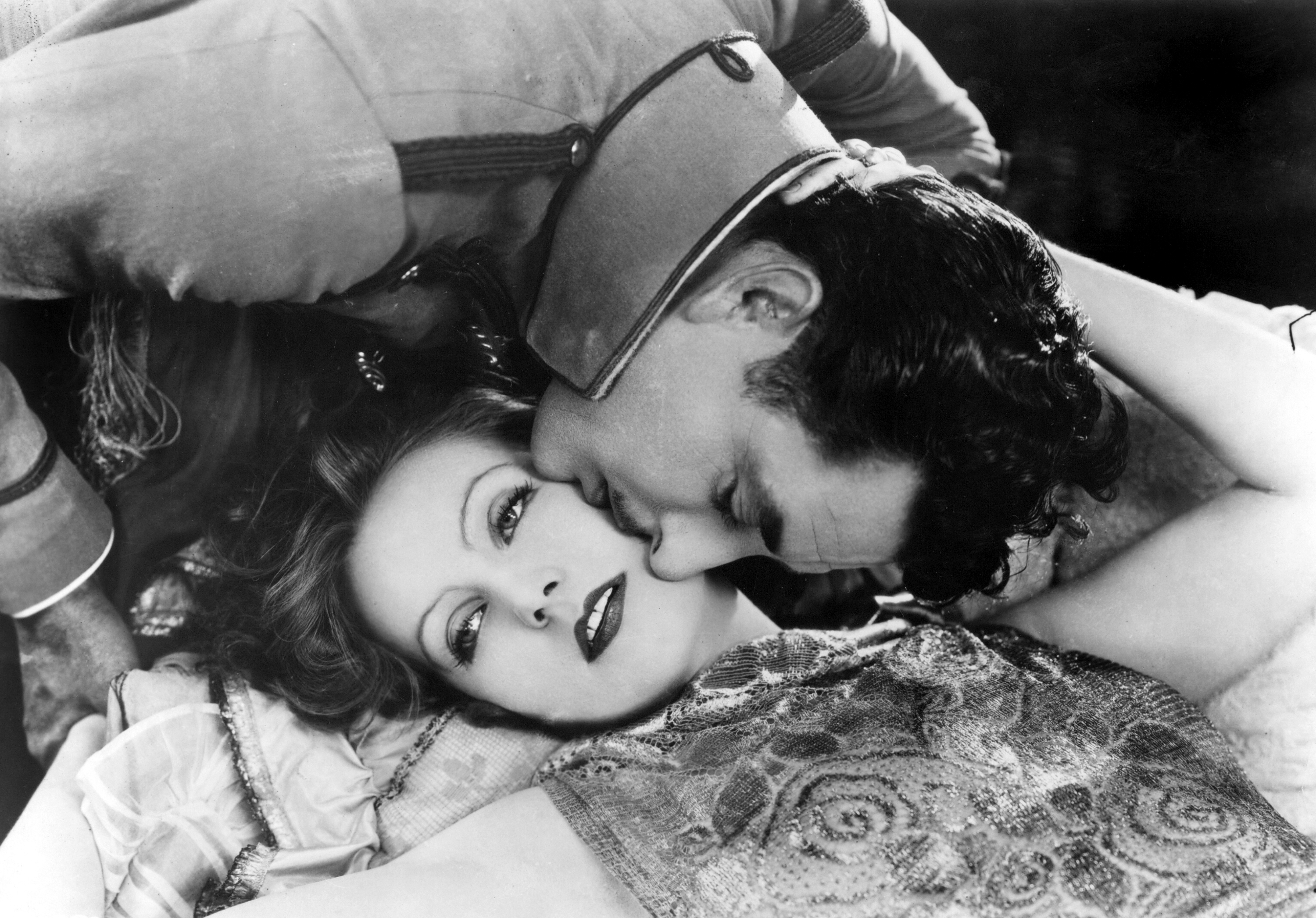
Garbo i John Gilbert w kadrze z filmu Symfonia zmysłów (1926)

Po wystąpieniu w Słowiku hiszpańskim i Kusicielce zaczęła uosabiać nowy typ kobiety w kinie, a włodarze MGM postrzegały ją jako nową Eleonorę Duse lub Sarah Bernhardt, dostrzegając w niej cechy ciepłej uwodzicielki, silnej oraz wrażliwej zarazem. Jej rezerwa w życiu prywatnym i niechęć do zdradzania szczegółów na swój temat stworzyły wizję wyobcowanej i tajemniczej postaci.
Trzecim filmem Garbo dla MGM był oparty na powieści autorstwa Hermanna Sudermanna z 1894 melodramat Symfonia zmysłów (1926, reż. Clarence Brown). Z początku odrzuciła udział w produkcji, wyrażając przekonanie, że Thalberg usiłuje utrwalić jej wizerunek femme fatale. „Nie widzę żadnego sensu w graniu ról, w których chodzi tylko o strojenie się i uwodzenie mężczyzn” – argumentowała. Również odtwórca głównej roli męskiej John Gilbert odrzucił propozycję udziału. Za namową Thalberga dał się przekonać, stawiając jednak warunek, że wraz z nim wystąpi Garbo. 4 sierpnia Mayer wystosował do niej list, nakazujący niezwłoczne stawienie się w biurze Thalberga. W razie odmowy groził natychmiastowym zawieszeniem. Zignorowała polecenie szefa MGM i stawiła się na planie filmowym dopiero kilka dni później, zaskoczona ilością negatywnych nagłówków w prasie i działaniem studia.
Po premierze, która w Nowym Jorku miała miejsce 9 stycznia 1927, Symfonia zmysłów spotkała się z entuzjastycznymi reakcjami krytyków; „New York Herald Tribune” pisał, że „nigdy przedtem na ekranie nie pojawiła się kobieta tak powabna, obdarzona tak uwodzicielskim wdziękiem, o wiele potężniejszym niż jej uroda. Greta Garbo jest uosobieniem piękna, personifikacją namiętności”. Z kolei jeden z recenzentów „Variety” prognozował, że jeśli zostanie poprowadzona we właściwy sposób i będzie dostawała dobre scenariusze, to „stanie się atutem równie cennym, jak niegdyś Theda Bara dla wytwórni Fox”.
Według Marka A. Vieiry udział w Symfonii zmysłów uczynił z niej międzynarodową gwiazdę, natomiast Gottlieb oceniał, że sukces filmu sprawił, że została namaszczona na pierwszoplanową gwiazdę i nigdy nie pozwoliła sobie tego tytułu odebrać. „National Board of Review Magazine” obwołał ją „symbolem powabu i seksu”. Mimo że odniosła trzeci sukces z rzędu, nie chciała udzielać wywiadów oraz unikała przedstawicieli prasy, choć kontrakt nakazywał jej utrzymywanie relacji z mediami. Po premierze wielbiciele talentu Garbo przysyłali 5 tys. listów tygodniowo do biura MGM, domagając się jej ponownego występu z Gilbertem na dużym ekranie.

#### Odnowienie kontraktu z MGM

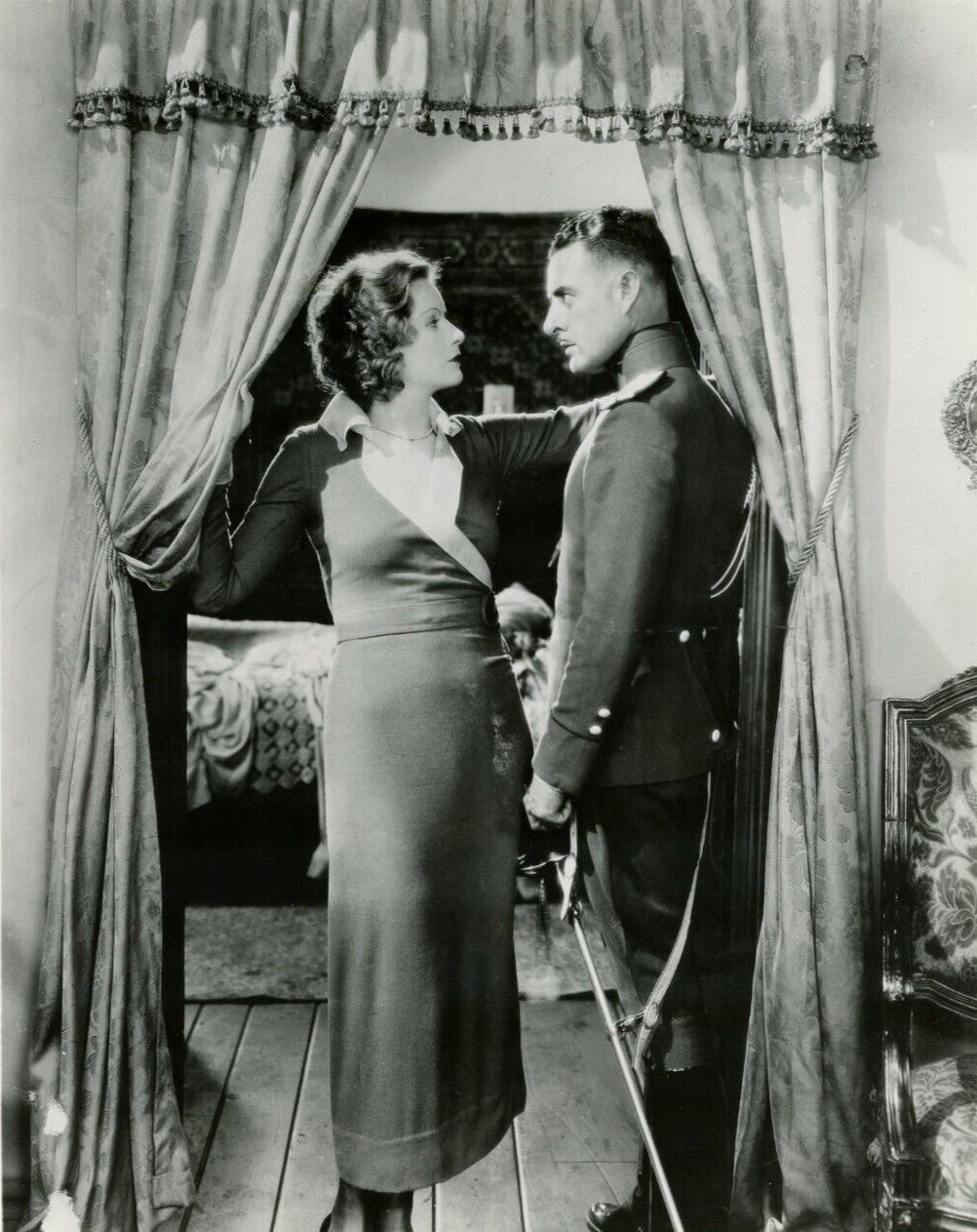
Garbo i Gilbert w kadrze z filmu Anna Karenina (1927)

Stosunki Garbo z MGM uległy pogorszeniu po odrzuceniu przez nią głównej roli w melodramacie Kobiety kochają diamenty (1927, reż. Edmund Goulding). Mayer, poirytowany jej arogancją, groził wstrzymaniem wypłaty pensji i deportacją. Garbo wyjechała, a miejsce jej pobytu utrzymywano w ścisłej tajemnicy, co z kolei rodziło w prasie liczne spekulacje. Władze MGM zawiesiły ją i wstrzymały wypłacanie wynagrodzenia. 6 marca 1927 wystosowała do działu prawnego studia telegram, oskarżając Mayera o represjonowanie jej osoby. Zarzucała w nim włodarzom MGM niekorzystne przedstawianie jej w prasie oraz zbyt rygorystyczny terminarz, zakładający grę w trzech filmach rocznie, bez jakichkolwiek przerw. W gazetach ukazywały się m.in. jej karykatury, przedstawiające ją jako chciwą Szwedkę trzymającą garść amerykańskich dolarów.
W negocjacje zaangażował się Harry Edington, który został agentem Garbo. Kilkumiesięczny spór z MGM zakończył się 1 czerwca, gdy podpisała nowy, pięcioletni kontrakt. Zakładał on – zgodnie z jej wolą – grę w dwóch filmach (MGM nie miało również prawa angażować jej do dodatkowych występów bez jej wcześniej zgody). W przeciwieństwie do większości umów, w kontrakcie zagwarantowano wypłacanie Garbo wynagrodzenia niezależnie od tego czy pracowała, czy nie. Jak stwierdziła Swenson, MGM nie udało się zmusić jej do uległości ani podporządkowania, ponieważ „tradycyjne pragnienie bycia w centrum uwagi nie dominowało w uczuciach Grety dotyczących jej pracy”.

#### Anna Karenina
Z początkiem kwietnia rozpoczęła pracę na planie melodramatu Anna Karenina (1927, reż. Dimitri Buchowetzki), będącego ekranizacją powieści o tym samym tytule Lwa Tołstoja. Po zrealizowaniu większości scen produkcję wstrzymano ze względu na kłopoty zdrowotne Garbo – błędnie zdiagnozowano niedokrwistość złośliwą, powikłanie po grypie jelitowej. Władze MGM uznawszy, że nagrany materiał nie nadaje się, zawiesiły produkcję i postanowiły znaleźć nowego reżysera oraz wymienić całą obsadę. Zdjęcia wznowiono w czerwcu, a na stanowisko reżysera wybrano Edmunda Gouldinga, zaś Garbo ponownie partnerowała Gilbertowi w głównej roli żeńskiej. Trzy sceny z jej udziałem i Philippe’a De Lacy – portretującego Sieriożę, syna głównej bohaterki – poddano daleko idącej cenzurze (m.in. ujęcia z całowaniem w usta). Mordaunt Hall pisał na łamach „The New York Timesa”, że „panna Garbo może unieść głowę o ułamek cala i ten gest znaczy więcej niż sztuczny uśmiech Johna Gilberta”, a „Variety” prognozował, że „tych dwoje jest na dobrej drodze, by stać się najbardziej kasowym duetem, jaki widział ten kraj”. Anna Karenina, mimo iż zarzucano jej, że niewiele zostało z powieści Tołstoja, była czwartym pod względem dochodowości niemym filmem w historii MGM.

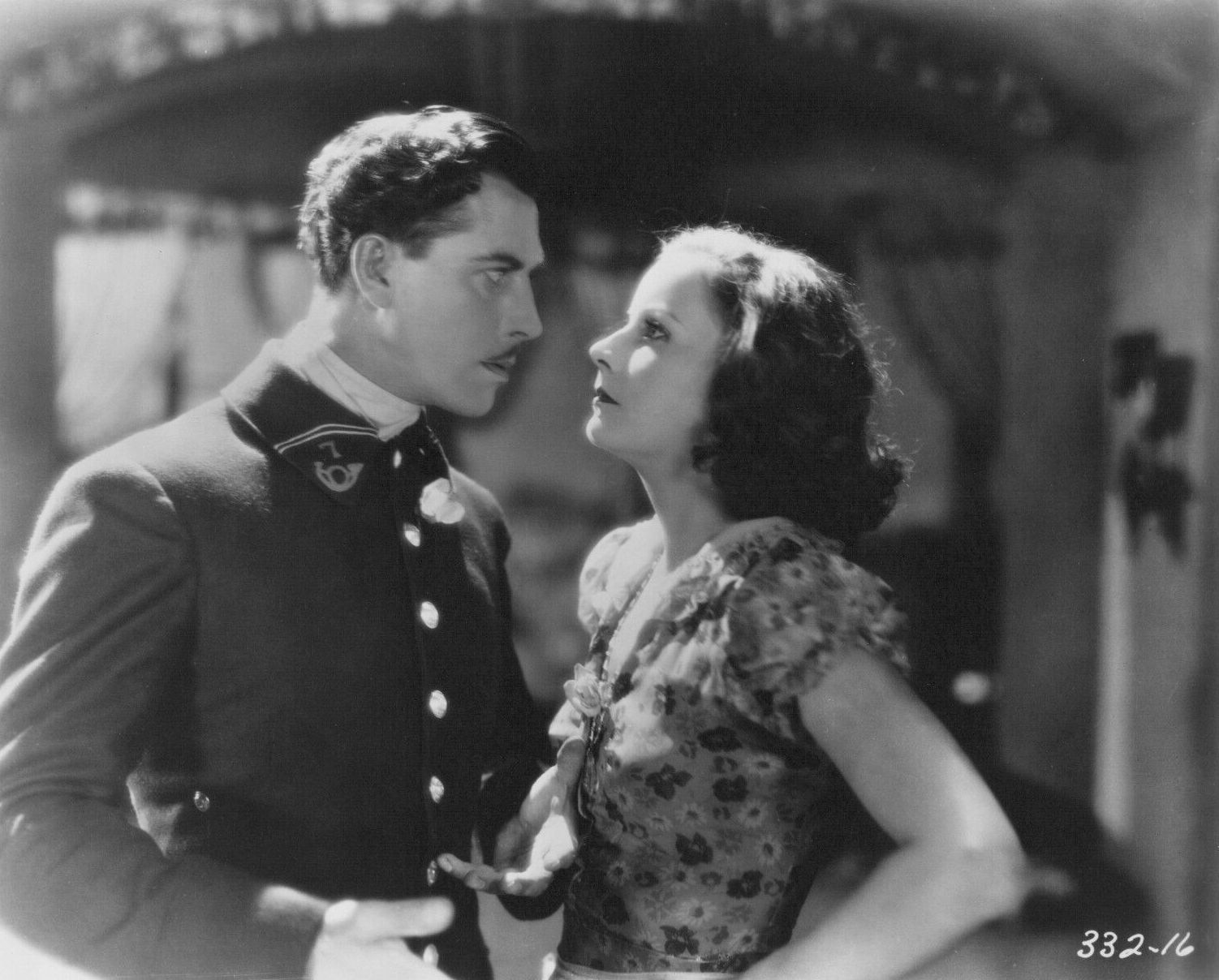
Hanson i Garbo w filmie Boska kobieta (1928)

Korzystając z zapisu w kontrakcie, zakładającym m.in. prawo do wyboru scenariuszy, reżyserów i partnerów ekranowych, wyraziła chęć realizacji filmowej wersji sztuki Starlight Gladys Buchanan Unger, która w pierwotnym założeniu miała przedstawiać historię francuskiej aktorki Sarah Bernhardt. Samodzielnie wybrała Victora Sjöströma do reżyserii oraz Larsa Hansona jako odtwórcę głównej roli męskiej. W jej ocenie film miał być „całkowicie szwedzką produkcją”. Sportretowała w nim Marianne, córkę podstarzałej paryskiej kurtyzany (Dorothy Cumming), która pomimo sukcesów w teatrze i wielu zawirowań, wybiera życie u boku biednego, lecz pełnego pasji żołnierza dezertera Luciena (Hanson). Była to także pierwsza produkcja, w której jej nazwisko, jako jedyne, pojawiło się nad tytułem.

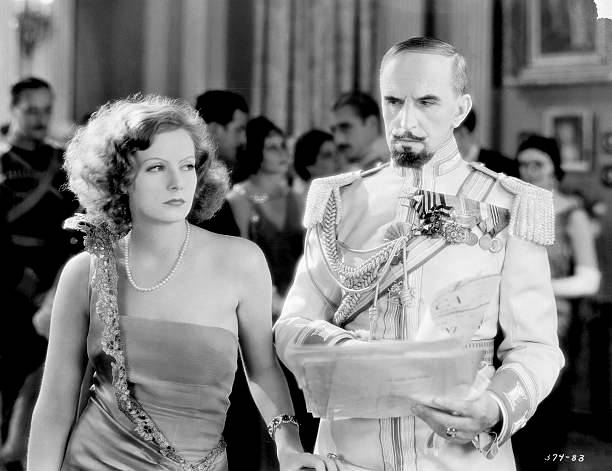
Garbo i Gustav von Seyffertitz w kadrze z filmu Żar miłości (1928)

Melodramat Boska kobieta (1928) otrzymał mieszane recenzje – podkreślano w nich szczególną technikę ekranową Garbo, kontynuującą jej osobowość i styl. Mimo że odniosła piąty z rzędu sukces w MGM, ponownie unikała pokazów przedpremierowych. Jak przyznała Swenson: „Choć [film] nie zapadł długo w pamięci ludzi, jeden przymiotnik towarzyszył Garbo do końca jej życia: «boska»”.
Fabuła melodramatu szpiegowskiego Żar miłości (1928, reż. Fred Niblo), opartego na powieści Walka w mroku pióra Ludwiga Wolffa, skupiała się na oficerze austriackiego wywiadu Karlu von Radenie (Conrad Nagel), zakochanym w zajmującej się szpiegostwem Rosjance (Garbo). Nie zgodziła się, by w głównej roli partnerował jej Gilbert. Recenzje filmu były zróżnicowane, a przeważała w nich opinia, że Garbo i Nagel nie pasowali do siebie jako duet ekranowy. „Life” chwalił pracę Niblo, który „reżyseruje ją [Garbo] z wyobraźnią i wyczuciem”. Betty Colfax w „New York Graphic” podkreślała, że „panna Garbo pozuje do zbliżeń jak żadna inna z hollywoodzkich gwiazd. Pokonuje przeszkodę w postaci okropnej garderoby, dużych stóp i szerokich bioder zręczną grą aktorską, dzięki której wciąż tworzy dla siebie odrębną klasę”.

#### Władczyni miłości

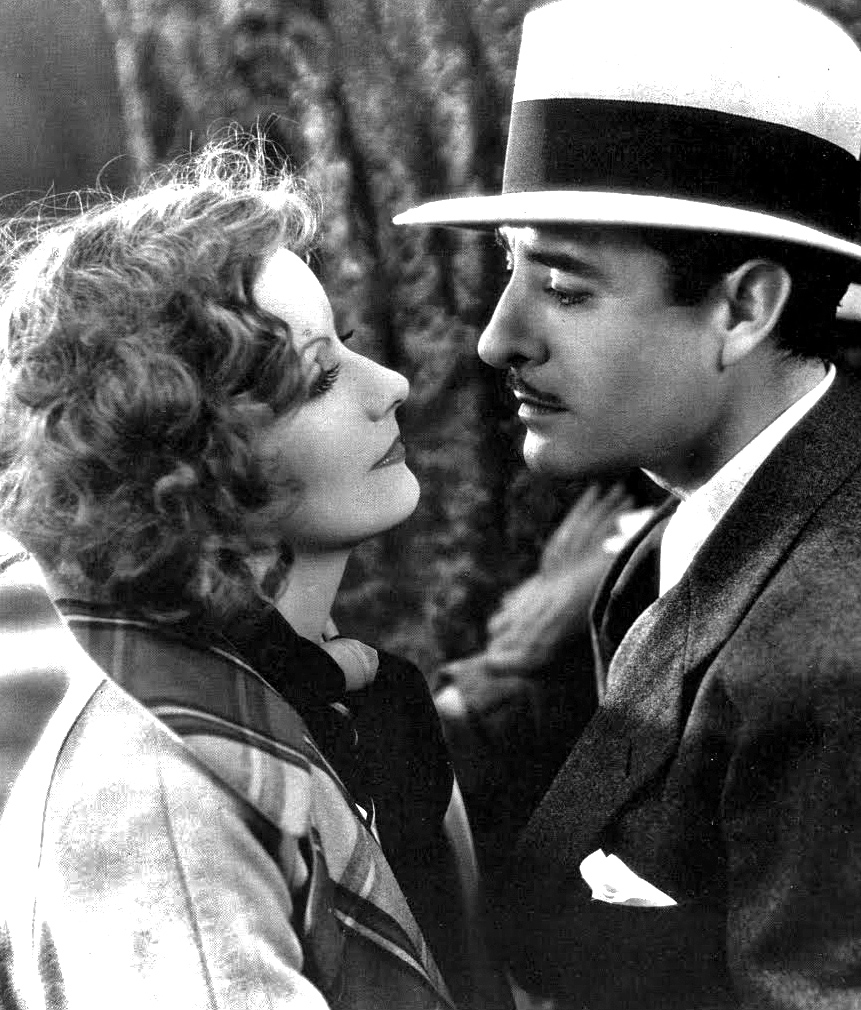
Garbo i Gilbert w filmie Władczyni miłości (1928), który był ich trzecim projektem oraz uczynił ją najbardziej kasową aktorką MGM w sezonie 1928/1929

Za jej namową MGM zakupiło prawa do ekranizacji powieści Zielony kapelusz autorstwa Michaela J. Arlena. Z powodu szeregu uwag zgłaszanych przez biuro Willa H. Haysa, po dwóch latach negocjacji Thalberg zmienił tytuł na Władczynię miłości, usunął wzmianki o Arlenie i Zielonym kapeluszu z czołówki, a także z materiałów reklamowych. „[Garbo] była jedyną aktorką, która mogła przedostać się przez purytańskich cenzorów z materiałem o kobiecie, która «płonie z miłości»” – pisała Swenson. Do głównej roli męskiej wybrała Gilberta, a partnerował im Douglas Fairbanks Jr. Film w reżyserii Browna uzyskał pochlebne recenzje; m.in. Pare Lorentz na łamach „Judge” napisał, że „[Garbo] sprostała długim, melancholijnym, a niekiedy pięknym scenom z większym wdziękiem i szczerością niż kiedykolwiek przedtem”. „Variety” oceniał, iż był to jej „najlepszy film od dawna. Rozpadłby się jednak bez jej wymownej gry aktorskiej”. Następstwem przychylnych ocen był sukces kasowy – zyski Władczyni miłości uczyniły Garbo najbardziej dochodową gwiazdą MGM sezonu 1928–1929 w box offisie. Otrzymywała od fanów od 4 do 5 tys. listów miesięcznie, lecz na żaden z nich nie odpowiadała.
W dramacie Dzikie orchidee (1929, reż. Sidney Franklin), opartym na powieści Heat Johna Coltona – Garbo już dwa lata wcześniej przymierzano do filmu na podstawie wspomnianej powieści – po raz pierwszy sportretowała Amerykankę. Historia skupiała się na trójkącie miłosnym, a akcję osadzono w egzotycznej krainie – w dżunglach Jawy. Lillie Sterling (Garbo), będącą żoną Johna (Lewis Stone) usiłuje uwieść sadystyczny książę jawajski De Gace (Nils Asther). Część widzów oburzała scena, w której to 49-letni Stone całuje i pociesza 23-letnią Garbo. Opinie krytyków były podzielone; większość z nich uważała, że zagrała postać niezgodną ze swoim emploi. Mimo to Dzikie orchidee były jednym z bardziej kasowych filmów roku.
Ukończywszy zdjęcia na cztery miesiące wróciła do Sztokholmu. Gdy nie zjawiła się w grudniu na dokrętkach do Władczyni miłości i Dzikich orchidei, MGM ponownie ją zawiesiło oraz wstrzymało wypłacanie wynagrodzenia. Wolny czas w Szwecji spędzała z matką, bratem, przyjaciółmi i dawnymi znajomymi z Królewskiego Teatru Dramatycznego. „Podobało jej się spotkanie z matką, bratem i starymi przyjaciółmi, ale przerażał ją tłum ludzi, którzy ją otaczali, błagając o autografy, szarpiąc jej ubranie, wyciągając szyję, aby z bliska przyjrzeć się wielkiej Garbo” – wspominał rzecznik MGM, Howard Strickling. Miała zagrać w scenicznej adaptacji Zmartwychwstania Tołstoja u boku Gösty Ekmana, do której ćwiczyła z Johnem W. Bruniusem, lecz wycofała się przed próbą generalną. Rozważała też epizodyczny występ w roli primadonny w musicalu Karla Gerharda. Do Stanów Zjednoczonych wróciła w marcu na pokładzie SS Drottningholm.
1929 zakończyła występem w dwóch produkcjach. W pierwszej z nich Thalberg i jego ekipa produkcyjna – odnosząc się do wypowiedzi Garbo o tym, iż chciałaby grać „kobiety czarujące, interesujące, naturalne, i które są sobą” – obsadzili ją w zrealizowanym na podstawie powieści pióra Adeli Rogers St. Johns melodramacie Pokusa (reż. John S. Robertson) z Nilsem Astherem. Pomimo mieszanych recenzji okazał się on sukcesem kasowym. W Pocałunku (reż. Jacques Feyder), opartym na oryginalnej historii Feydera (wymienionemu jako George M. Saville), sportretowała Irene Guarry, kobietę w nieszczęśliwym związku małżeńskim, angażującą się w romans z dwoma konkurującymi mężczyznami. Splot wydarzeń sprawia, że trafia na ławę oskarżonych pod zarzutem morderstwa. Partnerowali jej Conrad Nagel i Lew Ayres. Film Feydera, mimo że jego premiera miała miejsce siedemnaście dni po krachu giełdowym, przyniósł zyski rzędu 448 tys. dolarów, stając się trzecią najbardziej dochodową produkcją w dotychczasowym dorobku Garbo. Na łamach „Screenland” jeden z krytyków pisał: „Czarująca Szwedka dźwiga tę przeciętną historię na swych cudownych ramionach i sprawia, że Pocałunek staje się filmem wartym obejrzenia”.

### Lata 30.

#### Anna Christie
Początkowo MGM chciało, by zagrała Joannę d’Arc, lecz problemy z nabyciem praw do ekranizacji spowodowały zaniechanie tego pomysłu. Pod koniec 1929 przystąpiła do pracy nad swoim pierwszym filmem dźwiękowym – zrealizowanym w erze Pre-Code dramatem Anna Christie (1930, reż. Clarence Brown), będącym adaptacją sztuki o tym samym tytule pióra Eugene’a O'Neilla. Odmówiła pobrania lekcji dykcji i śpiewu, a według raportu, w ramach przygotowań i prób miała wykonać trzy sceny testowe przed kamerą i z mikrofonem – monolog Małgorzaty z Fausta Johanna Wolfganga von Goethego po niemiecku, pieśń „Solvieg” z Peer Gynt Ibsena po szwedzku i scenę szaleństwa Ofelii z Hamleta pióra Williama Shakespeare’a po angielsku. Wyrażała duże obawy związane z nową technologią; była przekonana, że podzieli los innych gwiazd epoki kina niemego, Clary Bow i Nity Naldi, których kariery załamały się wraz z wprowadzeniem dźwięku. Nie mając pewności, jak zabrzmią jej kwestie wypowiadane po angielsku, poprosiła MGM o realizację niemieckojęzycznej wersji filmu (1930, reż. Jacques Feyder) na wypadek, gdyby Amerykanom nie spodobała się angielska wersja. Film, będący kamieniem milowym w historii MGM, reklamowano sloganem „Garbo mówi!”.

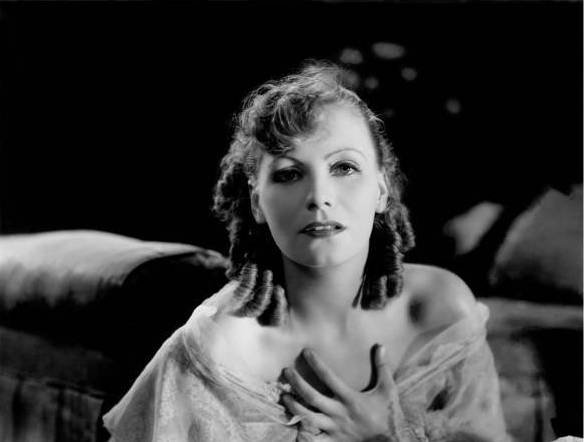
Garbo w kadrze z filmu Romans (1930)

Wcieliła się w Annę, która zgwałcona przez kuzyna zostaje zmuszona do uprawiania prostytucji. Powróciwszy do swojego ojca (George F. Marion) odnajduje chwilowy spokój i poznaje marynarza Matta (Charles Bickford), z którym zaczyna łączyć ją uczucie.
Na uroczystej premierze w Hollywood 22 stycznia 1930 zjawili się wszyscy członkowie ekipy, z wyjątkiem Garbo. Recenzje były umiarkowane, a krytycy skupiali się w nich na głosie aktorki. Richard Watts Jr. napisał w „New York Herald Tribune”: „Jej głos objawił się jako niski, chropowaty, gardłowy kontralt, posiadający w pełni ów poetyczny urok, który uczynił z tej zdystansowanej szwedzkiej damy wybitną aktorkę filmową”. Anna Christie okazała się najbardziej dochodowym filmem 1930 w amerykańskim box offisie, przynosząc ponad milion dolarów zysku i bijąc rekordy kasowe pierwszych trzech tygodni w Capitol Theatre.
Następnie, mimo swojej nieskrywanej niechęci, przystąpiła do pracy nad melodramatem Romans (1930, reż. Clarence Brown), opartym na sztuce Edwarda Sheldona. Z początku do głównej roli męskiej wybrała Gary’ego Coopera, jednak Paramount Pictures nie wyraziło zgody na jego udział, wobec czego, obejrzawszy próbne zdjęcia Gavina Gordona, zgodziła się na jego angaż. Premiera odbyła się 25 kwietnia. Za kreację włoskiej sopranistki Rity Cavallini otrzymała przychylne recenzje; Mordaunt Hall chwalił jej mimikę i „pełne wdzięku ruchy”, a Norbert Lusk przyznawał w „Picture Play”, że gra Garbo to „czyste piękno, inspirujące połączenie jasnego umysłu i emocji”. Richard Corliss z „Time’a” krytycznie oceniał Romans, twierdząc, że jest on jednym filmem z Garbo pozbawionym choćby odrobiony dramatyzmu czy ekranowego uroku, które by go ratowały.
Mieszane recenzje nie zaważyły na powodzeniu filmu, który, pomimo niewielkiej kampanii promocyjnej, przyciągnął do Capitol Theatre największe tłumy od czasu Anny Christie. Garbo nie była zadowolona ze swojej roli i próby udawania włoskiego akcentu. Za kreacje w Annie Christie i Romansie uzyskała pierwszą nominację do nagrody Akademii Filmowej w kategorii dla najlepszej aktorki pierwszoplanowej, przegrywając z Normą Shearer, nagrodzoną za występ w dramacie biograficznym Rozwódka (reż. Robert Z. Leonard).

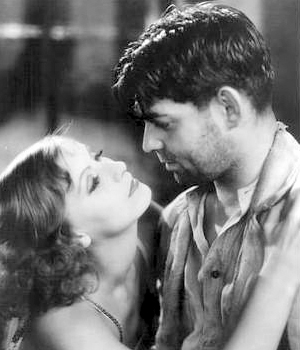
Garbo i Clark Gable w kadrze z filmu Zuzanna Lenox (1931)

W połowie października rozpoczęła pracę na planie melodramatu Natchnienie (1931, reż. Clarence Brown). Uwspółcześniona wersja scenariusza – oparta na powieści Safo Alphonse’a Daudet – przedstawiała losy paryskiej utrzymanki Yvonne Valbret (Garbo), będącej inspiracją dla najbardziej utalentowanych artystów, poetów, pisarzy i rzeźbiarzy we Francji. Na ekranie partnerował jej Robert Montgomery (jako André Montell), który początkowo chwalił sobie współpracę z Garbo, lecz ona nie chciała z nim więcej grać, z uwagi na ciągłe psucie scen miłosnych. Miała również konfliktowe relacje z reżyserem, dotyczące m.in. harmonogramu prób i scenariusza. Film zebrał mieszane recenzje, choć rolę aktorki oceniono przychylnie. Paris określał Natchnienie „bezwstydną kalką”, którą należałoby nazwać Romansem II: „Rzadko się zdarza, że seksapil jest tak syntetyczny, dramat tak nudny, a dialogi tak drewniane”.
Po premierze (Natchnienie przyniosło milion dolarów zysku), w obawie, że może zostać zepchnięta w cień Marlene Dietrich – okrzyknięto ją „odpowiedzią Paramount na Garbo” – rozważała wyjazd na stałe do Szwecji (w prasie pojawiały się przypuszczenia, iż planuje aktorską emeryturę).
W 1931 MGM zaangażowało ją do melodramatu Zuzanna Lenox (reż. Robert Z. Leonard), ekranizacji powieści Davida Grahama Phillipsa. Początkowo na stanowisko reżysera chciała zatrudnić Browna, lecz filmowiec odmówił z uwagi na konfliktowe relacje przy Natchnieniu. W głównej roli męskiej wystąpił Clark Gable (do współpracy z Garbo podchodził sceptycznie, obawiając się, że recenzenci zapamiętają go tylko jako partnera ekranowego). Realizacja sprawiała liczne problemy; nad scenariuszem pracowało dwudziestu dwóch autorów, zaś Garbo sześciokrotnie opuszczała plan. Film, w którym po raz trzeci w ciągu osiemnastu miesięcy sportretowała prostytutkę, Swenson opisywała jako „mroczną opowieść o kobiecie, która padła ofiarą «wilków społeczeństwa»”, a integralną częścią fabuły był motyw ucieczki oraz ponowne wprowadzenie koncepcji losu pchającego bohaterki grane przez nią ku nieszczęśliwemu końcowi. „Coraz częściej «tragiczny los» Garbo nabierał dodatkowego znaczenia w jej dramatycznych filmach, dosłownie przyjmując rolę trzeciej postaci w historii” – argumentowała.
Sceptyczne opinie podczas przedpremierowego pokazu skłoniły MGM do realizacji dokrętek. Podobnie jak w przypadku Natchnienia, recenzje były zróżnicowane – krytykowano m.in. absurdalność scenariusza. Garbo w większości otrzymała przychylne oceny, choć Mordaunt Hall krytykował jej rolę, uznając, że „wyszła na ekranizacji powieści Davida Grahama Phillipsa jak najgorzej”. Z kolei „Variety” – porównując rolę w Annie Christie z Zuzanną Lenox – pisał, że „[Garbo] raz jeszcze osiąga efekt aktorski, prowokując widzów i wprawiając ich w konsternację”. Zyski filmu szacowano na 806 tys. dolarów w Stanach Zjednoczonych i 700 tys. na świecie.

#### Mata Hari,Ludzie w hotelu
Pozytywna współpraca duetu Garbo–Gable spowodowała, że Mayer i Thalberg ponownie chcieli obsadzić dwójkę aktorów w komedii romantycznej Kaprys platynowej blondynki (1932, reż. Victor Fleming), lecz Gable nie chciał po raz kolejny zgodzić się na umieszczenie jego nazwiska jako drugiego w czołówce, a rolę Vantiny Jefferson powierzono Jean Harlow. Mimo że Romans, Natchnienie oraz Zuzanna Lenox osiągnęły sukces w box offisie, to zdaniem Gottlieba „trudno było nazwać je ambitnymi filmami”. MGM postanowiło ograniczyć liczbę filmów z udziałem Garbo. Przystąpiła do pracy nad melodramatem szpiegowskim Mata Hari (1931, reż. George Fitzmaurice), wcielając się w tytułową bohaterkę. Partnerowali jej Ramón Novarro i Lionel Barrymore. Pierwszy z nich wyrażał podekscytowanie z możliwości wspólnej gry, zgadzając się na obniżkę honorarium.
W opinii Breta była to „najbardziej kiczowata produkcja, w jakiej Garbo wystąpiła”, a podobieństwo do prawdziwej historii Maty Hari znikome. Po premierze film, uzyskawszy przeciętne oceny, okazał się przebojem, przynosząc, wedle szacunków, od 879 tys. do 906 tys. dolarów zysku. „Niesamowite, że film, do którego Garbo nie czuła zbyt wiele uczuć i który nakręciła mniej więcej dla zabawy, stał się największym sukcesem w jej karierze do tej pory” – pisała Swenson. „Screen Book” uznał kreację Maty Hari za najlepszą w całym jej dorobku. Mary Cass Canfield z „Theatre Arts Monthly” zarzucała Garbo grę przypominającą sztukę lunatykowania, a ją samą określała mianem manekina, któremu nic nie staje na przeszkodzie.

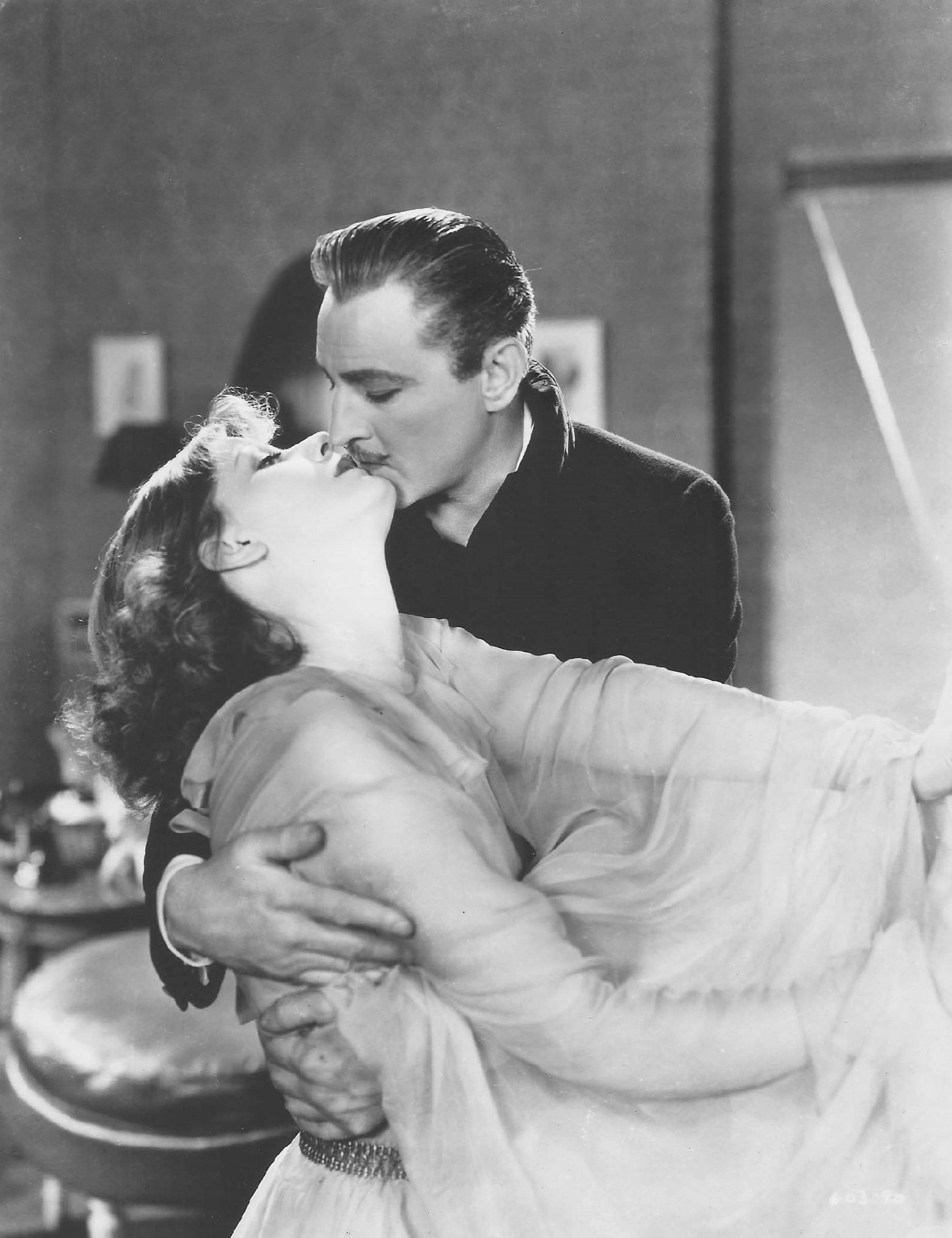
Garbo i John Barrymore w filmie Ludzie w hotelu (1932)

W 1930 Thalberg, z myślą o aktorce, zakupił za 13 tys. 500 dolarów prawa do adaptacji powieści Grand Hotel autorstwa Vicki Baum z 1929. Po udanych pokazach sztuki na Broadwayu dopłacił 35 tys. i odkupił pełnię praw do realizacji filmu, który – według Swenson – miał „najbardziej reprezentować jej [Garbo] dominację jako ikony filmu”. Kiedy obsadzono ją w roli zapomnianej gruzińskiej baleriny, do projektu zaangażowano Johna Barrymore’a i jego brata Lionela, Jeana Hersholta, Lewisa Stone’a, Wallace’a Beery’ego oraz Joan Crawford. Pod groźbą wycofania się z filmu Garbo odmówiła realizacji wspólnych scen z Crawford, obawiając się, że będzie ona próbowała przyćmić jej rolę na ekranie. Gdy na planie zjawiali się Mayer i Baum, przerywała swoje sceny i odmawiała dalszej gry.
Premiera melodramatu Ludzie w hotelu (1932, reż. Edmund Goulding) odbyła się 12 kwietnia w Nowym Jorku. Film wzbudzał duże zainteresowanie w dzień debiutu w Los Angeles 29 kwietnia w Grauman’s Chinese Theatre z udziałem plejady gwiazd ekranu. Zdaniem Breta była to najważniejsza impreza show-businessu w 1932, a pod kinem zgromadziło się ponad 25 tys. ludzi, witających ekipę filmową. Kiedy w formie żartu, zaaranżowanego przez Willa Rogersa, ogłoszono, że na premierę przybyła Garbo, wśród tłumu wybuchły zamieszki. Setki reporterów i fotografów udało się pod scenę, gdzie okazało się, że za aktorkę przebrano Beery’ego.
Ton recenzji prasowych był na ogół przychylny; John Mosher z „The New Yorkera” pisał, że Garbo „dominuje nad całym filmem, sprowadzając innych aktorów do poziomu jedynie kompetentnych wykonawców”. Pochlebną opinię wyrażała też Baum. Obraz zdobył nagrodę Akademii Filmowej dla najlepszego filmu i był, wraz z Matą Hari, najbardziej dochodowym filmem MGM sezonu 1931–1932 (wygenerował 2 miliony 594 tys. dolarów zysku), wobec czego Garbo zaczęto określać mianem „największej maszyny do robienia pieniędzy na ekranie”.
Obejrzawszy sztukę Luigiego Pirandella z udziałem Judith Anderson wyraziła chęć jej ekranizacji. Do głównych ról Thalberg zaangażował Melvyna Douglasa i Owena Moore’a, a także, za jej namową, Rafaelę Ottiano oraz Ericha von Stroheima (jego zatrudnienie było przedmiotem sporu ze studiem, a Garbo groziła wszczęciem strajku w przypadku zwolnienia aktora). Wcieliła się w Zarę, cierpiącą na amnezję piosenkarkę kabaretową, która na skutek szoku odniesionego podczas I wojny światowej straciła pamięć. Wraz z włoskim hrabią, podającym się za jej męża (Douglas), udaje się do Florencji, by tam odzyskać pamięć. Realizacja dramatu Jaką mnie pragniesz (1932, reż. George Fitzmaurice) była chaotyczna i problematyczna; niektórzy z aktorów uskarżali się na „pogmatwany scenariusz i scenopis”. Bret napisał, że „jeśli pominąć Garbo i jego [Douglasa], aktorzy grają w sposób afektowany, a ich gesty miewają tak niejasny związek z akcją, że całość sprawia wrażenie marnie zmontowanego filmu z wczesnego okresu kina niemego”.

#### Przedłużenie umowy z MGM

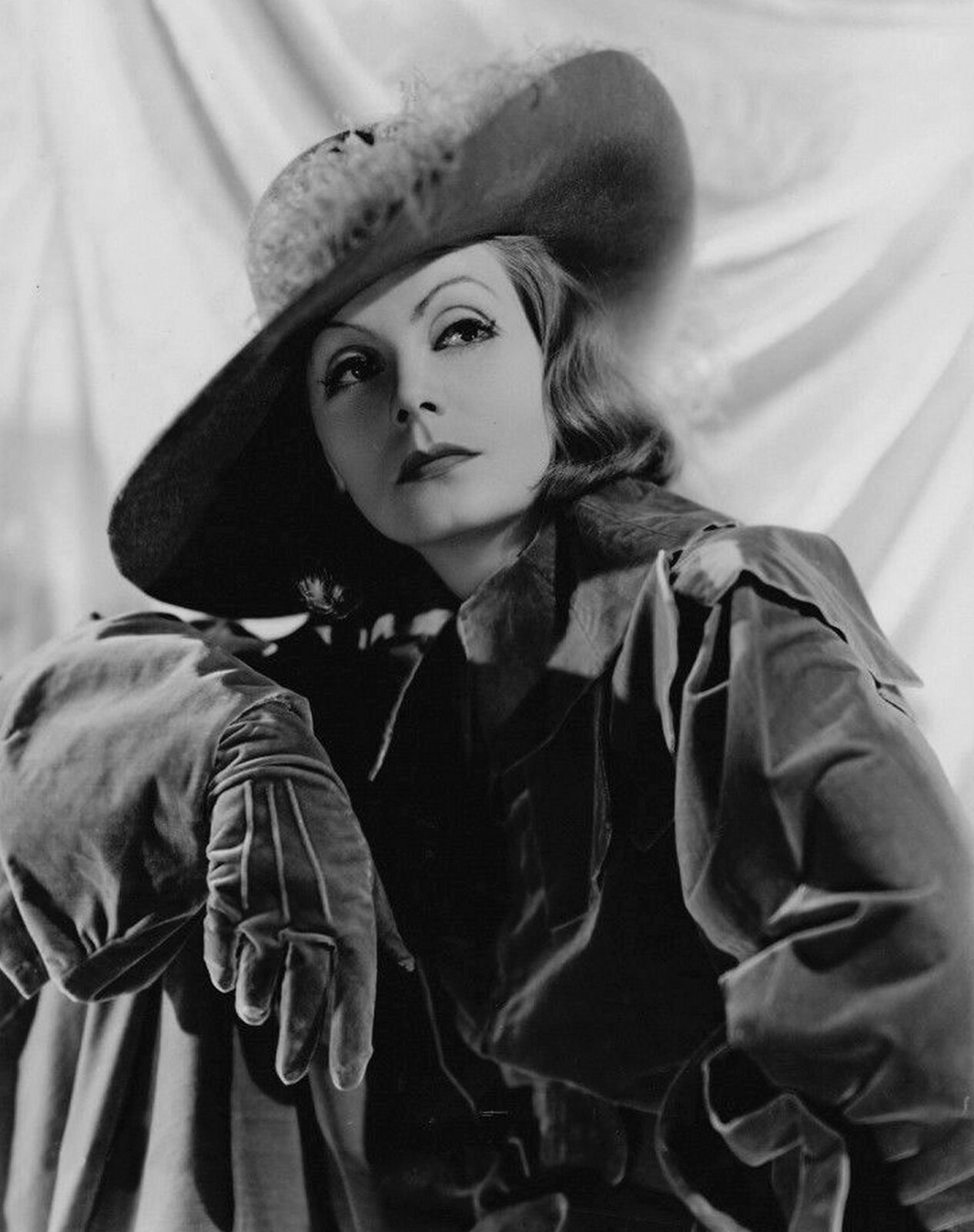
Garbo jako Krystyna Wazówna na fotosie z filmu Królowa Krystyna (1933)

Kwestia dotycząca podpisania przez nią nowej umowy z MGM lub powrotu na stałe do Szwecji miała medialny charakter. Choć sama publicznie dawała do zrozumienia, że wkrótce opuści Hollywood, za kulisami Edington omawiał możliwość współpracy z Josephem Schenckiem ze studia United Artists, a nowojorski prawnik Garbo przekazał agentowi ofertę od Paramountu. 8 lipca 1932 przedłużyła gwarantujący jej pełną autonomię kontrakt z MGM na dwie kolejne produkcje i wynagrodzenie rzędu 250 tys. dolarów za każdą z nich. Na mocy klauzuli z 4 lutego 1933 uzyskała możliwość wyboru reżysera i partnera ekranowego. Umowa zobowiązywała MGM do powołania dla niej specjalnej firmy produkcyjnej, Canyon Productions (zlikwidowanej 12 sierpnia 1934), dzięki której sama mogła decydować o terminarzu pracy. Kulisy negocjacji i podpisania kontraktu były utrzymywane w ścisłej tajemnicy. W ten sposób wytwórnia chciała zbudować napięcie przed jej następnym filmem oraz uniknąć sytuacji, w której inne gwiazdy domagałyby się podobnych warunków umowy (szczegółów kontraktu nie ujawniano przez blisko pół wieku).

#### Królowa Krystyna
Podpisawszy umowę wypłynęła promem do Szwecji na dziewięć miesięcy. W wolnych chwilach studiowała scenariusz do kolejnego obrazu, biograficznego dramatu historycznego Królowa Krystyna (1933, reż. Rouben Mamoulian). Podchodząc do projektu z dużym entuzjazmem, w ramach przygotowań odwiedziła m.in. Bibliotekę Królewską w Sztokholmie, zamki w Tistad i Uppsali, sporządzając liczne notatki, szkice wnętrz oraz kostiumów, a także narodowe muzea sztuki i historii. Do głównej roli męskiej zaangażowano Gilberta. Zastąpił on pierwotnie wybranego Laurence’a Oliviera. MGM nie chciało się zgodzić na jego obsadzenie, mając obawy, że podupadająca kariera Gilberta spowoduje starty finansowe (innym z powodów był konflikt między nim a Mayerem).
Przed premierą film wzbudził zastrzeżenia Josepha Breena – administratora z biura Willa H.  Haysa – i jego pracowników, którzy odmówili certyfikacji dla Królowej Krystyny. Największy sprzeciw wywołała scena w wiejskim zajeździe. Wytwórnia wycięła sceny zgodnie z zaleceniami nowojorskich cenzorów, wypuszczając film bez pieczęci Production Code Administration (PCA). MGM odwołało się do trzyosobowego jury, zgodnie z zasadami PCA, które wyraziło aprobatę dla filmu po specjalnym zorganizowanym pokazie z 11 stycznia 1934. Królową Krystynę reklamowano w zwiastunach hasłem „Garbo powraca”.
Po premierze – mającej miejsce 26 grudnia w nowojorskim Astor Theatre – film otrzymał przychylne recenzje, a szwedzcy krytycy podkreślali, że Garbo w roli królowej Krystyny wypadła charyzmatycznie i przekonująco. „The New Yorker” pisał, że „Królowa Krystyna to film sezonu, Garbo zaś zagrała znakomicie”, z kolei „Photoplay” chwalił ją za „wspaniały powrót na ekrany” i za „niezgłębioną tajemniczość”. Mimo to Legion Przyzwoitości bezskutecznie domagał się wpisania jej nazwiska do „księgi potępienia” biura Haysa. Królowa Krystyna była sukcesem w box offisie, dzięki czemu uplasowała się na trzeciej pozycji – po Macie Hari i Ludziach w hotelu – w dotychczasowym dorobku Garbo. Wygenerowała przychód 767 tys. dolarów w Stanach Zjednoczonych oraz 1 miliona 843 tys. za granicą, wobec czego zyski dla MGM wyniosły 632 tys. dolarów. Tytułowa rola była „prawdopodobnie [jej] najlepszą i z pewnością najbliższą sercu” – pisał Paris.
Biografowie podkreślali, że po rolach dam z półświatka, femme fatale oraz cudzołożnic, kreacją w Królowej Krystynie wzniosła się na wyżyny artyzmu i została „bezdyskusyjną królową Hollywood” oraz „świętą ikoną”. W 1934 zagrała w melodramacie Malowana zasłona (reż. Ryszard Bolesławski), ekranizacji powieści Williama Somerseta Maughama, a w obsadzie partnerowali jej Herbert Marshall i George Brent. Sportretowała Katherinę Koerber Fane, niespełnioną żonę lekarza Waltera Fane’a (Marshall), który zabiera ją ze sobą do Chin do medyczno-misjonarskiej pracy. Film, który Garbo uznała za „bezwartościowy”, otrzymał w większości negatywne recenzje i przyniósł niewielkie zyski w box offisie.
W trakcie zdjęć do Malowanej zasłony MGM zaczęło składać jej propozycje dotyczące kolejnego kontraktu. W owym czasie wizerunek publiczny Garbo tracił na zainteresowaniu Amerykanów, którzy – zmęczeni wielkim kryzysem i domagający się zwiększenia pozytywnego przesłania w filmach – coraz większą uwagę koncentrowali na rodzimych artystach pokroju Binga Crosby’ego, Freda Astaire’a, Ginger Rogers, Jeanette MacDonald, Nelsona Eddy’ego i Shirley Temple. Zmarginalizowanie pozycji Thalberga w MGM zmusiło ją do współpracy z Davidem O. Selznickiem.

#### Anna Karenina
23 października 1934 podpisała z MGM umowę na występ w jednym filmie, a jej gaża wyniosła rekordową jak na owe czasy sumę 275 tys. dolarów. Na prośbę aktorki funkcję producenta remake’u Anny Kareniny z 1927 sprawował Selznick. Odtwórca roli hrabiego Wrońskiego Fredric March początkowo odrzucił propozycję udziału w filmie, wyrażając przekonanie, że całe zainteresowanie krytyków oraz publiczności skupi się na Garbo. Aby zniechęcić jego uczucia (March bezskutecznie usiłował nawiązać z nią romans), przed realizacją każdej sceny miłosnej wkładała do ust kawałek czosnku (mógł to być także efekt nowej diety, którą stosowała). Resztę obsady uzupełnili Basil Rathbone, Maureen O’Sullivan i Freddie Bartholomew. Realizacja i praca nad scenariuszem przebiegała pod ścisłą kontrolą Breena z PCA.

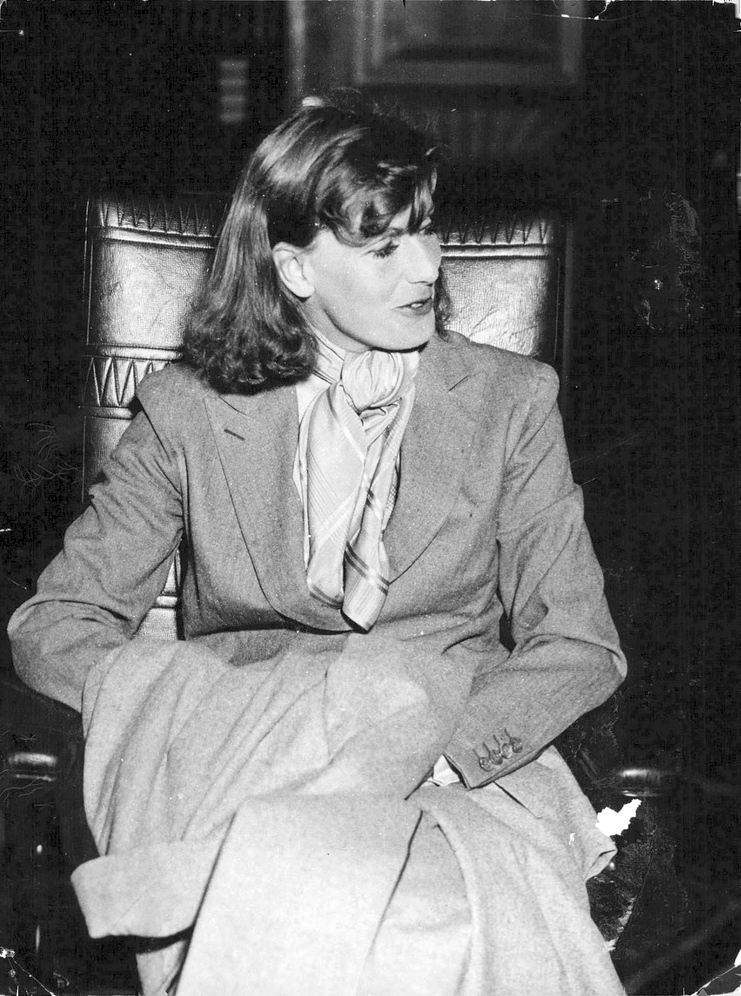
Garbo podczas wizyty w Högsby (1935)

Anna Karenina w reżyserii Browna – który zastąpił George’a Cukora – otrzymała nagrodę (Puchar Mussoliniego) dla najlepszego filmu zagranicznego na 3. MFF w Wenecji, a Garbo uhonorowano nagrodą Stowarzyszenia Nowojorskich Krytyków Filmowych dla najlepszej aktorki. W prasie przeważały pozytywne recenzje, choć podkreślano w nich ingerencję cenzorów, przez co historii brakowało dynamiki oraz  napięcia seksualnego. Dla Eileen Creelman z „The New York Sun” rola Anny Kareniny pozwoliła aktorce na powrót do „swojej szczególnej krainy splendoru i nieszczęśliwej miłości”. Według „Photoplay” film był „słaby i nudny”, lecz geniusz Garbo podniósł go do rangi dzieła sztuki. Międzynarodowy sukces Anny Kareniny zaskoczył MGM, jednak dochód filmu (szacowany na 320 tys. dolarów) znacząco zmniejszała wygórowana pensja aktorki, która uplasowała się na 2. miejscu (za Gable’em) na liście luminarzy MGM.
Gdy trwały przygotowania do następnej produkcji, odrzuciła rolę angielskiej femme fatale Domini Enfilden (zagrała ją Dietrich) w przygodowo-romantycznym dramacie Ogród Allaha z 1936 (reż. Ryszard Bolesławski). 30 maja 1935 zgodziła się podpisać kolejną umowę z MGM, opiewającą na dwa filmy oraz gwarantującą jej 250 tys. dolarów za każdy z nich. Następnie udała się promem na kilkumiesięczny odpoczynek do Szwecji.

#### Dama kameliowa

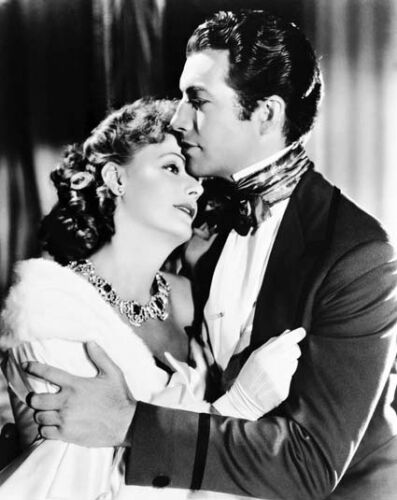
Garbo i Robert Taylor w kadrze z filmu Dama kameliowa (1936)

Jej kolejnym projektem był melodramat Dama kameliowa (1936, reż. George Cukor), zekranizowany na podstawie powieści o tym samym tytule autorstwa Alexandre’a Dumasa (syna) z 1848. Sportretowała w nim francuską kurtyzanę Marguerite Gautier, w którą w przeszłości na scenie i w filmie wcielały się m.in. Alla Nazimova, Eleonora Duse, Ethel Barrymore, Eva Le Gallienne, Helena Modrzejewska, Sarah Bernhardt czy Tallulah Bankhead. Choć zdaniem Parisa była to jedyna rola, którą chciała zagrać i sama zaproponowała ją studiu, to początkowo preferowała obraz o Marii Walewskiej. Jako Armand Duvall partnerował jej Robert Taylor, z kolei uwspółcześnioną wersję scenariusza przygotowali James Hilton, Frances Marion i Zoe Akins. Realizacja miała burzliwy przebieg – Garbo zmagała się z silnymi bólami menstruacyjnymi, przez co kilkukrotnie trafiała do szpitala. W trakcie zdjęć zmarł Thalberg, a funkcję producenta przejął Bernard H. Hyman, którego liczne zmiany, znacznie odbiegające od wizji Thalberga, „niemal zatopiły film” – jak wspominał asystent David Lewis. Krytycznie oceniane przedpremierowe pokazy wymusiły na ekipie nagranie powtórek kilku scen.
Krytycy w swoich recenzjach ponownie wyrażali entuzjastyczne opinie na temat jej roli: Howard Barnes pisał w „New York Herald Tribune”, że „[Garbo] panuje nad subtelnościami wcielania się w bohaterkę jeszcze lepiej niż w przeszłości, a sposób, w jaki moduluje głos, wspiął się na nowy poziom”. Jak stwierdził, uczyniła z damy kameliowej swoją bohaterkę. „Żadna tragicznie atrakcyjna dama kameliowa nigdy nie zaszczyciła sceny ani ekranu bardziej niż ta, którą tutaj zaprezentowała Greta Garbo” – argumentował recenzent z „Variety”, zaś dla Parisa „Dama kameliowa była jej pierwszą, ostatnią i jedyną czysto klasyczną rolą, najbardziej trwałym wkładem w historię filmu, postacią dającą szansę na wyrażenie niezrównanej gamy emocji”. Łącze wpływy kasowe ze Stanów Zjednoczonych i Kanady oraz z rynku zagranicznego wyniosły 2 miliony 842 tys. dolarów.
Drugi raz z rzędu została laureatką nagrody Stowarzyszenia Nowojorskich Krytyków Filmowych dla najlepszej aktorki. Uzyskała też nominację do nagrody Akademii filmowej dla najlepszej aktorki pierwszoplanowej, lecz przegrała rywalizację z Luise Rainer, nagrodzoną za występ w dramacie społecznym Ziemia błogosławiona (reż. Sidney Franklin).

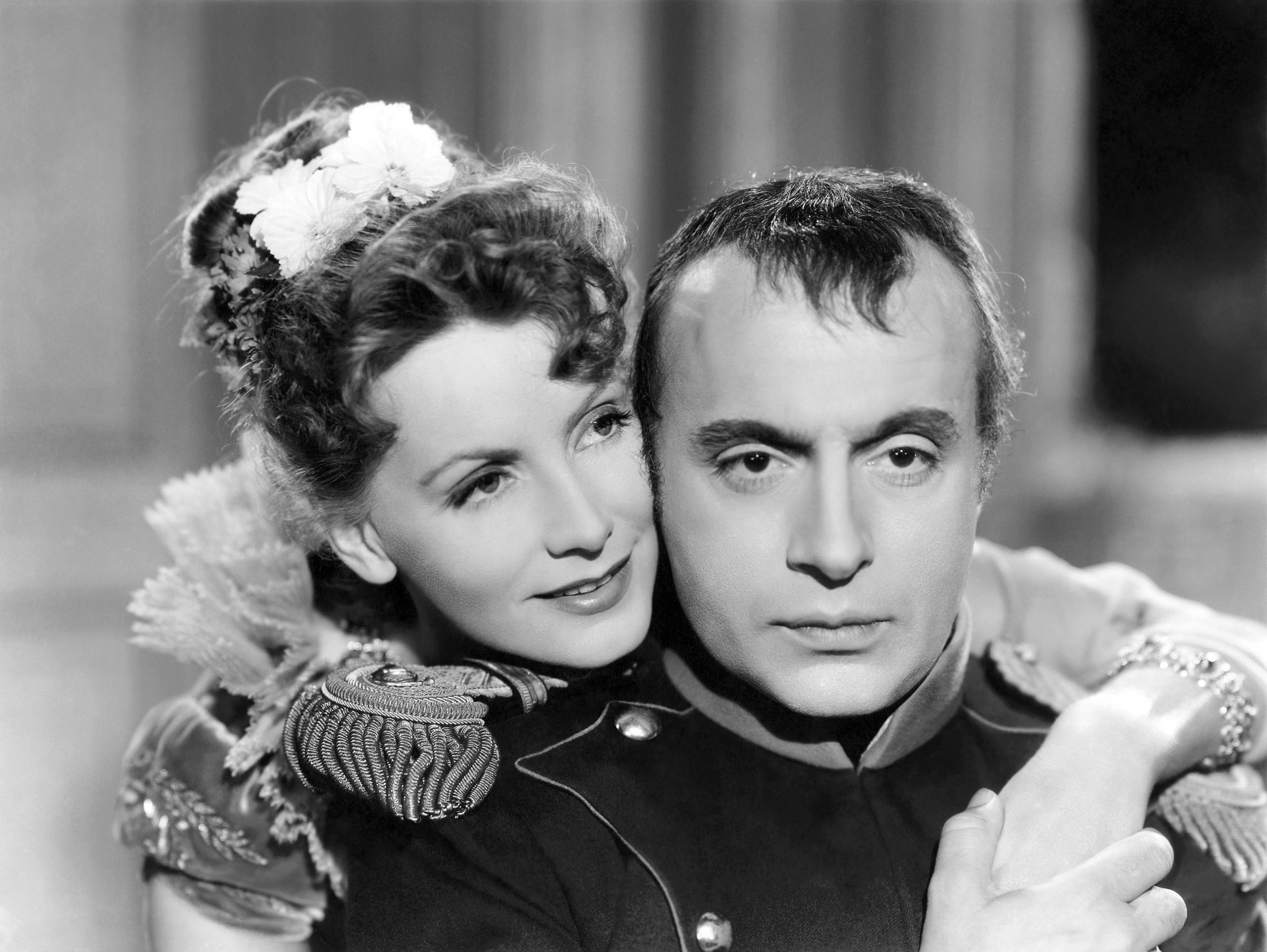
Garbo i Charles Boyer w kadrze z filmu Pani Walewska (1937)

W 1937 wystąpiła jako tytułowa bohaterka w opartym na powieści Wacława Gąsiorowskiego romantycznym dramacie historycznym Pani Walewska (reż. Clarence Brown). Do roli Napoleona Bonapartego wybrała Charles’a Boyera, który miał duże wątpliwości co do sportretowania cesarza. Kiedy dowiedziała się, że Paramount zaoferowało Dietrich 450 tys. dolarów za udział w obrazie Hrabina Władimow (1937, reż. Jacques Feyder), wykorzystała zapis w umowie, gwarantujący jej dodatkowe 10 tys. dolarów tygodniowo za opóźnienia i powtórne filmowanie nakręconych już ujęć. Przedłużająca się produkcja i jej nieobecność na planie przez dziewiętnaście dni spowodowały, że zarobiła 472 tys. dolarów.
Fabuła przedstawiała losy polskiej hrabiny (Garbo), która pod presją i wbrew własnej woli wdaje się w romans z Bonapartem (Boyer). Obraz Browna – dla którego był to siódmy i ostatni projekt zrealizowany z aktorką – okazał się najkosztowniejszą produkcją MGM oraz porażką pod względem finansowym i w oczach krytyków; Louella Parsons uznała, że Boyer przyćmił swą grą Garbo. W podobnym tonie wypowiadał się John Mosher na łamach „The New Yorkera”: „Sądzę, że pierwszy raz to partner pani Garbo wnosi do filmu więcej życia i wygląda bardziej interesująco niż ona”. Łącznie straty Pani Walewskiej wyniosły 1 milion 397 tys. dolarów. W październiku ponownie wyjechała na odpoczynek i spotkanie z rodziną do Szwecji. Był to pierwszy raz, gdy opuściła Stany Zjednoczone bez podpisanej nowej umowy z MGM.
Będąc pod wrażeniem Charlesa Laughtona jako Rembrandta w dramacie biograficznym Dama z portretu (1936, reż. Alexander Korda) i Flory Robson w roli Elżbiety I w przygodowo-wojennym filmie Wyspa w płomieniach (1937, reż. William K. Howard), postanowiła zrezygnować z występowania w produkcjach historycznych i skupić się na gatunku komediowym. W 1938 była przymierzana do roli Marii Skłodowskiej-Curie, lecz MGM nie wyraziło zgody na realizację (film powstał pięć lat później z Greer Garson).
3 maja 1938 „The Hollywood Reporter” opublikował artykuł opatrzony tytułem „Box-office Poison”, w którym sporządził listę najbardziej przepłacanych gwiazd filmowych, które nie są atrakcyjne dla widza, a mimo to otrzymują wymuszone kontraktami duże honoraria. Prócz Garbo we wspomnianym zestawieniu znaleźli się Edward Arnold, Fred Astaire, Joan Crawford, Katharine Hepburn, Kay Francis, Mae West i Marlene Dietrich.

#### Ninoczka
Przedostatnim filmem, w którym wystąpiła, była Ninoczka (1939, reż. Ernst Lubitsch) – pierwsza komedia w jej dorobku od czasu przybycia do Hollywood w 1925. Z uwagi na przypiętą łatkę „trucizny box office’u” Mayer, w ramach nowej umowy, obniżył Garbo gażę do 125 tys. dolarów (zachowała prawo do akceptacji obsady i wyboru reżysera). Zgodziła się wystąpić na wczesnym etapie opracowywania scenariusza. Wytypowany do głównej roli męskiej Cary Grant odmówił z powodu wcześniejszych zobowiązań zawodowych. W jego miejsce zaangażowano Melvyna Douglasa, z którym współpracowała na planie Jakiej mnie pragniesz. Często dyskutowała z reżyserem po niemiecku w trakcie zdjęć (mimo że w jej ocenie był on «zbyt dominujący», to w pełni polegała na jego wskazówkach i wsparciu). Lubitsch pozytywnie odnosił się do ich współpracy, wspominając: „Nie ma w sobie żadnej sztuczności, żadnego gwiazdorskiego uroku. Jest jedyną gwiazdą, z którą kiedykolwiek pracowałem i której nie musiałem odciągać od lustra”.
Fabuła koncentrowała się na rosyjskiej dyplomatce Ninie Iwanownie „Ninoczce” Jakuszowej (Garbo), przeżywającej we francuskiej stolicy miłosną historię. Oparty na opowiadaniu Melchiora Lengyela scenariusz, przy którym współpracowali Billy Wilder, Charles Brackett i Walter Reisch, miał zakpić z komunistycznego reżimu i Rosji sowieckiej, a także obalić mit Garbo jako femme fatale. Film reklamowano na billboardach i w zwiastunach kinowych sloganem „Garbo się śmieje”.
Ninoczka uzyskała entuzjastyczne recenzje prasowe i stała się przebojem kasowym. Krytycy podkreślali komediowy zmysł Garbo. Howard Barnes, dla którego Ninoczka była „najbardziej urzekającą komedią roku”, pisał: „Albowiem w tej wesołej burlesce o bolszewikach za granicą wielka aktorka ujawnia wyczucie komizmu odpowiadające w pełni emocjonalnej głębi i tragizmowi jej wcześniejszych triumfów”, a Frank Nugent brawurę Garbo i jej pewność siebie na ekranie porównywał do Bustera Keatona. Aktorka nie podzielała entuzjazmu przedstawicieli branżowej prasy, uznając, że mogła zagrać lepiej, z kolei o samym filmie mówiła, że „nie znaczy on zbyt wiele”.
Ninoczkę nominowano w czterech kategoriach do nagrody Akademii Filmowej, w tym dla najlepszego filmu, a Garbo po raz trzeci i ostatni w karierze uzyskała nominację dla najlepszej aktorki pierwszoplanowej, lecz rywalizację o Oscara przegrała z Vivien Leigh, nagrodzoną za kreację Scarlett O’Hary w Przeminęło z wiatrem (reż. Victor Fleming). Gdy wybuchła II wojna światowa, przy pomocy MGM sprowadziła rodzinę do Stanów Zjednoczonych. Śledziła też rozwój wydarzeń w Szwecji.

### Lata 40.

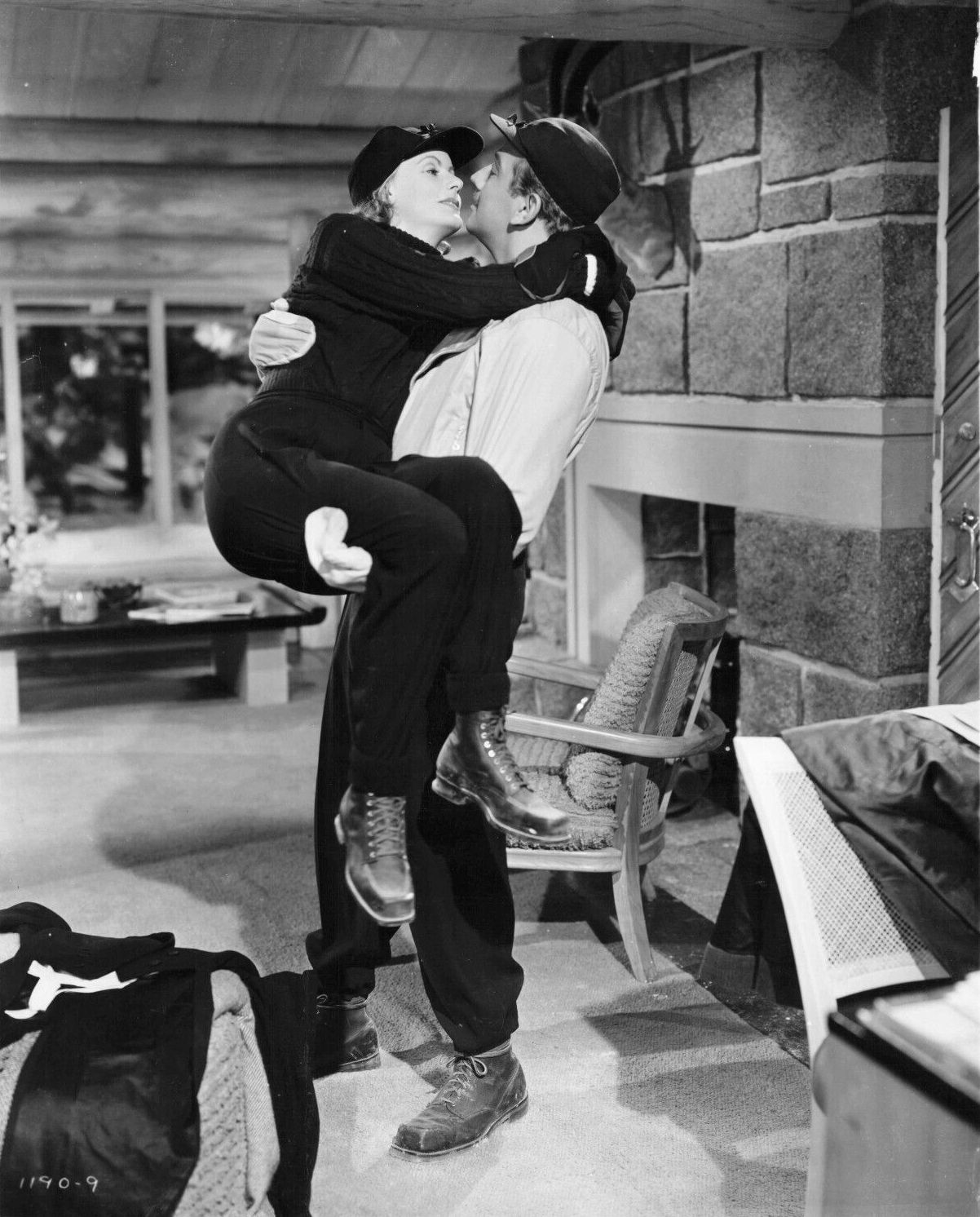
Garbo i Douglas w kadrze z filmu Dwulicowa kobieta (1941)

Po agresji zbrojnej Związku Radzieckiego na Finlandię, 12 grudnia 1939 przekazała anonimowo 5 tys. dolarów datku na rzecz Fińskiego Funduszu Zapomogowego dla sierot wojennych. Za namową Zoltana Kordy – według Breta miał on pełnić funkcję agenta brytyjskiego wywiadu w MI6 – zgodziła się zbierać informacje o Axelu Wennerze-Grenie, który figurował na amerykańskiej czarnej liście i był podejrzewany o kontakty faszystowskie w Stanach Zjednoczonych. Mimo że w pierwszym roku trwania wojny wpływy z filmów z jej udziałem spadły, to sukces Ninoczki przekonał MGM do wycofania się z wcześniejszego pozwolenia na odejście Garbo. Wytwórnia chciała powierzyć jej główną rolę w dramacie noir Twarz kobiety (1941, reż. George Cukor), będącym remakiem filmu z 1938 z Ingrid Bergman, lecz odrzuciła ofertę, tłumacząc, że nie chce występować w roli kobiety, która krzywdzi dziecko. 20 listopada 1940 podpisała nowy kontrakt z MGM, gwarantujący jej, według spekulacji, od 10 tys. do 25 tys. dolarów tygodniowo.
Jej ostatnią produkcją była komedia romantyczna Dwulicowa kobieta (1941, reż. George Cukor) – za występ w niej otrzymała gażę w wysokości 150 tys. dolarów i po raz pierwszy zagrała bez pomocy dublerki, samodzielnie wykonując sceny jazdy na nartach i egzotycznego tańca chica-choca. Jako partnera ekranowego ponownie wybrała Melvyna Douglasa, ze względu na pozytywne wspomnienia ze współpracy nad Ninoczką. Fabuła przedstawiała historię ambitnej instruktorki narciarstwa Karin Borg Blake (Garbo), która wymyśla siostrę-bliźniaczkę Katherine, by odciągnąć swojego męża Larry’ego Blake’a (Douglas) od kochanki (Constance Bennett).
W chwili wejścia do kin Dwulicową kobietę potępił Legion Przyzwoitości, przyznając jej klasyfikację C. Liczne interwencje katolickich organizacji skutkowały zakazem wyświetlania w stanach Massachusetts, Missouri, Nowy Jork i Rhode Island. Podobna sytuacja miała miejsce w Australii i Nowej Zelandii, a kongresmen Martin J. Kennedy domagał się wstrzymania dystrybucji w kraju, uznając Dwulicową kobietę za zniewagę dla Kongresu oraz „zagrożenie dla moralności publicznej”. Z kolei jedno ze stowarzyszeń religijnych publicznie nazwało Garbo „szwedzką ladacznicą”. Pod silnym naporem włodarze MGM zdecydowali o wycofaniu filmu z dystrybucji 6 grudnia. Publicznej krytyce przewodził arcybiskup Francis Spellman, który nie szczędził ataków pod adresem Garbo; osobiście udał się do biura MGM, odbywając spotkanie z Mayerem. W rozmowie z przyjaciółmi wyznała, że „próbują mnie zabić… wykopali mi grób”.
Dla „Time’a” zmasowana kampania przeciwko Dwulicowej kobiecie była „oportunistycznym apelem o zwiększenie siły Legionu kosztem gwiazdy o wysokiej renomie” (wprowadzane na ekrany kin w tym samym okresie komedie o seksualnie prowokacyjnym charakterze, nie wzbudzały sprzeciwu Legionu). MGM zdecydowało o ponownym nakręceniu niektórych scen oraz poprawieniu scenariusza, co – zdaniem Parisa – doprowadziło do tego, że „i tak utykająca historia stała się jeszcze mniej logiczna i zabawna”. Po poprawkach film otrzymał od Legionu ocenę B, oznaczającą „częściowo nie do przyjęcia”.
Premiera poprawionej wersji odbyła się 31 grudnia 1941. Cecelia Ager z „PM” przyznała, że Dwulicowa kobieta zniszczyła symbol oraz legendę Garbo: „Fabuła w gorączkowym dążeniu do zamaskowania własnej pustki, jałowości i braku jakichkolwiek subtelnych uczuć zmienia Garbo w błazna, komediantkę, małpę na kiju”. W podobnym tonie wyrażał się krytyk „Time’a”, nazywając obraz „absurdalnym wyborem roli dla Grety Garbo”. W ocenie „New York Herald Tribune” Dwulicowa kobieta była „jedną z mniej korzystnie dobranych ról w jej karierze”. Mimo nieprzychylnych recenzji film osiągnął umiarkowany sukces kasowy (zyski zwróciły się w dwójnasób).

#### Rezygnacja z kariery aktorskiej

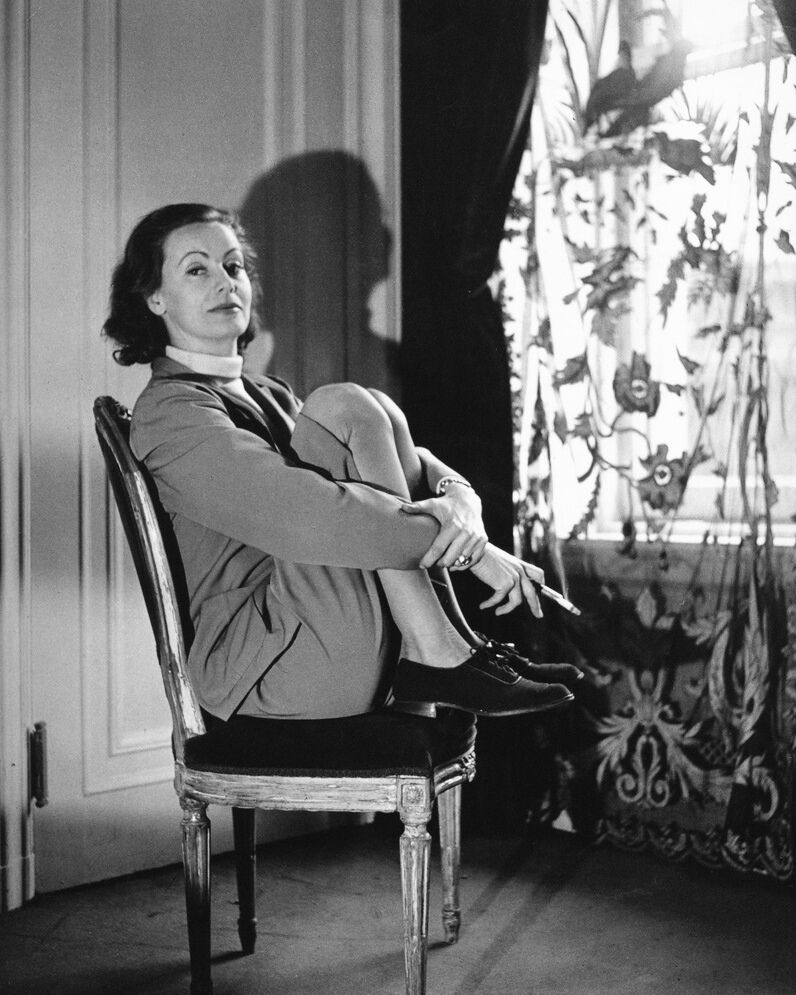
Garbo w 1946 (na zdj. Cecila Beatona) podczas sesji w hotelu Plaza

Początkowo nie zamierzała rezygnować z kariery, a kontrakt z MGM zobowiązywał ją do występu w jeszcze jednym filmie. Po przeczytaniu nieprzychylnych opinii na temat Dwulicowej kobiety postanowiła zrobić sobie przerwę do czasu zakończenia wojny, choć Mercedes de Acosta, jej bliska przyjaciółka, utrzymywała, że podjęła ona decyzję o definitywnym zakończeniu kariery. 6 grudnia 1941 podpisała umowę z Lelandem Haywardem, zwalniając Harry’ego Edingtona ze stanowiska jej agenta.
W styczniu 1942 wpłaciła anonimowo 10 tys. dolarów na fundusz imienia Carole Lombard, która zginęła w katastrofie lotniczej, pełniąc misję patriotyczną. Wysłała też do Gable’a (jej męża) list kondolencyjny. Spekulowano, że otrzymała od organizacji Hollywood Victory Committee zaproszenie do udziału w transmitowanej 24 stycznia audycji radiowej na rzecz kampanii przeciwko chorobie Heinego-Medina u boku plejady gwiazd, m.in. Boba Hope’a i Ronalda Colmana. Mimo że wspomnimy komitet nie potwierdzał zaproszenia dla niej, źródła podawały, że wystąpiła lub mogła zastąpić ją dublerka. W 1942 wyrażała chęć zagrania cesarzowej Elżbiety Bawarskiej, a projekt miał sfinansować Selznick, lecz do jego realizacji nie doszło.
Według Breta w 1942 miała występować u boku muzyka Henry’ego Halla w wojskowym ośrodku szkoleniowym Catterick Garrison nieopodal Richmond dla armii brytyjskiej, lecz Paris kwestionował jakąkolwiek jej aktywność w kampaniach na rzecz obligacji wojennych i występach dla żołnierzy, tłumacząc to lękiem Garbo przed publiczną działalnością – odmówiła również nagrania patriotycznego komunikatu radiowego, który miał zostać wyemitowany w Skandynawii. Rozważała udział w anglojęzycznej wersji obrazu The Girl from Leningrad, opowiadającego o radzieckiej bojowniczce ruchu oporu z czasów wojny zimowej. 20 grudnia podpisała z MGM kontrakt, otrzymując 70 tys. dolarów zaliczki (po zakończeniu zdjęć miała dostać dodatkowe 80 tys. dolarów). Ostatecznie wycofała się, a wypłaconą pierwszą część gaży poleciła wytwórni przekazać na fundusz obligacji wojennych. Projekt The Girl from Leningrad nie wyszedł poza etap scenariusza.

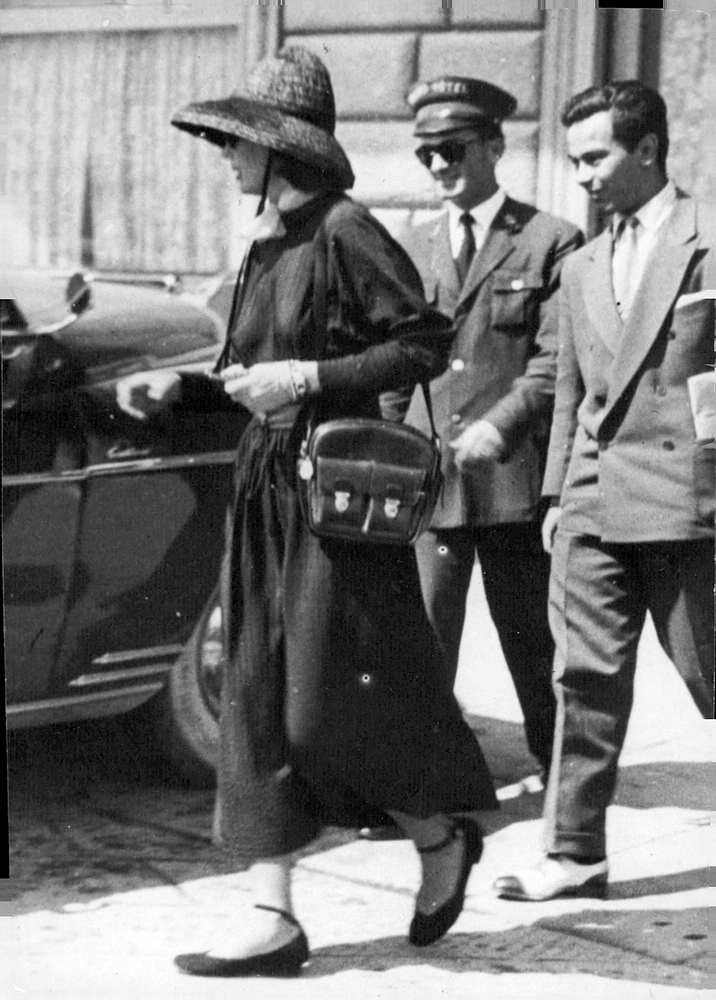
Garbo we Florencji w 1949

W 1942, podczas pobytu w Nowym Jorku i za namową Barbary Barondess, zainteresowała się kolekcjonowaniem antyków i obrazów. Rok później Katherine Hepburn chciała wystąpić z nią w adaptacji sztuki Eugene’a O’Neilla Żałoba przystoi Elektrze z 1931, lecz Mayer nie był nią zainteresowany. Odrzuciła również (podobnie jak dwadzieścia sześć innych scenariuszy) ofertę występu w filmie Women of the Sea (miał on opowiadać o kobiecie-kapitance w norweskiej marynarce handlowej). W 1945 Selznick proponował jej projekt oparty na książce Scarlet Lily  Muriel Elwood, Elsa Maxwell zgłaszała ofertę adaptacji Anny Lucasty pióra Philipa Yordana z 1944, natomiast Bing Crosby namawiał ją do wspólnego występu w Cesarskim walcu (1948, reż. Billy Wilder). Sama Garbo nosiła się z zamiarem realizacji filmu o Eleonorze Duse.
„Nie wierzę, że kiedykolwiek nakręci kolejny film. Boi się zdjęć tak samo, jak występów osobistych i wszystkiego innego, co sprawia, że ma kontakt z ludźmi” – wyznał Wilder w 1946. Krytykowano jej brak zaangażowania na rzecz działań wojennych, przez co – jak twierdził Jimmie Fidler – utraciła swoją atrakcyjność i osobowość. „Jej uporczywa nieuprzejmość wobec publiczności, która w ostatecznym rozrachunku płaciła jej każdy cent, jaki posiadała, teraz wzbudza urazę zamiast ciekawości” (grupa obywateli Stanów Zjednoczonych wystosowała do Departamentu Imigracyjnego pismo, domagając się jej deportacji, skoro „nie akceptuje naszego kraju”). Mimo swojej zdystansowanej postawy, napływały kolejne zawodowe oferty: Lubitsch chciał ją zaangażować do filmu Królewski skandal (1945, reż. Otto Preminger), MGM planowało biografię George Sand, a producent David Lewis oferował jej główną rolę w ekranizacji Łuku triumfalnego Ericha Marii Remarque’a. W lipcu 1946 udała się na miesiąc do Szwecji.
Pod koniec września dostała od Selznicka ofertę występu w kryminalnym dramacie sądowym z elementami kina noir Akt oskarżenia (1947, reż. Alfred Hitchcock). W opinii Breta poważnie rozważała przyjęcie roli (zaangażowano Alidę Valli), choć już w 1942 odrzuciła tę propozycję, podobnie jak oferowaną rolę w Pieśni o Rosji (1944, reż. Gregory Ratoff). Producent rozważał dla niej także projekt o Sarah Bernhardt z Gregorym Peckiem, a Cukor ponawiał plany dotyczące biografii Sand, która miała być realizowana w Wielkiej Brytanii. Gdy nadzór nad filmem o francuskiej pisarce przejął Walter Wanger, Garbo, po wielu negocjacjach, 26 sierpnia 1948 podpisała kontrakt z jego firmą producencką. „Los Angeles Times” informował o jej powrocie do aktorstwa po siedmioletniej przerwie. Mimo zaawansowanych prac, za namową Wangera, wysiłki przeniesiono na próby adaptacji powieści Księżna de Langeais Honoré de Balzaca z Jamesem Masonem w obsadzie i w reżyserii Maxa Ophülsa. 5 i 25 maja 1949 przeszła w Hollywood zdjęcia próbne, realizowane przez operatorów Jamesa Wonga Howe’a i Williama H. Danielsa (odnaleziono je w 1990). Narastające napięcia i nieporozumienia pomiędzy Wangerem, George’em Schlee (agentem Garbo; gdy dowiedziała się, że Hayward oczernia ją wobec pracowników, zwolniła go) i resztą ekipy, oraz inne problemy, m.in. z inwestorami, doprowadziły do zaniechania produkcji. Niepowodzenie to miało spowodować, że podjęła definitywną decyzję o wycofaniu się z kolejnych prób powrotu do aktorstwa.
Kolejną odrzuconą przez nią ofertą była pierwszoplanowa rola w dramacie I Remember Mama (1948, reż. George Stevens), którą otrzymała Irene Dunne. Wśród wielu innych propozycji przygotowywanych dla niej była m.in. podwójna rola Penelopy i Kirke w nowej wersji Odysei Homera, którą miał reżyserować Pabst. W ocenie Salki Viertel, jej wieloletniej bliskiej przyjaciółki, choć wyrażała chęć powrotu na duży ekran, bała się. „Praca jest nawykiem, a ona go utraciła” – przyznawała.
Pod koniec wojny Gabriel Pascal zaprosił ją do gry w sztuce Święta Joanna pióra George’a Bernarda Shawa, lecz klapa finansowa Cezara i Kleopatry (1945) spowodowała zaniechanie projektu (prasa donosiła o planach sfilmowania sztuki już w 1943, lecz Shaw i Pascal uważali Garbo za zbyt „kalifornijską” do roli prostej, prawdziwej i przyziemnej wieśniaczki Joanny d’Arc).

### Lata 50. i 60.

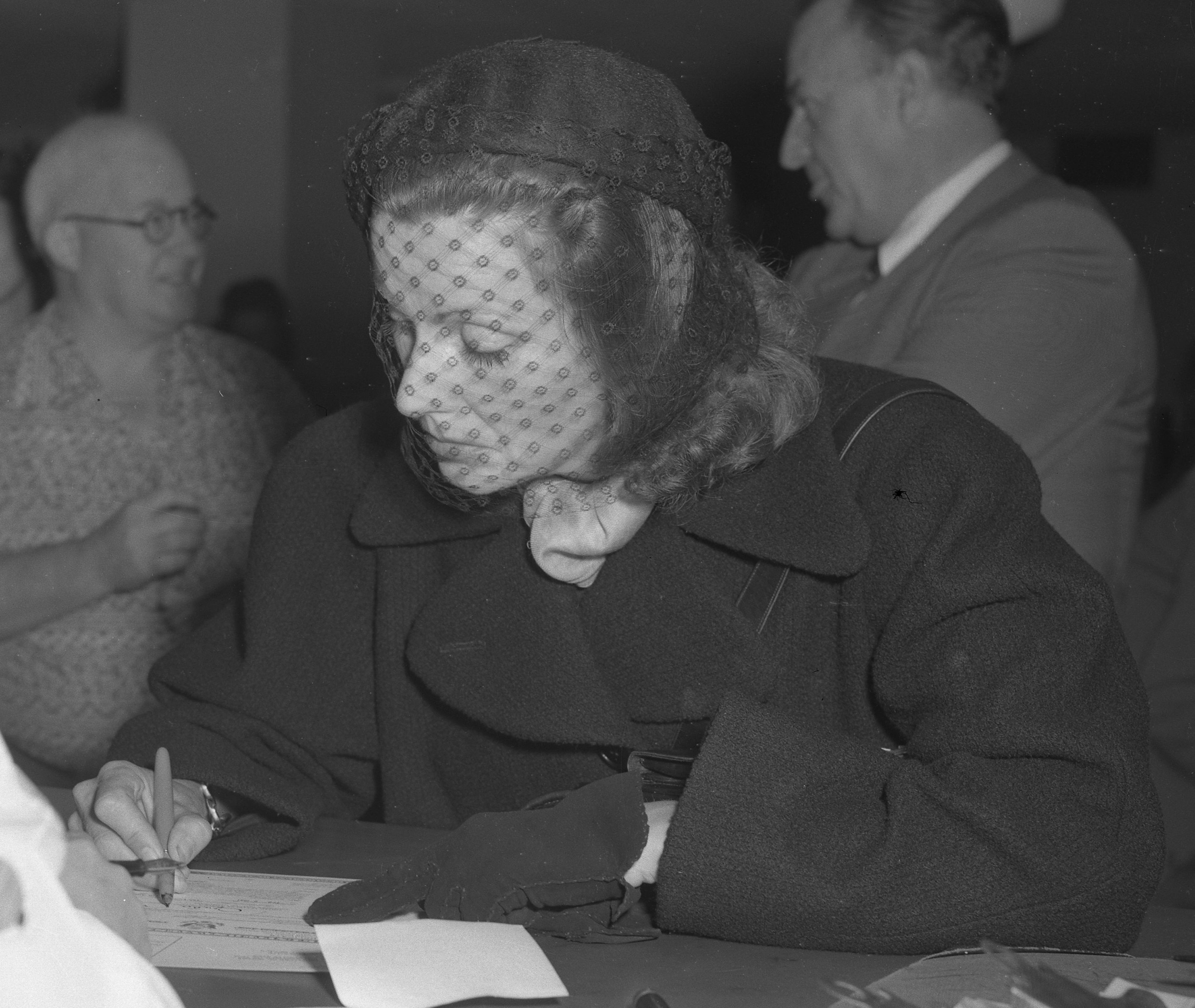
Garbo składająca podpis na dokumencie nadającym jej amerykańskie obywatelstwo (1951)

Tennessee Williams bezskutecznie namawiał ją do przyjęcia roli Blanche DuBois w filmowej ekranizacji (1951, reż. Elia Kazan) Tramwaju zwanego pożądaniem oraz w napisanej przez siebie sztuce Różowa sypialnia. Zoltan Korda oferował Garbo udział w obrazie Dwugłowy orzeł (projektu nie zrealizowano) i w sztuce Trzy siostry pióra Antona Czechowa, lecz z uwagi na paniczny lęk przed publicznymi występami nie przyjęła propozycji (mogła to być też tragikomedia Wiśniowy sad Czechowa z 1903, jednak rolę wdowy Raniewskiej również odrzuciła, uważając, że taka kreacja mogłaby ją zdegradować). Billy Wilder nosił się z zamiarem realizacji filmu osnutego wokół postaci Nieznajomej z Sekwany, ale nie była nią zainteresowana. Salvador Dalí widział ją jako odtwórczynię roli Teresy z Ávili. Nie przyjęła oferty udziału w ekranizacji książki Death Be Not Proud Johna Gunthera z 1949. Wyrażała chęć zagrania Kolombiny w Pajacach, lecz pomysł zaniechano z powodu braku zainteresowania.

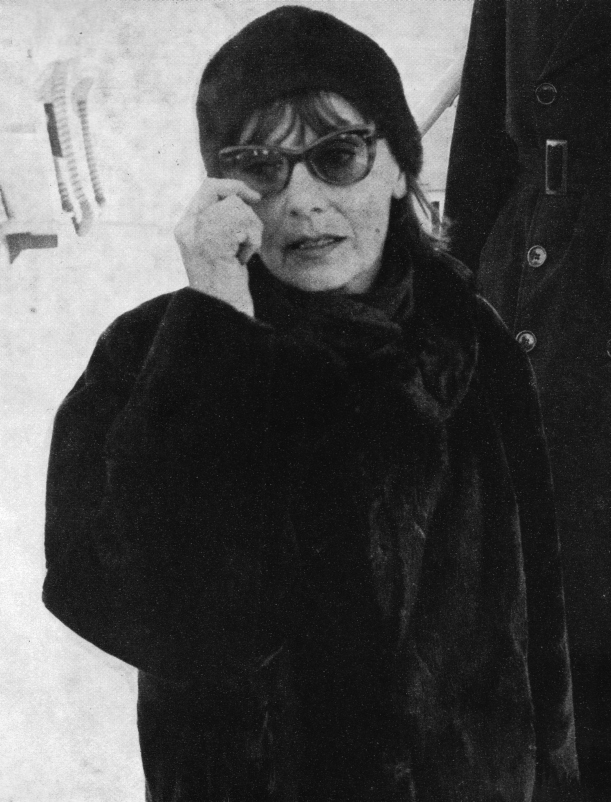
Garbo w Sztokholmie (1961)

Wśród innych odrzuconych przez nią – lub niezrealizowanych – licznych propozycji były m.in.: The Lost Moment. S.N. Behrman rozważał jej angaż do dramatu historycznego Quo Vadis (1951, reż. Mervyn LeRoy), adaptacji powieści o tym samym tytule autorstwa Henryka Sienkiewicza. Próby przekonania Garbo do wystąpienia w ekranizacji Kochanka lady Chatterley pióra D.H. Lawrence’a z 1928, a także pozyskania jej do ról Eleonory Duse i Sarah Bernhardt przez Selznicka również zakończyły się niepowodzeniem. Zdaniem Vieiry rezygnacja z aktorstwa była wynikiem paraliżu jej decyzyjności przez połączenie lenistwa, strachu oraz narcyzmu. Według niego talenty nie wzbogaciły jej emocjonalnie, lecz pozbawiły energii i stały się brzemieniem.
9 lutego 1951 uzyskała w nowojorskim Biurze Imigracyjnym i Naturalizacyjnym amerykańskie obywatelstwo. Zasłaniając twarz woalką, wyjątkowo wyraziła zgodę na możliwość zrobienia jej zdjęcia w trakcie składania podpisu na dokumencie. W latach 50. odrzuciła ofertę występu w dwóch programach telewizyjnych – This is Show Business w CBS i The Kate Smith Evening Hour w NBC. Za udział w nich proponowano jej honorarium w wysokości 45 tys. dolarów.
W latach 50. jedynie Marilyn Monroe cieszyła się większym zainteresowaniem mediów, „Los Angeles Mirror” rozpoczął tygodniowy cykl artykułów „Garbo–The Eternal Stranger”, skupiając się na najnowszych doniesieniach z jej życia (jako pierwszy poinformował, że doradcy Garbo założyli fundusz powierniczy w jej imieniu, który miał zapewnić aktorce szacowany roczny dochód w wysokości 100 tys. dolarów).
Rozważano jej występ w dreszczowcu z elementami romansu Moja kuzynka Rachela (1952, reż. Henry Koster) na podstawie powieści pióra Daphne du Maurier z 1951, lecz nie przyjęła propozycji. Odrzuciła też możliwość 7-minutowego występu w serialu edukacyjnym Omnibus w CBS, za który oferowano jej 50 tys. dolarów. Orson Welles napisał z myślą o niej scenariusz filmu Miłość d’Annunzia, gdzie partnerować miał jej Charlie Chaplin, lecz obydwoje odrzucili propozycję. Ida Lupino i Collier Young nosili się z zamiarem realizacji dramatu Dom siedmiu Garbo, jednak nie odpowiedziała na wystosowany do niej list. Odmówiła Stanleyowi Kramerowi zagrania w reżyserowanym przezeń dramacie noir Za wszelką cenę (1955) i producentowi Darrylowi F. Zanuckowi udziału w dramacie historycznym Anastazja (1956, reż. Anatole Litvak). Nie przyjęła także oferty sportretowania Katarzyny II Wielkiej w filmie telewizyjnym, mimo proponowanej gaży 100 tys. dolarów. Wielu jej przyjaciół było zdania, że „jest bezczynna w najlepszych latach swojego życia”. Roddy McDowall twierdził, że nie potrafiła znieść porażki i upokorzenia, jakiego doznała po premierze Dwulicowej kobiety.
Wiosną 1955 Amerykańska Akademia Sztuki i Wiedzy Filmowej (AMPAS) przyznała Garbo Oscara za całokształt twórczości. Statuetkę w jej imieniu odebrała Nancy Kelly. W 1960 Jean Cocteau złożył aktorce propozycję występu w jednej ze scen filmu Testament Orfeusza, lecz nie była nią zainteresowana. Pod koniec 1961 ponownie odwiedziła Szwecję, spotykając się z Mimi Pollak i Verą Schmiterlöw. 4 stycznia 1962 odbyła spotkanie z Ingmarem Bergmanem, którego twórczość ceniła – zwłaszcza filmy Tam, gdzie rosną poziomki (1957) oraz Jak w zwierciadle (1961). Miała otrzymać od niego ofertę występu w Milczeniu (1963). 15 stycznia 1962 lub 21 października 1963 na zaproszenie pierwszej damy Jackie Kennedy gościła w Białym Domu (wcześniej trzykrotnie odmawiała). Od tego czasu pozostawały w przyjacielskich relacjach. Po zamachu na Kennedy’ego przesłała wdowie list kondolencyjny. W 1964 odrzuciła propozycję zagrania w filmie komediowym The Trouble with Angels (1966, reż. Ida Lupino). Garbo, której majątek w 1964 szacowano na 15 milionów dolarów, inwestowała w kolekcję antyków i obrazów. Czerpała też zysk w wysokości 20 tys. dolarów miesięcznie z tytułu wynajmu nieruchomości.

### Ostatnie lata, śmierć i pogrzeb
W latach 70. wiele czasopism, w tym „Life” i „Vogue”, zamieszczało na swych okładkach jej zdjęcia i, jak pisała Swanson, „twarz Garbo […] sprzedawała jej mistycyzm, jak również ich magazyny”. W marcu 1971 udała się do Rzymu, gdzie odbyła spotkanie z reżyserem Luchino Viscontim, który zaproponował jej epizodyczną rolę królowej Neapolu we francusko-włoskiej ekranizacji powieści W poszukiwaniu straconego czasu Marcela Prousta. „Time” opisywał to jako zwiastun największego powrotu od czasu zapowiedzi Douglasa MacArthura. Ze względu na duże koszty, produkcję filmu zaniechano. Sam Spiegel chciał, by sportretowała cesarzową w obrazie Mikołaj i Aleksandra (1971, reż. Franklin J. Schaffner). Większość wolnego czasu spędzała na spacerowaniu, oglądaniu wystaw sklepowych i wizytach w galerii. W 1974 producent William Frye złożył jej propozycję udziału w filmie katastroficznym Port lotniczy 1975 (reż. Jack Smight). Po kilku dniach wahań odrzuciła ofertę, a jej miejsce w obsadzie zajęła Gloria Swanson. W tym samym roku została sfilmowana podczas jednego ze spacerów (bez swojej wiedzy) przez operatora Jacka Deveau, a zdjęcia wykorzystano w gejowskim filmie pornograficznym Adam & Yves (reż. Peter de Rome).
W lipcu 1975 po raz ostatni odwiedziła Szwecję. Spotkała się ze znajomymi oraz wzięła udział w recitalu Birgit Nilsson. Wbrew swojej woli została sfotografowana, przez co ponownie zaczęła otrzymywać oferty występów w filmach, lecz wszystkie z nich odrzuciła. Garbo, która przybyła do ojczyzny na zaproszenie Karola Jana Bernadotte’a oraz jego małżonki Kerstin Wijkmark, została sfotografowana przez hrabinę, po czym jej zdjęcia ukazały się na łamach „Ladies’ Home Journal” w kwietniu 1976. Poirytowana nie wróciła więcej do Szwecji, czując się wykorzystaną przez rodzinę królewską.

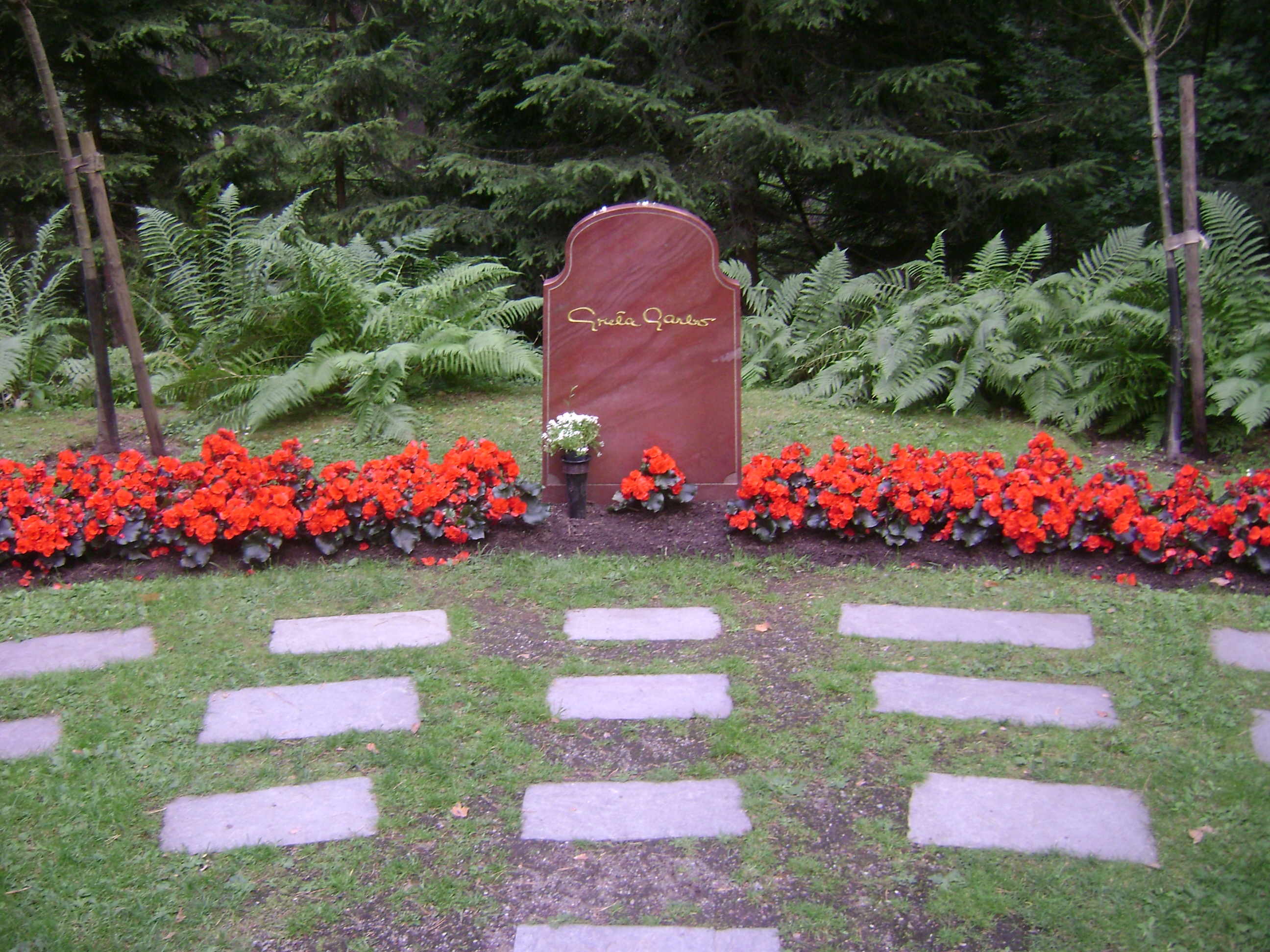
Grób Garbo na Skogskyrkogården (2010)

W styczniu 1984 pomyślnie przeszła zabieg częściowej mastektomii po tym, jak wykryto u niej raka piersi. W marcu 1987, potknąwszy się w swym mieszkaniu o odkurzacz, skręciła staw skokowy i musiała ograniczyć spacery. Od tamtej pory poruszała się o lasce. W kwietniu 1988 król Szwecji Karol XVI Gustaw i królowa Sylwia spotkali się z Garbo podczas oficjalnej wizyty w Nowym Jorku z okazji 350. rocznicy założenia Nowej Szwecji – szwedzkiej kolonii w stanie Delaware. Spotkanie odbyło się w jej mieszkaniu, bez udziału przedstawicieli prasy. W sierpniu – przebywając w Szwajcarii – doznała łagodnego zawału serca, bagatelizując objawy. 5 stycznia 1989 przyjęto ją na oddział w New York Hospital z powodu dolegliwości bólowych. Lekarze zdiagnozowali niewydolność nerek. Odmówiła leczenia i wróciła do domu, w którym przez kilka miesięcy regularnie odwiedzała ją prywatna pielęgniarka. Gdy stan jej zdrowia uległ pogorszeniu (wystąpiło zapalenie uchyłków jelita grubego), trzy razy w tygodniu jeździła na dializy do The Rogosin Institute. 11 kwietnia 1990 ponownie przyjęto ją na oddział New York Hospital, gdzie została ulokowana w prywatnej sali. Zmarła 15 kwietnia, w Niedzielę Wielkanocną, o godzinie jedenastej trzydzieści przed południem w wyniku zapalenia płuc. Miała 84 lata.
Zwłoki Garbo, zgodnie z jej wolą, poddano kremacji. 17 kwietnia w Campbell’s Funeral Home odbyło się prywatne nabożeństwo żałobne z udziałem krewnych i bliskich przyjaciół. Cały majątek (oceniany na 32 do 55 milionów dolarów) przepisała swej siostrzenicy Gray Reisfield. W „The New York Timesie” nazwano ją „największą ekranową odtwórczynią ról kobiet cierpiących”. Po kilkuletnich bataliach prawnych, w 1999 jej prochy pochowano na leśnym cmentarzu Skogskyrkogården w Sztokholmie. Grób zdobi prosta tablica z czerwonej płyty, na której wyryto: „Greta Garbo”.
Po śmierci aktorki rodzina Reisfieldów skomercjalizowała nazwisko Garbo, wypożyczając prawa do korzystania z niego wielu firmom – ukazywało się ono m.in. w nazwach różnych linii odzieży i biżuterii, mimo że w ocenie jednego z jej znajomych „pragnęła, by by jej nazwisko umarło wraz z nią”.

## Życie prywatne

### Osobowość, zainteresowania, przyjaźnie

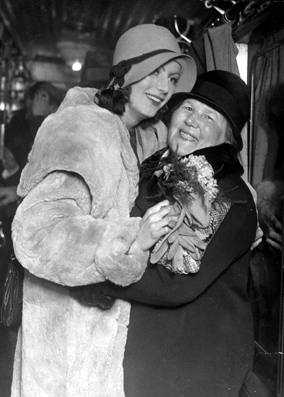
Garbo z matką w Szwecji (1928)

Od wczesnej młodości przejawiała awersję do przemocy i sprzeczek. Zdaniem Breta wpłynęło na to zdarzenie z dzieciństwa, gdy jej ojciec – znajdując się pod wpływem alkoholu – miał wdać się w bójkę z jednym z mężczyzn. Przeprowadzający z nią jeden z nielicznych wywiadów dziennikarz uważał, że  „ta dziewczyna została zraniona, głęboko, strasznie zraniona”. Po przedwczesnej śmierci ojca stała się zaborcza, panicznie bojąc się utraty matki i siostry. Niejednokrotnie odwracała uwagę i odciągała matkę, kiedy ta rozmawiała z sąsiadkami na ulicy. Od dziecka była zamknięta w sobie, co tłumaczyła: „Od kiedy sięgam pamięcią, zawsze byłam smutna. Nie znosiłam tłumów i lubiłam siadać sama w kącie i rozmyślać […] najbardziej ze wszystkiego lubiłam spędzanie czasu w samotności”. Brak wykształcenia pogłębiał u niej kompleksy i nieśmiałość. Z trudem nawiązywała znajomości, zwłaszcza w latach nauki w szkole aktorskiej Królewskiego Teatru Dramatycznego (1922–1924), a silny lęk sprawiał, że na spacerach często musiał towarzyszyć jej ktoś z przyjaciół, choć Swenson kwestionowała jej izolację w czasie nauki, przytaczając przyjaźnie, które nawiązała; z Mimi Pollak, Moną Mårtenson i Verą Schmiterlöw. W ocenie autorki Garbo była w tej grupie „tą cichą – słuchała i chłonęła”. Do grona jej studenckich znajomych należał też Alf Sjöberg.
Paris pisał, że dorastająca Garbo była emocjonalnie wyalienowana i taka pozostała do końca życia, choć według licznych relacji i wspomnień znajomych, w początkowym okresie związku z Gilbertem była otwarta, towarzyska i często chodziła na przyjęcia. Na początku lat 30., wraz z narastającym zainteresowaniem dziennikarzy jej życiem prywatnym, zaczęła odcinać się od życia publicznego, a swych służących, dwie pokojówki i szofera, dodatkowo opłacała, by nie rozmawiali z prasą na jej temat. Miała w zwyczaju mówić o sobie w rodzaju męskim, co było na równi z poczuciem humoru (zabawa słowami) i aluzjami seksualnymi.

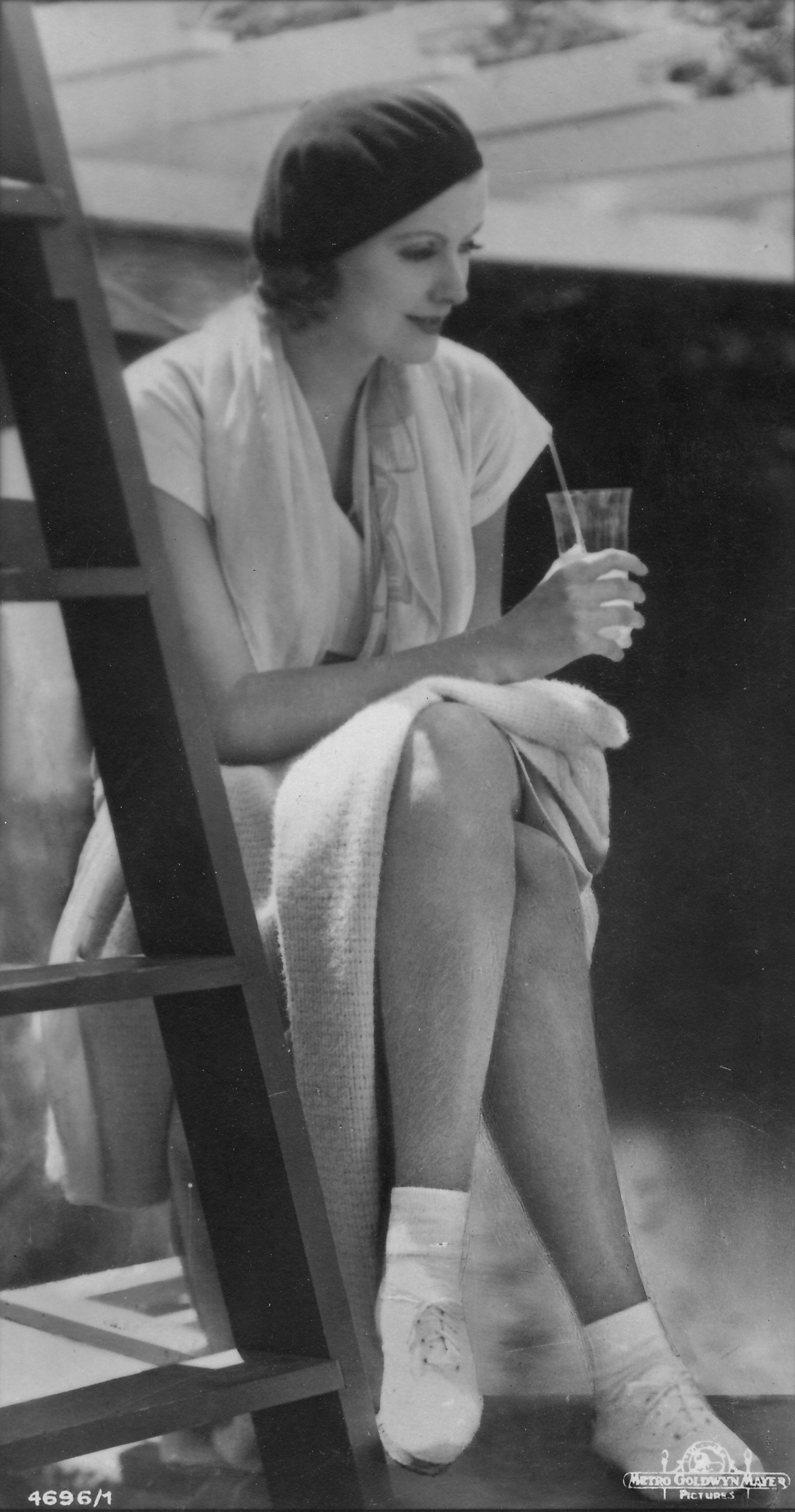
Garbo na zdj. w 1929

Wraz z rozwojem kariery zaczęła unikać przedstawicieli prasy i odmawiała udzielania wywiadów. Jak mówiła: „Nie lubię patrzeć na moją duszę leżącą nago na papierze” – od 1924 do 1938 udzieliła ich jedenaście. Znikała z planów filmowych i zamykała się w pokojach. Odrzucała wszelkie zaproszenia na bankiety, premiery i inne uroczystości. Nigdy też nie otwierała korespondencji od fanów, mimo że w latach 30. otrzymywała 15 tys. listów tygodniowo. Jedyny autograf dała 10-latce, która wręczyła jej album ze zdjęciami i wycinkami prasowymi. Niechęć do rozdawania autografów tłumaczono tym, że nie lubiła swojego charakteru pisma.
Często korzystała z wymyślanych przez siebie licznych pseudonimów (m.in. „Alice Smith”, „Greta Norin”, „Gussie Berger”, „Harriet Brown”, „Karin Lund”, „Margaret Luisa Gustafsson”, „Mary Holmquist”, „Mary Jones”) i kamuflującego przebrania, by zachować anonimowość. Nie występowała publicznie oraz wytrwale unikała rozgłosu, którego nie znosiła. Jej nieodłącznymi atrybutami były okulary przeciwsłoneczne, gazeta i kapelusz, którymi zasłaniała twarz, gdy chciano jej zrobić zdjęcie.
W przeciwieństwie do ówczesnych gwiazd słynęła z oszczędnego trybu życia. Prawie w ogóle nie wydawała gotówki na biżuterię oraz ubrania (lubiła nosić proste, szyte na miarę stroje, męskie piżamy, swetry, tweedowe kostiumy, męskie koszule, krawaty i wełniane getry, a także buty na płaskim obcasie, pantofle tancerki, oksfordy i trampki). Nie przyjmowała gości w swoich domach, z wyjątkiem kilku przyjęć, wliczając w to m.in. tradycyjną szwedzką Wigilię z 1929. Niejednokrotnie zjawiała się bez zaproszenia i niezapowiedziana u znajomych. Określano ją „towarzyską pustelnicą”. Posiadała jeden samochód – używanego czarnego Packarda.
Ze względu na nieustającą obserwację i śledzenie przez fanów, często zmieniała domy. Mieszkała m.in. przy Chevy Chase Drive 1027 w Beverly Hills, North Rockingham Drive w dzielnicy Brentwood, 1201 San Vicente Boulevard w Santa Monica i North Carmelina Drive w Brentwood. Od 1952 do końca życia mieszkała w siedmiopokojowym apartamencie na piątym piętrze w nowojorskim The Campanile przy 450 East 52nd Street.
W 1971 przyznała w liście do Viertel, że cierpi na bardzo głęboką depresję – zdaniem Parisa mogły to być zaburzenia afektywne dwubiegunowe. W wywiadzie z 1933 stwierdziła: „Raz jestem bardzo szczęśliwa, a zaraz potem nic ze mnie nie zostaje”. Już w trakcie trwania kariery zdiagnozowano u niej problemy psychologiczne, wynikające z dużej nieśmiałości, braku umiejętności komunikowania się z nieznajomymi, a także obsesyjnego lęku przed tłumem. Uważała, że smutek nigdy jej nie opuszcza i będzie jej towarzyszył do końca życia. Alastair Forbes opisywał ją jako „najsmętniejszą Skandynawkę od czasów Hamleta”, z kolei dla Parisa była „samotnicą wszech czasów”. „Pewnego dnia jest dziecinna, naiwna, prostoduszna, dziesięcioletnia dziewczynka. Następnego dnia jest tajemniczą kobietą tysiącletnią, wszystko wiedzącą” – wspominał Gilbert.
Była bardzo dobrą pływaczką (uprawiała tę dyscyplinę od wczesnego dzieciństwa do 80. roku życia). Lubiła również grać w tenisa – wykazując się nieustępliwością i walecznością – jazdę konną i na nartach oraz rysunek i projektowanie. Poza tym, jak napisała Swenson, lubiła bezczynność; siedzenie w domu na kanapie przed kominkiem, czytanie (m.in. dzieła Emily Brontë, Ernesta Hemingwaya, Francisa Scotta Fitzgeralda, Josepha Conrada i Walta Whitmana; z pamięci cytowała Goethego, Heinricha Heinego czy Safonę) i słuchanie muzyki. W latach 40. zainteresowała się kolekcjonowaniem dzieł sztuki i antyków – w jej zbiorach znajdowały się płótna m.in.: Aleksieja Jawlenskiego, Auguste’a Renoira, Georges’a Rouaulta, Pierre’a Bonnarda i Wassilego Kandinsky’ego. Posiadała psa rasy chow chow imieniem Flimsy, dwa koty, Pinten i Mirę, i papugę Polly. Uważała się za miłośniczkę natury. Jej ulubioną rozrywką były spacery, którymi wzbudzała zainteresowanie fotoreporterów i mieszkańców Nowego Jorku (często wspierała finansowo osoby bezdomne na ulicy). Andy Warhol latami ją śledził, robiąc jej zdjęcia z ukrycia.

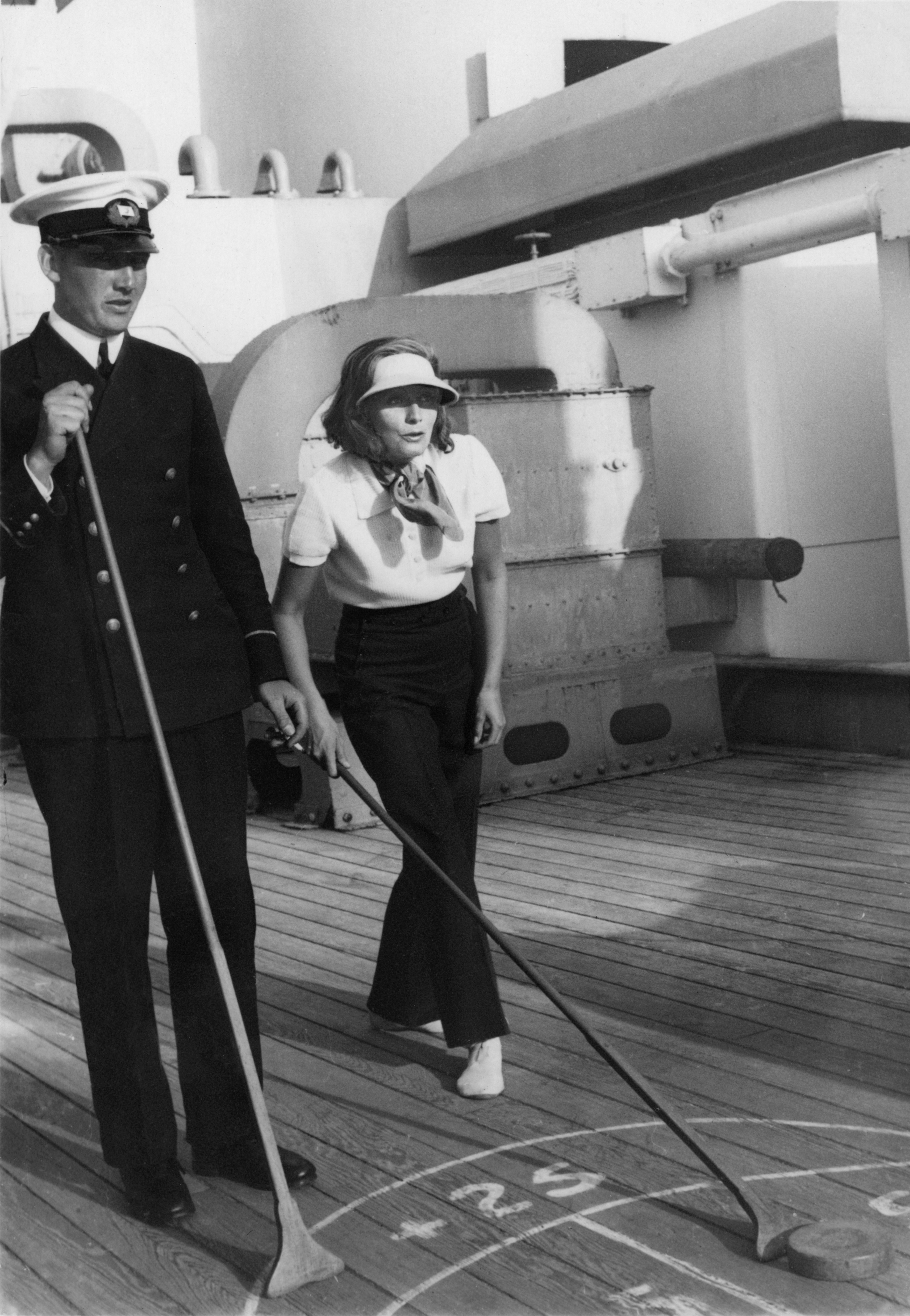
Garbo grająca w shuffleboard (lata 50.)

Nie wyrażała zgody na złożenie podpisu na dokumentach i pokwitowaniu dostawy w obawie, że marszand sprzedałby jej autograf kolekcjonerom za dużą kwotę. Obsesyjnie interesowała się witaminami i miksturami, bojąc się, że umrze młodo, tak jak jej siostra Alva oraz Stiller. Mimo to nie porzuciła tytoniu (paliła nałogowo od czasu nauki w szkole aktorskiej na początku lat 20.), wypalając do dwóch paczek dziennie. W latach 70. przerzuciła się na papierosy beznikotynowe. Cierpiała na łagodną anemię (w 1927 rozpoznano u niej chorobę jelit, prawdopodobnie zatrucie ptomainą; miała też poważne zaburzenia menstruacyjne), uporczywą bezsenność i przewlekłe zapalenie oskrzeli. Interesowała się filozofią indyjską i jogą, chcąc poznać sekret życia (konsultowała się m.in. z astrologiem, jasnowidzem i wróżbitą). Przez kilka lat korzystała również z akupunktury i praktykowała medytację transcendentalną. „Zawsze interesowało ją to, co dziwne, nienormalne” – wspominał Sam Green.

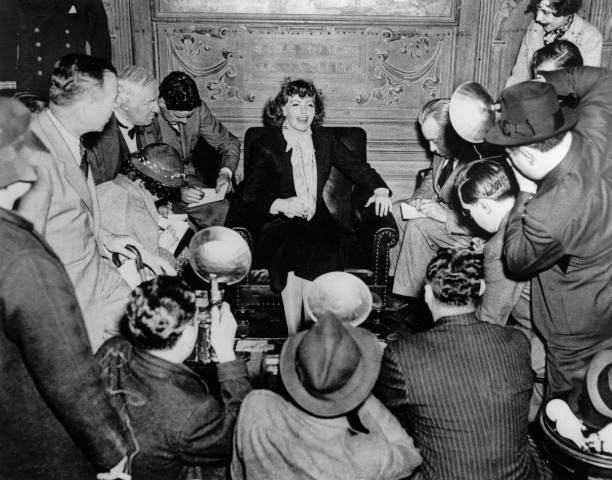
Garbo podczas spotkania z grupą dziennikarzy (1935)

Współpracownicy i znajomi podkreślali jej samotny tryb życia – o ile w Szwecji przyjaciele akceptowali samotność Garbo, o tyle po przybyciu do Stanów Zjednoczonych jej wycofanie i zawężenie znajomych do wąskiego kręgu wzbudzało zdziwienie. Część z nich twierdziła, że była „niezdolna do miłości”; wymieniali jej egoistyczną oraz podejrzliwą naturę, a także brak umiejętności w nawiązywaniu przyjaźni. Swenson wychodziła z założenia, że do jej zachowań przyczyniała się „niemal patologiczna potrzeba zachowania prywatności swego życia prywatnego, nawet przed przyjaciółmi oraz rodziną”, dodając: „W miarę jak publiczne «ja» Grety było poddawane coraz większej kontroli, potrzeba ochrony jej prywatnego «ja» stała się niezwykle ważna”. Wypowiadana przez nią w filmie Ludzie w hotelu (1932)  kwestia „chcę być sama” przyczyniła się do utrwalenia jej wizerunku samotniczki. Choć sama temu zaprzeczała, to dla jej zwolenników publiczna oraz prywatna persona Garbo były tym samym. Edmund Goulding uważał, że do nadmiernej ostrożności, zwłaszcza w kwestii kontaktów towarzyskich, zmusiła ją sława. „Ciekawość opinii publicznej sięga głęboko i rani ją, jakby była czymś namacalnym”.
Niektórzy z jej znajomych zwracali uwagę, że w przeciwieństwie do utrwalanego publicznego wizerunku „tajemniczej kobiety”, posiadała duże poczucie humoru, wrażliwość i skłonność do żartów; często określano ją mianem „dziecinnej”. Conrad Nagel uważał Garbo za „najlepszą i najbardziej naturalną towarzyszkę, jaką kiedykolwiek miałem”, dodając, iż „miała bardzo silną osobowość i odwagę, by ją okazywać”. Z kolei Nils Asther opisywał ją jako „uprzejmą, uroczą i powściągliwą kobietę”, która była bardzo ludzka w swoich emocjonalnych reakcjach.
Jej izolację i potrzebę bycia samej regularnie wykorzystywała prasa, publikując do końca lat 80. nieprawdziwe informacje na temat życia, jakie prowadziła. Od czasu przejścia na filmową emeryturę, zbierała wzmianki prasowe i czytała o sobie. Według Greena robiła to, w przeciwieństwie do często procesującej się Dietrich, z ciekawości i braku innego zajęcia.
Po odejściu z przemysłu filmowego prowadziła aktywny tryb życia. Od przyjaciół wymagała, by zwracali się do niej Harriet Brown. Chodziła na przyjęcia, do kina, podróżowała, odwiedzała m.in. antykwariaty i udzielała się towarzysko w gronie przyjaciół – których krąg w większości stanowiły osoby spoza środowiska aktorskiego, choć według źródeł utrzymywała towarzyskie relacje z Brianem Aherne’em, Davidem Nivenem i jego żoną, Szwedką, Hjördis Pauliną Genberg Tersmeden, Deborah Kerr, Emilem Janningsem i jego żoną Gussy Holl, Jessicą Dragonette, Friedrichem Wilhelmem Murnau, Katharine Hepburn, Montgomerym Cliftem, i Tallulah Bankhead. Przyjaźniła się również z baronową Cécile de Rothschild, Nilsem i Märtą Wachtmeisterami, kuzynami rodziny królewskiej, oraz dietetykiem Gayelordem Hauserem, który miał istotny wpływ na jej dietę; to za jego radą zrezygnowała z „obsesyjnego wegetarianizmu”. Wspólnie spędzali czas i podróżowali. „Relacja z Hauserem była jedną z najbardziej krzepiących i pozytywnych w życiu Garbo” – przyznawał Gottlieb (pojawiały się informacje o romansie i ślubie pary, mimo że Hauser był homoseksualistą). Nakłonił ją do inwestowania swojego kapitału w akcje, dzieła sztuki, nieruchomości – inwestowała w nie od 1942, od Los Angeles po Milwaukee w stanie Wisconsin – i obligacje, dzięki czemu po latach uzyskała zabezpieczenie finansowe (w latach 70. Anthony Palermo przejął rolę mediatora, zajmując się bankami, brokerami inwestycyjnymi, zarządcami nieruchomości i agentami ubezpieczeniowymi). Przyjaźnili się do jego śmierci w 1984. Wykształceni ludzie z Nowego Jorku i europejskich kręgów towarzyskich rywalizowali o jej uwagę, a do grona wielbicieli należeli Adlai Ewing Stevenson II i Winston Churchill.
Najgłębsza relacja łączyła ją z Salką Viertel, którą poznała w 1929 i utrzymywała z nią kontakt do jej śmierci w 1978. Poza byciem współautorką scenariuszy do kilku filmów Garbo, pełniła też rolę jej rzeczniczki u Mayera i Thalberga, doradczyni i była dla niej przewodniczką intelektualną oraz kulturalną.

### Romanse

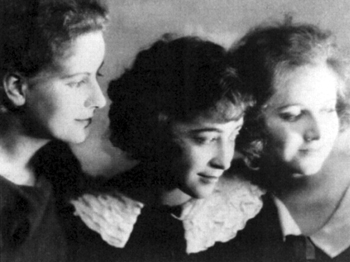
Garbo, Pollak i Schmiterlöw, studentki szkoły aktorskiej (1922/1923)

Orientacja seksualna Garbo jest przedmiotem dyskusji biografów, opisujących ją jako biseksualistkę lub lesbijkę. Jak przekonywał Paris, większość przypisywanych jej romansów z kobietami i mężczyznami było plotkami (pojawiały się także hipotezy mówiące o jej stosunkach fizycznych ze starszą siostrą Alvą w okresie dojrzewania). Biograf uważa, że temat seksu zaczął się u Garbo najpóźniej w wieku 14 lat, czego dowodem miały być aluzje do miłości lesbijskiej w listach pisanych przez nią do Evy Blomgren.
| „Kochanka, o której marzy każdy mężczyzna. Przy niej miało się wrażenie, że nawet jeśli grzeszy się w wyobraźni, to przynajmniej można sobie pogratulować nienagannego gustu.”– Alistair Cooke |

W 1922 miała romans z Maxem Gumpelem, reprezentantem Szwecji w piłce wodnej. Po zakończeniu związku pozostali przyjaciółmi do końca jego życia. Zachowała też na pamiątkę podarowany jej przez sportowca złoty pierścionek z diamentowym oczkiem. W okresie nauki w szkole aktorskiej Królewskiego Teatru Dramatycznego cieszyła się powodzeniem wśród mężczyzn, którzy często zapraszali ją na kolację. Jak przyznawała Vera Schmiterlöw: „Kiedy się zgadzała, przy kilku okazjach wyraźnie dawała do zrozumienia, że musi wcześniej wrócić do domu”. Do jej wielbicieli w owym czasie należeli Johannes Poulsen, Gosta Kyhlberg, Lars Saxon (traktowała go jak przyjaciela i umówiła ze swoją siostrą) i Hans Spiro. Według Breta romanse Garbo w latach studenckich miały charakter lesbijski, a do jej partnerek należały Mimi Pollak, Mona Mårtenson oraz Vera Schmiterlöw, z czego najgłębsza więź łączyła ją z Pollak. Swenson twierdziła, że brakuje dowodów potwierdzających jej relację z Mårtenson, lecz – jak przyznawała – była ona w typie Garbo.
W trakcie realizacji filmu Zatracona ulica (1925) w Berlinie, nawiązała krótkotrwały romans z francuską wokalistką Marianne Oswald. Była również związana ze szwedzkim tłumaczem Svenem-Hugo Borgiem, pełniącym rolę jej ochroniarza i powiernika.

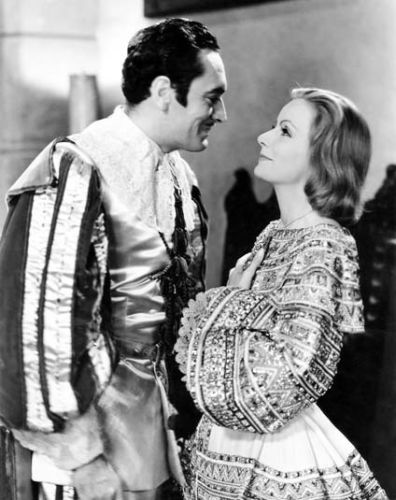
Gilbert i Garbo w filmie Królowa Krystyna (1933)

Na planie Symfonii zmysłów (1926) związała się z Johnem Gilbertem – partnerem ekranowym, z którym w ciągu swojej kariery czterokrotnie współpracowała. Ich romans uważa się za jeden z najgłośniejszych w XX wieku. W przeciwieństwie do niej Gilbert miał opinię osoby aroganckiej, wybuchowej, zmagającej się z uzależnieniem od alkoholu i nadużywającej przemocy (podczas jednej ze sprzeczek, znajdując się w stanie upojenia, miał wymierzyć do Garbo z rewolweru). Zamieszkała w jego rezydencji przy Tower Grove Road 1400, którą poddano remontowi, zgodnie z jej sugestiami. W 1926, gdy do prasy przedostały się pogłoski na temat rzekomego ślubu pary, dostawała setki listów od fanów, wyrażających sprzeciw wobec Gilberta, mającego opinię kobieciarza. Wielokrotnie spekulowano o ciąży Garbo, która miała poddać się aborcji lub poronić (S.N. Behrman twierdził, że przeszła kilka zabiegów aborcyjnych, co miało tłumaczyć jej „lęk przed seksem”). Biografowie podważali wiarygodność tych przypuszczeń, przywołując jako dowód jej macierzyńskie instynkty i pragnienie posiadania dzieci. Tuzin razy odrzucała oświadczyny Gilberta w trakcie gdy byli razem (odmowę wyjścia za mąż usprawiedliwiała zbyt dużą nerwowością, nierównym temperamentem oraz, jak podkreślała Swenson, „bała się, że ktokolwiek ją poślubi, wkrótce odkryje, jak bardzo jest roztargniona”). Felietoniści na bieżąco informowali w swych artykułach o ich rzekomym ślubie. „Nawet się nie zaręczyliśmy. Myślę dużo o panu Gilbercie. Naprawdę bardzo go podziwiam, jako przyjaciela. Nie jako potencjalnego kochanka czy męża” – odpowiadała, kiedy reporterzy dopytywali o status ich związku. Z końcem 1928 romans obojga zmienił się w przyjaźń. Gdy się rozstali, a Garbo wyprowadziła się z jego domu – zrobiła to po tym, jak ożenił się z Iną Claire w 1929 – do jej ścisłego grona przyjaciół należeli biseksualiści i geje.
Od 1927 do 1930 miała romans z Lilyan Tashman. Przypisywano jej również zażyłość z księciem Sigvardem, która miała mieć miejsce w trakcie podróży statkiem ze Stanów Zjednoczonych do Szwecji oraz w czasie pobytu w ojczyźnie w grudniu 1928, choć według źródeł łączyła ich tylko znajomość. Podczas zdjęć do melodramatu Pokusa (1929) nawiązała przelotny romans z partnerującym jej w głównej roli męskiej Nilsem Astherem, którego oświadczyny też odrzuciła (według Swenson oboje poznali się w szkole aktorskiej i to wtedy po raz pierwszy miała odrzucić jego oświadczyny). „Bez litości odrzuciła mnie. Powiedziała, że na pewno nie wyjdzie za mnie ani za nikogo innego, jeśli o to chodzi. Postanowiła poświęcić się swojej sztuce, filmowi i teatrowi” – wspominał Asther.
Od stycznia do kwietnia 1930 spotykała się z Fifi D’Orsay. Odkrywszy, że partnerka za jej plecami rozmawia z prasą na temat ich relacji, zakończyła znajomość. Rok później poznała Mercedes de Acostę, z którą to połączył ją sporadyczny i niestabilny romans (część biografów uważała, że ich znajomość opierała się tylko na przyjaźni). Swenson pisała, że „obie były «rozpaczliwie nieszczęśliwymi i nieprzystosowanymi ludźmi» żyjącymi w niemal ciągłym stanie melancholii”. Pozostawały w przyjacielskich relacjach przez trzydzieści lat. W tym okresie Garbo napisała do niej 181 listów i telegramów (przechowywanych w Rosenbach Museum and Library w Filadelfii w stanie Pensylwania). Ich relacja skończyła się po tym, jak de Acosta, znajdując się w trudnej sytuacji finansowej, opublikowała pamiętniki Here Lies the Heart (1960).

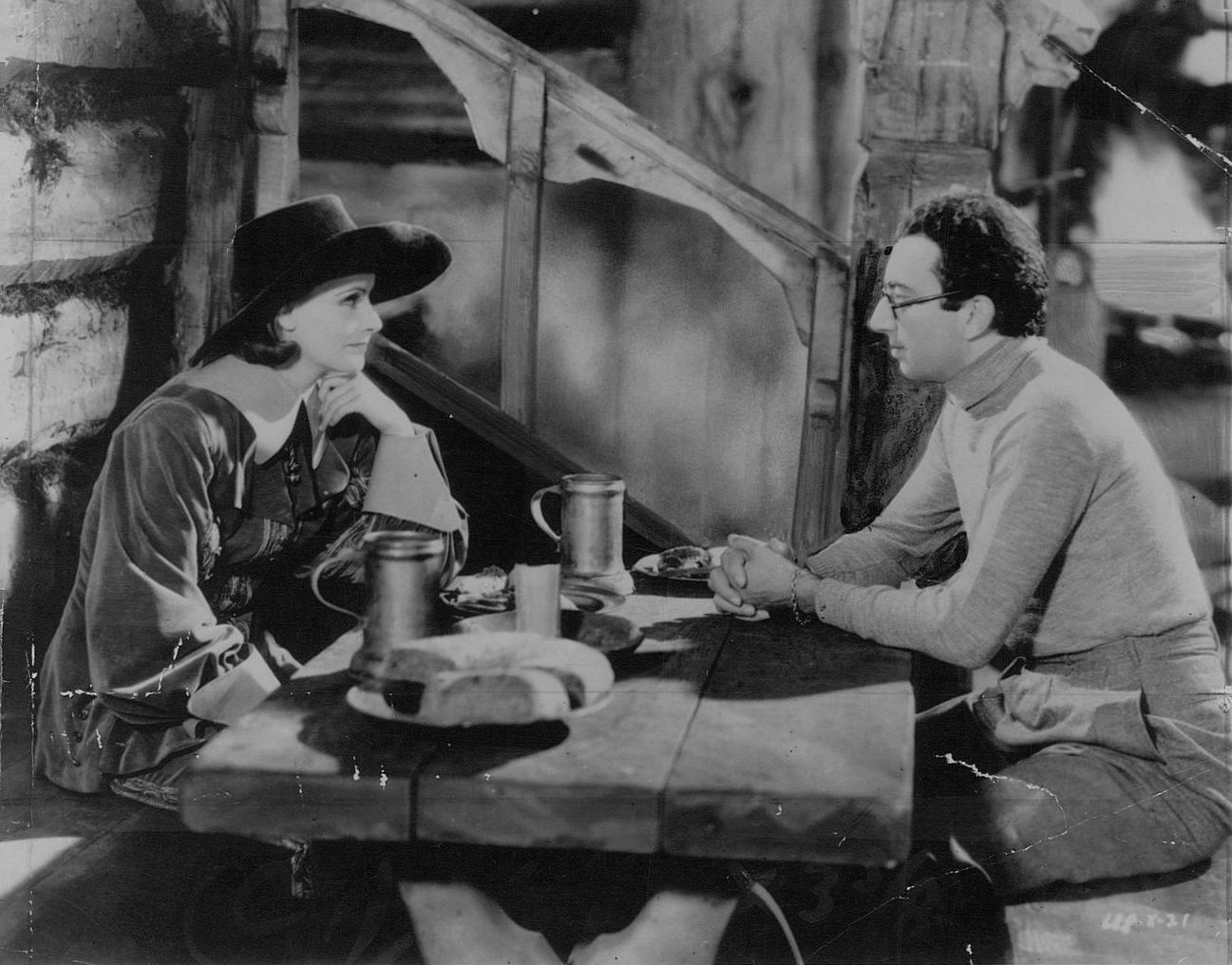
Garbo i Mamoulian na planie (1933)

Ukończywszy pracę nad Królową Krystyną (1933) udała się z Robertem Mamoulianem na krótkie wakacje, zwiedzając Wielki Kanion w Arizonie. Byli zmuszeni je przerwać ze względu na zbyt duże zainteresowanie dziennikarzy i tłumów wielbicieli (podobna sytuacja miała miejsce, gdy w trakcie realizacji wspomnianego filmu przybyli do Victorville w stanie Kalifornia). Podczas wspólnych podróży posługiwali się przybranymi imionami i nazwiskami – w tym m.in. „Mary Jones” i „Robert Bonji” lub pan i pani Brown. Najbliższe otoczenie Garbo uważało ich za „świetnych przyjaciół”, z kolei znajomi reżysera twierdzili, że zauroczył się w niej. Od sierpnia do listopada 1933 spotykała się z Maxem Baerem. W połowie lat 30. nawiązała znajomość i krótki związek z George’em Brentem, z którym łączyła ją jego introwertyczna natura oraz zamiłowanie do sportu i samotności (na pewien czas wprowadziła się do niego).

Garbo i George Schlee (1959)

Podczas zdjęć do Damy kameliowej (1936) wolny czas spędzała w towarzystwie brytyjskiego dyrygenta Leopolda Stokowskiego. Odbyli podróże do Afryki Północnej, Włoch, Francji, Rzeszy Niemieckiej oraz Szwecji (relacje pary ze zwiedzania Włoch często spychały z pierwszych stron gazet ważne wydarzenia polityczne, w tym doniesienia o aneksji Federalnego Państwa Austriackiego przez Hitlera w 1938). Mimo że ich relacja miała charakter platoniczny, prasa na bieżąco informowała o znajomości pary, oraz o ślubie (spekulowano, że Garbo przyczyniła się do rozwodu Stokowskiego z Evangeline Johnson w 1937). „Nie będę zaprzeczać, że pan Stokowski i ja jesteśmy bardzo dobrymi przyjaciółmi. Ale jeśli chodzi o małżeństwo z nim – nie” – przyznawała. W zamian za obietnicę spokoju ze strony dziennikarzy, obydwoje zorganizowali konferencję, w trakcie której zaapelowała, iż „chcę tylko, żeby mnie zostawiono w spokoju”. Ich relacja zakończyła się w 1938.
Erich Maria Remarque przyznawał się w swoich dziennikach do romansu z Garbo w 1941. Dwa lata później miała bliską relację z Gilbertem Rolandem, przebywającym w owym czasie na przepustce z United States Army Air Forces (USAAF). „Często byliśmy razem. Czasami była szczęśliwa, uśmiechnięta, śmiała się. Innym razem była milcząca, kapryśna, ponura” – przyznał w nieopublikowanych wspomnieniach. Na pamiątkę zachował jej jedwabną bieliznę z inicjałem „G”. Także Cecil Beaton opisywał wieloletnie relacje z nią, w tym romans, w pamiętnikach The Happy Years (1972), obejmujących lata 1940–1948. O jej względy rywalizował z George’em Schlee. W 1965 zakończyła ich przyjaźń, odmawiając rozmów telefonicznych oraz spotkań aż do 1974, kiedy (za namową Greena) ostatni raz odwiedziła go w Londynie po tym, jak doznał udaru i był częściowo sparaliżowany. W latach 50. i 60. utrzymywała przyjacielskie stosunki z greckim milionerem Aristotelisem Onasisem, którego oświadczyny też miała odrzucić.
Od 1942 do 1964 pozostawała w przyjaźni ze swoim agentem, George’em Schlee. Był on w związku małżeńskim z Valentiną, co potęgowało tworzące się plotki na temat ich romansu. Prócz nadzorowania jej finansów (zakupił dla niej wybudowaną przez Faruka I pałacową willę Le Rock w Cap-d’Ail, gdzie wspólnie spędzali lato), wykazywał się apodyktycznością i zazdrością o Garbo. Według relacji zdominował ją oraz sprawował nad nią pełną kontrolę, co przypominało zachowanie Stillera. Zmarł na zawał w 1964.
Raymond Daum, jej stały partner podczas spacerów, zaprzeczał, jakoby była sama lub żyła w celibacie. Walter Wanger uważał ją za „najbardziej seksualnie żywą kobietę, z jaką kiedykolwiek pracowałem”. Podobnie pisał Beaton w swoich dziennikach, lecz zaznaczał, cytując słowa Cukora, że „swoją prawdziwą zmysłowość rezerwuje dla kamery”.

## Lista występów
W trwającej 21 lat karierze wystąpiła w 29 filmach fabularnych, z czego 24 zrealizowano w Stanach Zjednoczonych.
W 1932 była notowana w pierwszej dziesiątce najbardziej dochodowych amerykańskich aktorek. Jedenaście filmów z jej udziałem było zestawianych w pierwszej dziesiątce podsumowań roku w amerykańskim box offisie. Sześć filmów, w których Garbo wzięła udział, było nominowanych przynajmniej do jednego Oscara w każdej kategorii. Również sześć produkcji z jej udziałem, po uwzględnieniu inflacji, przekroczyło sumę 100 milionów dolarów dochodu z biletów na rynku krajowym.
Trzy z jej filmów: Symfonia zmysłów (1926), Ludzie w hotelu (1932) i Ninoczka (1939) wpisano do National Film Registry (NFR).

## Styl gry i wizerunek
W latach nauki w szkole aktorskiej Królewskiego Teatru Dramatycznego (1922–1924) szczególną wagę przywiązywała do ruchu scenicznego, wymagającego odzwierciedlania emocji. Jak wspominała w notatkach, „gra bez słów to sztuka ekspresyjnego odzwierciedlania różnych stanów umysłu, myśli i pragnień poprzez mimikę oraz gesty”. Podstawę dla niej stanowił system Delsarte/Dalcroze’a, według którego gestykulacja rodzi się z wewnętrznych instynktów, dzięki czemu można je analitycznie i naukowo rozpisać na poszczególne części ciała oraz ich pozycje. W epoce filmu niemego często wykorzystywała system symboliki gestów, polegający na tym, że każdy ruch ciała i głowy ma swoje osobne znaczenie. Podobną wagę przywiązywała do głosu – nauczyciel emisji głosu Karl Nygren przekonywał, że w jej przypadku budził on „wielkie nadzieje” – w tym do teorii zakładającej, że śmiech może mieć różne znaczenie, w zależności od dominującej samogłoski. Jej notatki z czasów nauki w szkole aktorskiej są przechowywane w Svenska Filminstitutet (SFI).
Począwszy od pracy nad filmem Gdy zmysły grają (1924) w pełni angażowała się w odgrywaną przez siebie bohaterkę, przeżywając jej emocje i rozterki. „Potrzebuję samotności. Jeśli ktoś się do mnie odezwie, zakłóci te chwile, tracę łączność z moją postacią” – argumentowała. Walker stwierdził, że instynktownie wczuwała się w rolę oraz w każdą jej część, nim kamera zaczynała kręcić. Nie lubiła kiedy podpatrywano jej grę podczas nagrywania danej sceny (przerywała wtedy zdjęcia). Paris już w filmie reżyserowanym przez Stillera dostrzegał umiejętność do autentycznego odgrywania przez nią emocji. „Od pierwszej chwili w filmie przejawia się jej dziwny, urzekający i zarazem wiarygodny dystans do siebie i do świata” – pisał. Swenson uważała, że w Annie Kareninie (1927) złożoność przekazywanych przez nią emocji, w stosunku do wcześniejszych filmów, wykazała znaczny wzrost.

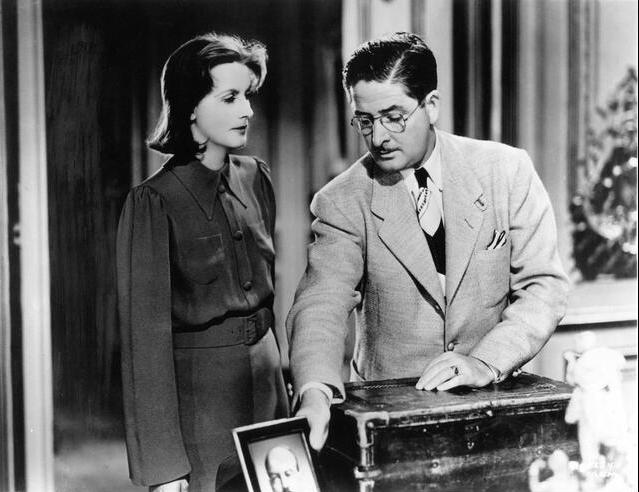
Garbo i operator William H. Daniels (z którym współpracowała od 1926) na planie filmu Ninoczka (1939)

Zapoczątkowany we wczesnych niemych produkcjach z lat 20. styl jej gry cechował się powściągliwością, co szokowało publiczność w owych czasach. Paris przekonywał, że była ona w równym stopniu wrażliwa co portretowana przez nią bohaterka (Elizabeth Dohna) w filmie Gdy zmysły grają. Styl ten stał się charakterystyczny dla niej w czasach rozwijania kariery w Hollywood. Dla Swenson prezentowane przez nią stonowane aktorstwo zapowiadało mniej melodramatyczny, a bardziej naturalny styl na ekranie, a to – w połączeniu ze swoim urokiem – sprawiało, że oddziaływała zarówno na kobiety (chcące ją naśladować), jak i mężczyzn (chcących ją posiadać). „Jej intymna postawa i pocałunki sugerowały kobietę – nie wampa – która była pewna swojej seksualności” – argumentowała Swenson. Z kolei jeden z historyków filmu zaznaczał, że żadna aktorka, ani przedtem, ani potem, nie łączyła tak ściśle męskiej i żeńskiej woli w jednym uścisku. Reżyser Rouben Mamoulian zwracał uwagę na umiejętność wykorzystywania przez Garbo „wspomnień zmysłowych”, momentów z przeszłości, jako emocjonalnych wskazówek na planie. „Była zarówno fotogeniczna, jak i intuicyjna. Dokładnie rozumiała poetycką jakość wymaganą przez scenę i odtwarzała emocje zarówno fizycznie, jak i estetycznie”.
Jej styl oraz sposób układania włosów i charakterystyczne podkreślanie niebieskich oczu – które poprzez długie rzęsy mylnie uważano za ciemniejsze – miał istotny wpływ na modę i wygląd całego pokolenia. Kobiety, naśladując ją, sprawiły, że sztuczne rzęsy stały się podstawą ich makijażu, podobnie jak okulary przeciwsłoneczne i kapelusze (berety oraz typu cloche) nieodłączną częścią garderoby.
Kostiumy dla Garbo w Hollywood projektował Adrian (współpracowali przy 18 filmach, począwszy od Władczyni miłości [1928]). Jego zdaniem elementami wizerunku aktorki były „piękne oczy i ospałość”. „Kiedy ją poznałem, wyglądała tak efemerycznie i nieprzystępnie, jak ją sobie wyobrażałem”, dodając, że jej „[twarz] tworzyła doskonały owal, który idealnie wpasowywał się w nowe trendy w modniarstwie”, zaś kluczem do pełnej swobody i noszenia formalnych strojów z dużym luzem oraz naturalnością była wrodzona powściągliwość Garbo i jej opanowanie, które nadawały charakteru prostym ubraniom. William H. Daniels, operator współpracujący z nią od filmu Słowik hiszpański (1926), wspominał:

„Bardzo dużo szukaliśmy, aby znaleźć najlepsze cechy [aktorskie] i mocno je zaakcentować. Zwłaszcza oczy. A Garbo miała wspaniałe oczy. [Ona też] miała naturalne długie rzęsy i w pewnych nastrojach potrafiłem rzucić światło dość wysoko i pokazać cienie rzęs opadające na policzki: stało się to dla niej pewnego rodzaju znakiem rozpoznawczym”.

### Ruth Harriet Louise

Zdjęcia Garbo autorstwa Ruth Harriet Louise
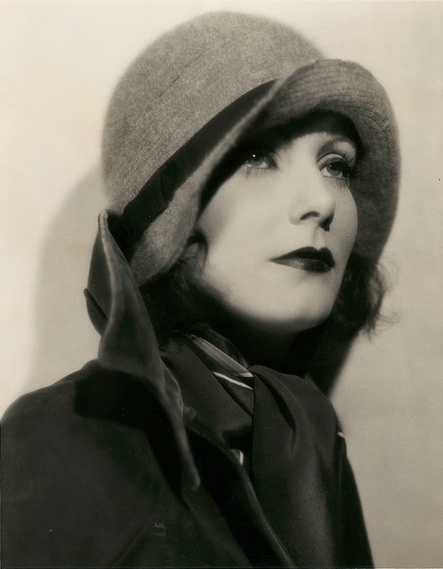
lata 20.
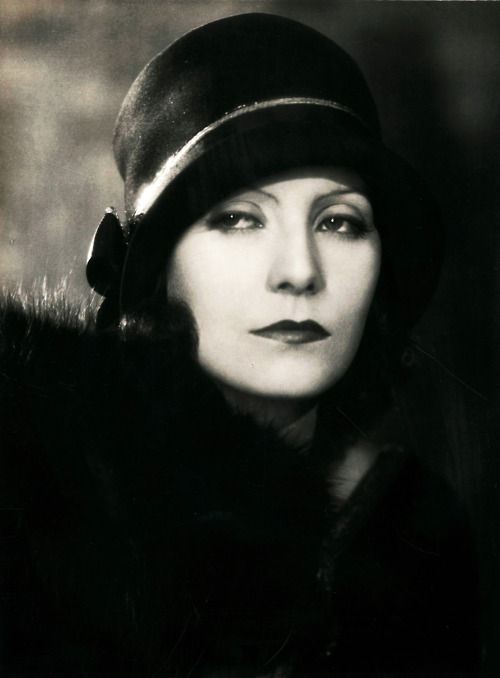
lata 20.
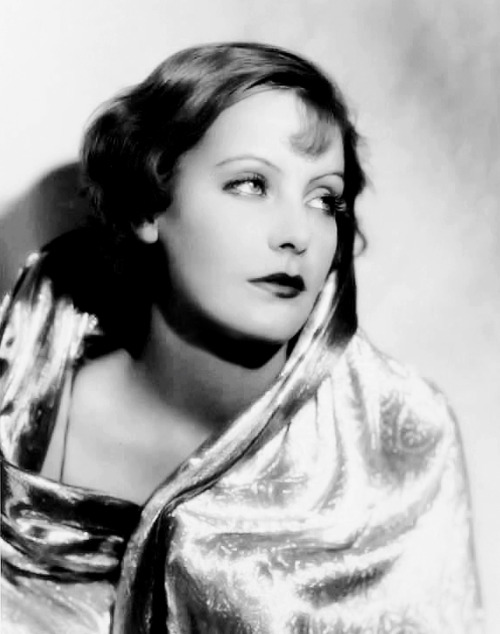
lata 20.
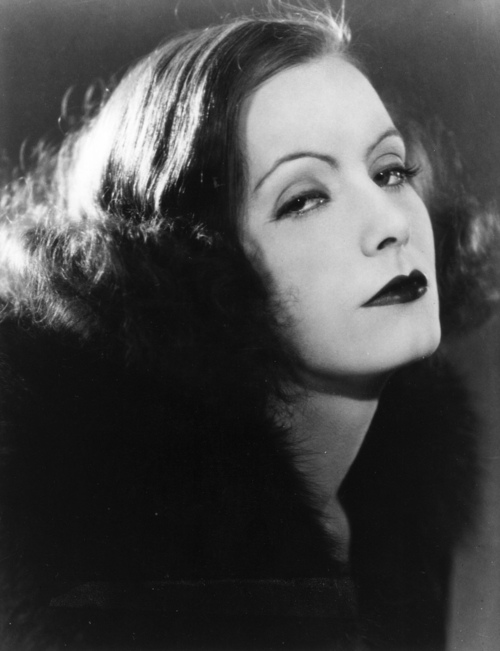
lata 20.
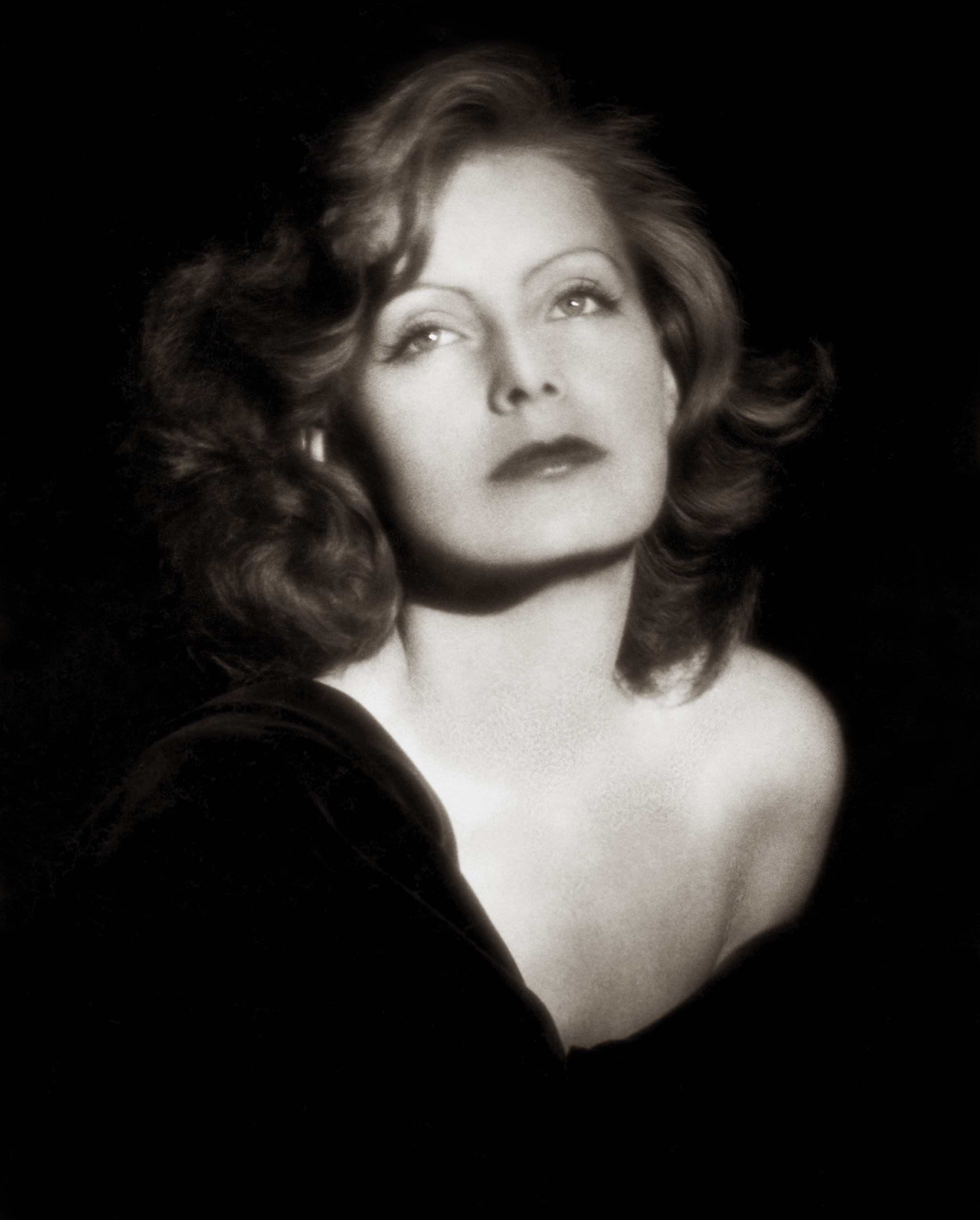
(1927)
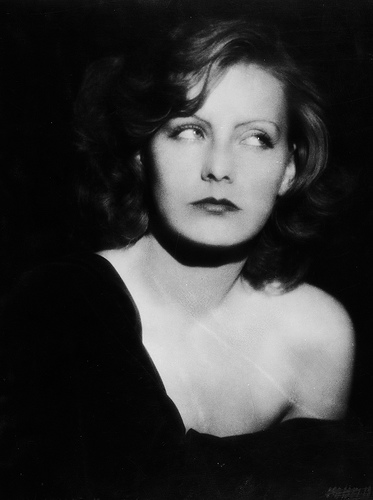
(1927)
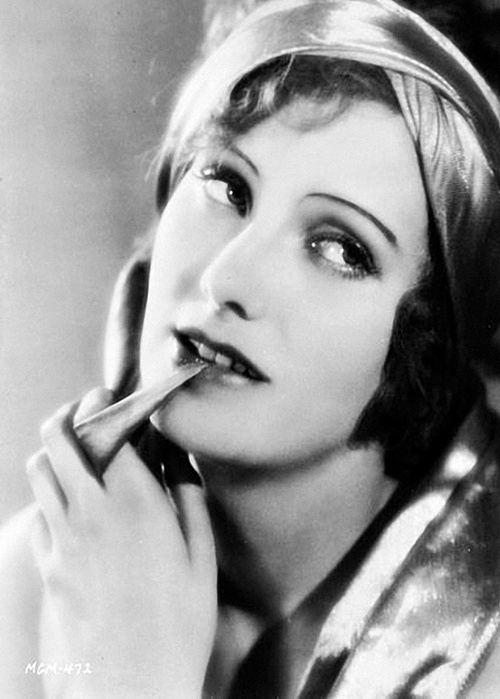
(1927)
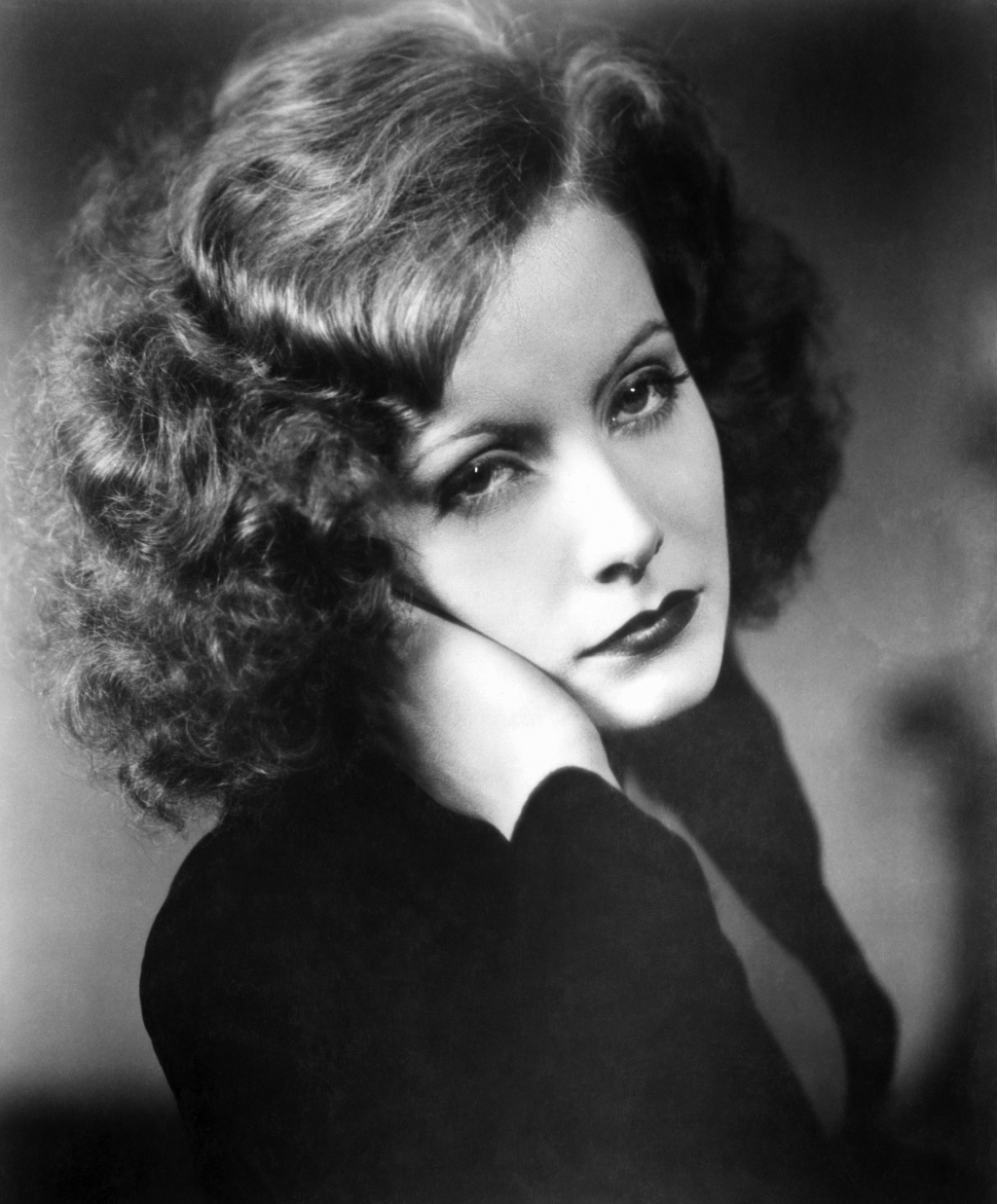
(1928)

Mimo niechęci do reklamy (odmawiała promowania produktów komercyjnych), miała, w ocenie przyjaciół, „fioła na punkcie swoich zdjęć”. W latach 1926–1929 współpracowała z portrecistką MGM, Ruth Harriet Louise, która była jej ulubioną fotografką. „Ma tak wiele stron swojej osobowości, że nie sposób oddać jej sprawiedliwości… Jest taka młoda i smutna; ma tak wiele nastrojów, a nawet gdy się uśmiecha, zawsze wyczuwam wielki smutek” – twierdziła Louise. Zdaniem Swenson portrecistka „wydawała się mniej zainteresowana wkładem w wykreowany wizerunek niż uchwyceniem prawdziwej osoby”, wobec czego fotografowała Garbo w długim ujęciu. Do tego wykorzystywała umiejętność kadrowania oraz powiększania. „Jej zbliżenia pojawiały się w ciemnym pokoju” – napisała autorka, uważając, że pozwoliło to na „zrobienie niektórych z najbardziej otwartych i odkrywczych zdjęć Garbo”. Według Parisa Louise sportretowała ją „dziewczęcą”, stanowiąc tym samym przeciwieństwo dla zdjęć „tęsknej kobiety” autorstwa Arnolda Genthego z połowy lat 20. W jego opinii na fotografiach Louise częściej się uśmiechała i zachowywała bardziej powabnie oraz swobodnie.

### Clarence Sinclair Bull

Zdjęcia Garbo autorstwa Clarence’a Sinclaira Bulla
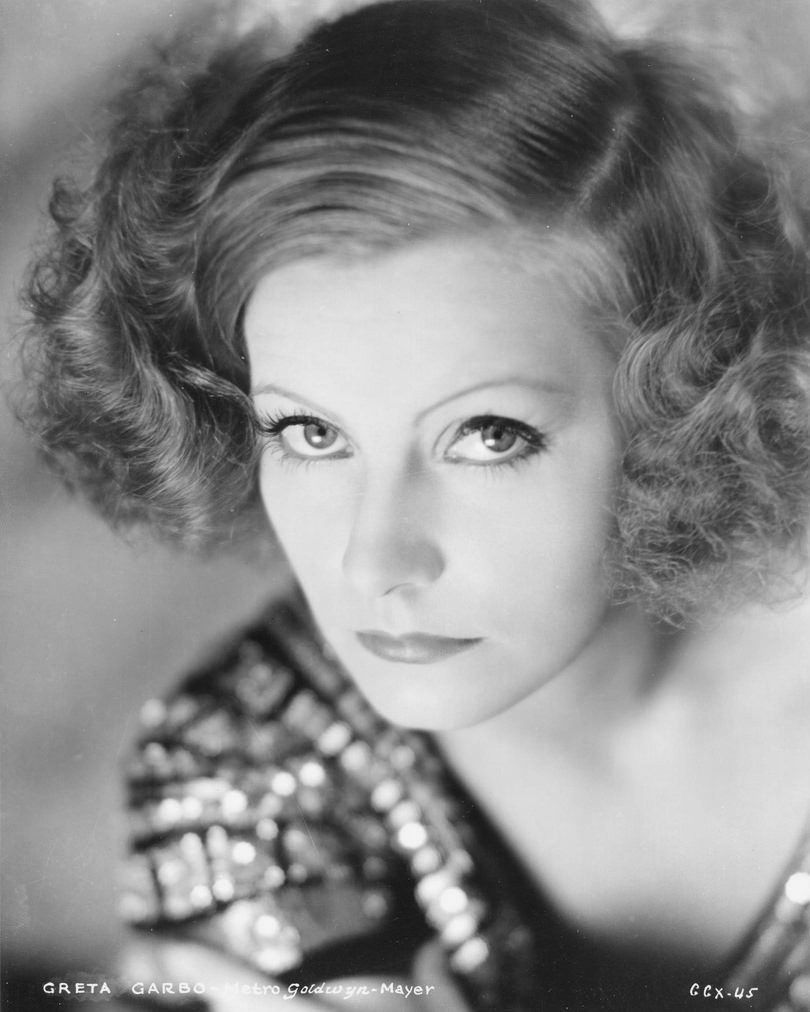
(1930)
(1930)
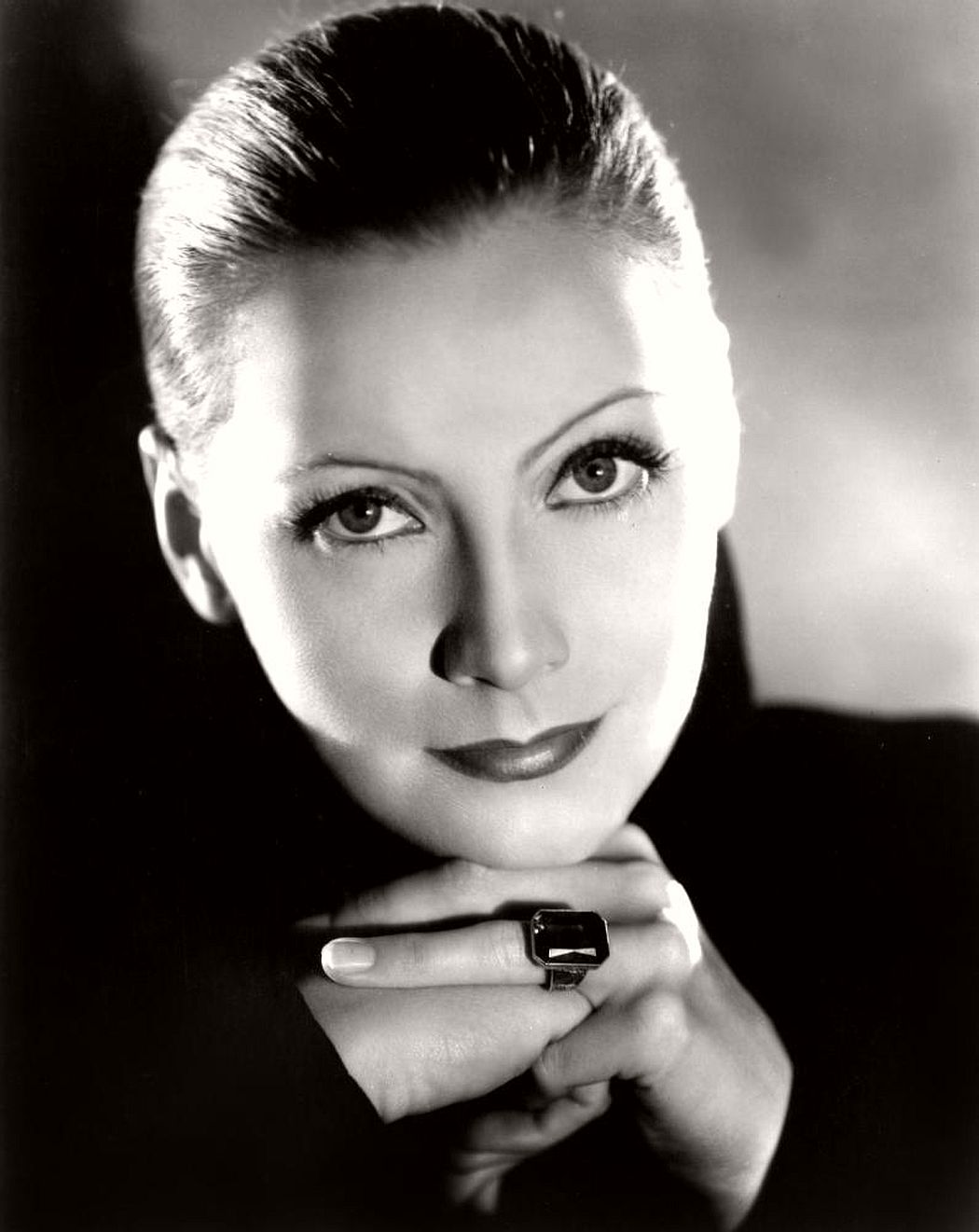
(1931)
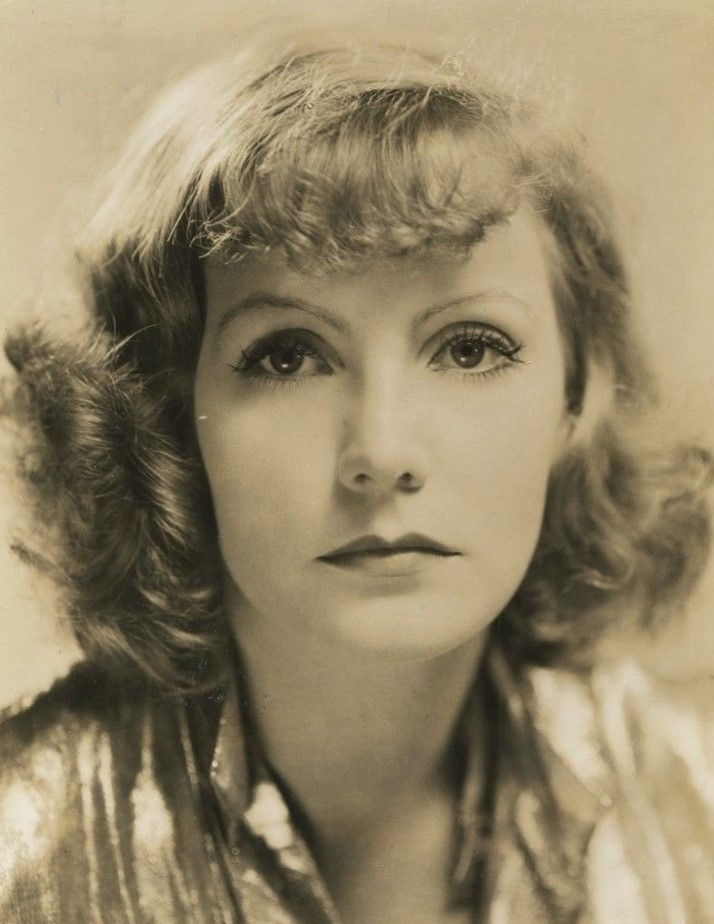
(1931)
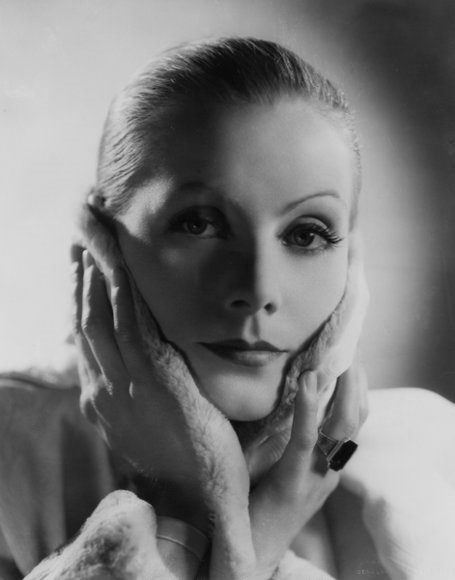
(1931)
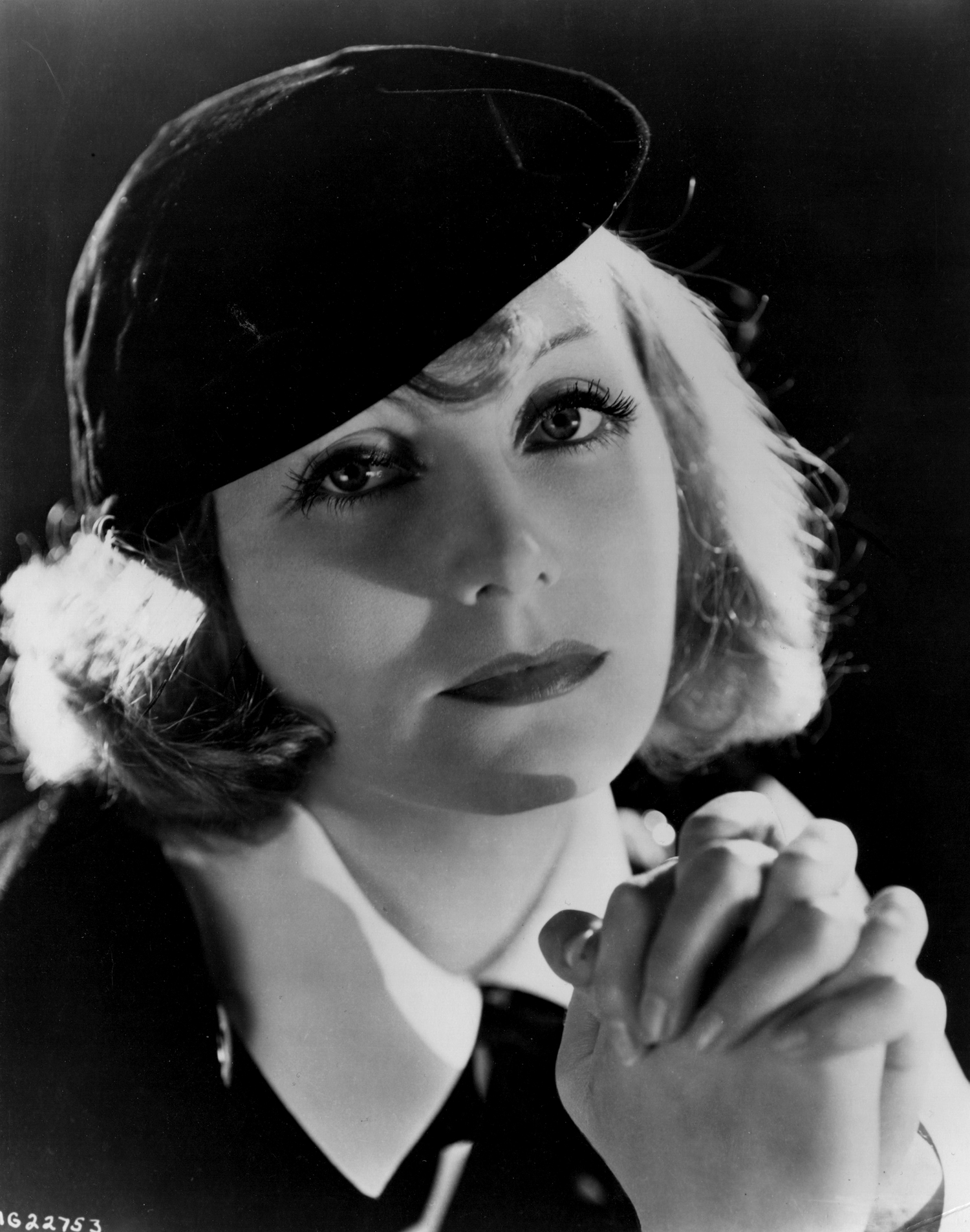
(1932)
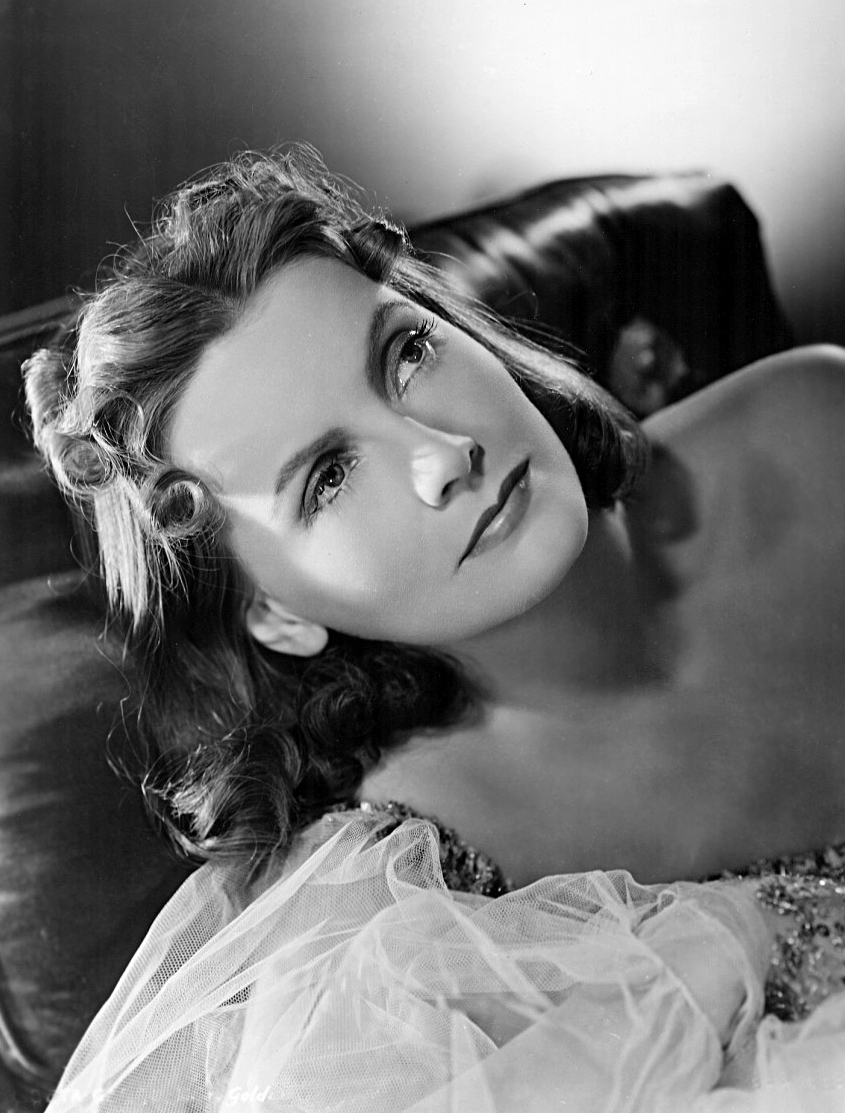
(1939)
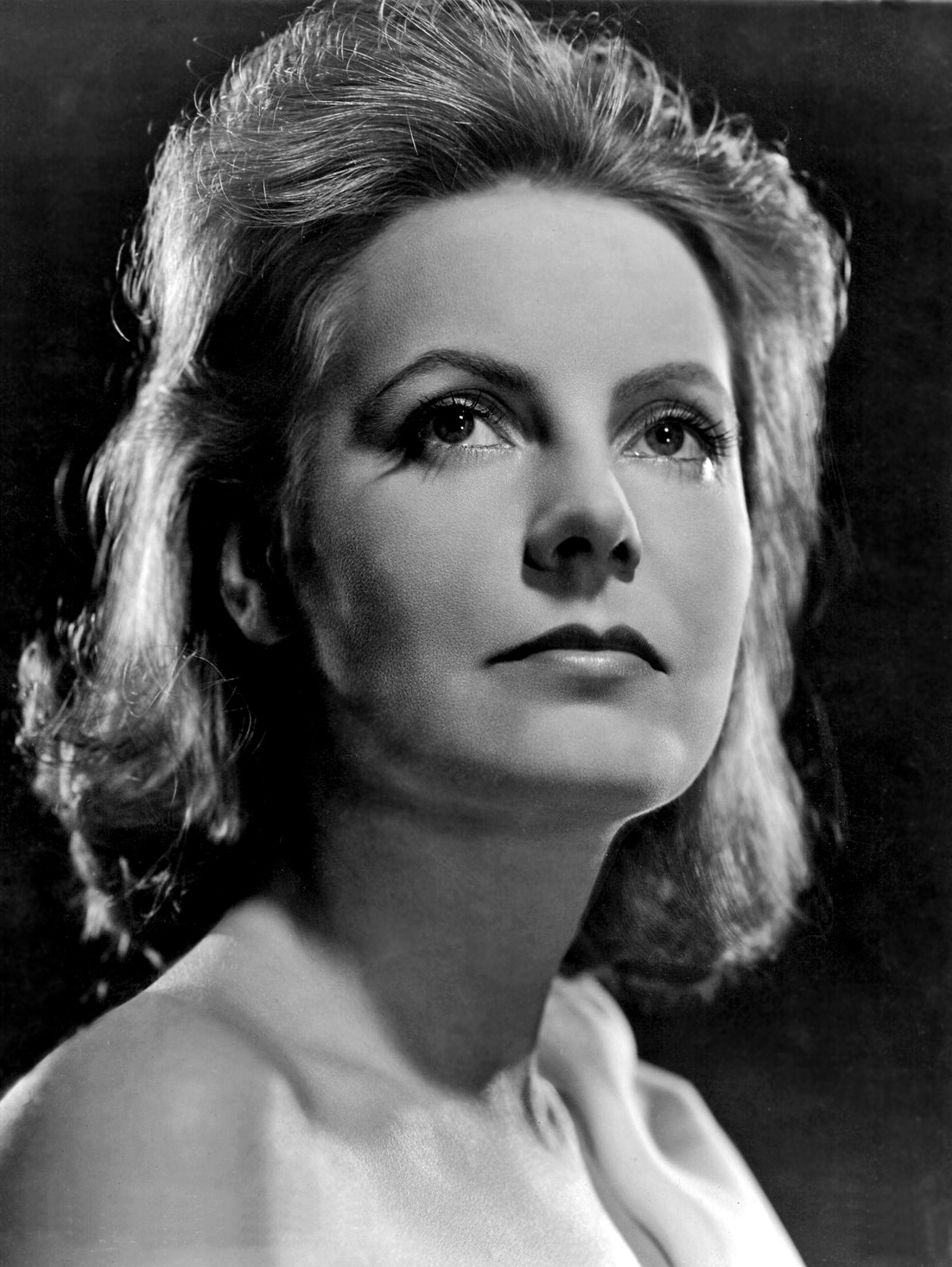
(1939)

W 1929 jej prywatnym portrecistą w MGM został Clarence Sinclair Bull. Do zakończenia kariery filmowej w 1941 pozowała dla niego do blisko czterech tysięcy portretów. Według Parisa była to „najdłuższa i najwspanialsza współpraca tego rodzaju w historii Hollywood”. Swenson pisała, że Bull „sprytnie kierował jej twarz w stronę światła i wykorzystywał jej emocjonalną głębię w cieniu”. Pierwszy raz pozowała dla niego przy realizacji filmu Pocałunek (1929). Wspominając początek współpracy opowiadał, że weszła do jego galerii wyglądając jak „przerażona uczennica”. Przez trzy godziny fotografował ją „w każdej pozie i emocji, jakie mogła odzwierciedlać ta piękna twarz”. W 1931, podczas nagrywania filmu Natchnienie, wykorzystał jeden z jej portretów, nakładając go na twarz Sfinksa. Garbo zareagowała śmiechem na eksperymentalne zdjęcie, po czym je zatwierdziła. „«Szwedzki Sfinks» zgrabnie uosabiał osobowość Garbo, stając się jednym z najbardziej rozpoznawalnych obrazów na świecie” – uważała Swenson.
Preferowała jeden rodzaj oświetlenia, z mocnym reflektorem i niewielką ilością dopełnienia. Bull – wspominając wspólne sesje – podkreślał jej profesjonalizm i skłonność do współpracy. „Była najłatwiejsza do fotografowania ze wszystkich aktorek, nie miała złego profilu, można ją było fotografować ze wszystkich stron […] zawsze starająca się uzyskać nietypowy efekt operatorski i wyraz twarzy świadczący o wewnętrznych uczuciach i rozterkach”. Potrafiła też utrzymać pozę przy ostrym świetle lub mocnym zaciemnieniu przez ponad półtorej minuty.
Marjorie Rosen, autorka książek i dziennikarka, uważała, że Garbo prezentowała zarówno w filmach, jak i na zdjęciach „autoerotyczną intymność, autopieszczotę”. W jej ocenie symboliczny związek aktorki z kamerą i widzami polegał na tym, że produkcje z jej udziałem, mimo iż miały za zadanie służyć cudzym fantazjom, skrywały również przyjemność z faktu, że jest obserwowana. Z kolei Tennessee Williams oceniał, że kobiecość Garbo była zbyt trudna i unikalna, by można było ją odtworzyć: „Ma w sobie autentyczny hermafrodytyzm, zimną urodę syreny”.

## Spuścizna
Uchodzi za jedną z największych i najwybitniejszych gwiazd filmowych w historii kinematografii, legendę i ikonę „Złotej Ery Hollywood” oraz popkultury, a także symbol seksu lat 20. i 30. XX wieku. Przez większą część kariery była najlepiej zarabiającą aktorką wytwórni MGM, co czyniło z niej „najważniejszą prestiżową gwiazdę”. Krytycy i widzowie – doceniając jej talent – nazywali ją „boską”, a wśród innych przydomków były też m.in. „szwedzki sfinks” i „najpiękniejsza kobieta świata”.
Alf Sjöberg napisał, że „jej twarz, ten krajobraz niezgłębionej samotności, odzwierciedlał alienację jej czasów… egzystencjalizm Sartre’a. Jej głos, złoty głos, który uważaliśmy za przeznaczony dla naszego małego zakątka świata, miał echo”. Bette Davis, wyrażając swój podziw, wspominała: „W jej instynkcie, mistrzostwie w panowaniu nad maszyną, tkwiły istne czary. Nie umiem przeanalizować gry tej kobiety. Wiem tylko, że nikt inny nie pracował przed kamerą tak efektywnie”. Billy Wilder uważał ją za „najwspanialszą aktorkę filmową wszech czasów”, dodając, że wspólnie z Marilyn Monroe posiadała dar stawania się na ekranie wszystkimi kobietami świata. Ephraim Katz wnioskował, że „ze wszystkich gwiazd, które kiedykolwiek rozpalały wyobraźnię widzów, żadna nie posiadała magnetyzmu i mistyki równej Garbo. «Boska», «wymarzona księżniczka wieczności», «Sarah Bernhardt filmów», to tylko niektóre z cytatów autorów opisujących ją przez lata. Grała bohaterki, które były jednocześnie zmysłowe, czyste, powierzchowne i głębokie, cierpiące i pełne nadziei, znużone światem oraz inspirujące życiem”. Federico Fellini przekonywał, że jako jedyna gwiazda filmowa osiągnęła status ikony religijnej. Dla niego miała „surowy wygląd klauzurowej cesarzowej. Zawsze była nieosiągalnym żywym mitem, którego opisałbym jako założyciela zakonu religijnego zwanego kinem… Nadała kinu świętość mszy”. Melvyn Douglas wspominał: „Jej aktorstwo sprawiało, że czułeś, że oto jest kobieta, która wie wszystko, co można wiedzieć o wszystkich aspektach miłości”. Rex O’Malley – partnerujący jej w Damie kameliowej (1936) – wyznał, że „ona nie gra, ona żyje swoimi rolami”. Według Breta jej kreacje, choć różnorodne, to odzwierciedlały całą gamę nastrojów, emocji oraz bogatą mimikę, niejednokrotnie przyćmiewając na ekranie partnerów filmowych. „Garbo jest postacią niepowtarzalną, nie do zastąpienia. Żadna aktorka nie otarła się nawet o szansę jej przewyższenia i żadnej się to nie uda. Z jej gry przeziera taka głębia emocji, że publiczność widzi na wskroś jej duszę” – przyznawał. Według większości historyków jej gra aktorska wielokrotnie pokonywała słabość dialogu i fabuły.
Ernest Hemingway przedstawił jej wyimaginowany portret w powieści Komu bije dzwon (1940). Wspominana jest w szeregu dzieł literackich, kreskówce Hollywood Steps Out (1941, reż. Tex Avery) i w piosenkach takich artystów, jak Alice Cooper, Cole Porter, Ira Gershwin, Kim Carnes, Madonna, Manfred Mann, Maurice Chevalier, Mylène Farmer, Stevie Nicks i Van Morrison. Juan Pujol, podwójny agent z czasów II wojny światowej, przyjął kryptonim „Garbo”, gdyż MI5 uznało go za „najlepszego aktora na świecie”.

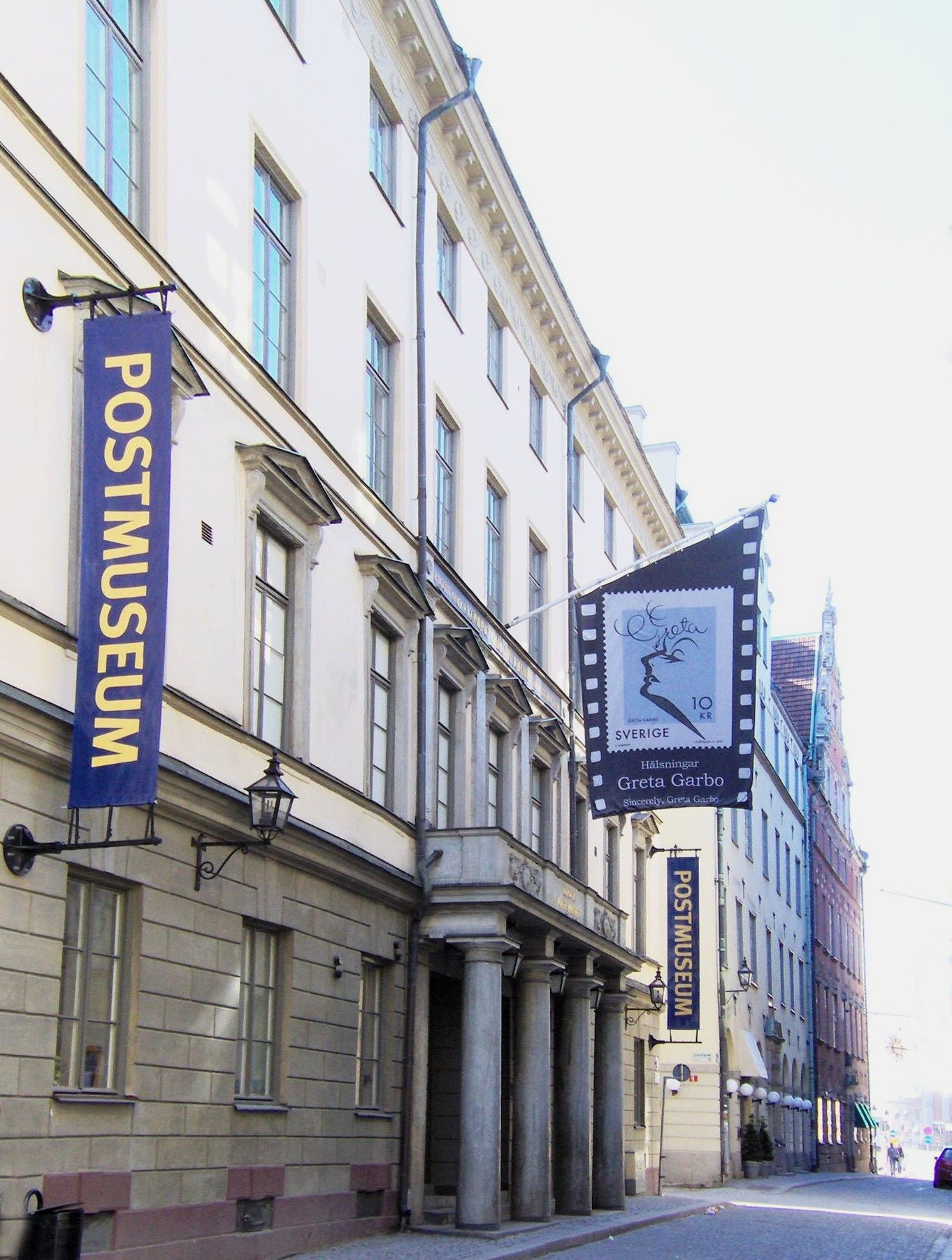
Muzeum pocztowe w Sztokholmie z reklamą znaczka z wizerunkiem Garbo nad wejściem (2006)

Konstruktywista Joseph Cornell zorganizował w 1942 w Museum of Modern Art (MoMA) na Manhattanie wystawę Portrety dwudziestego wieku, na której zamieścił gablotkę poświęconą Garbo. Z kolei Billy Wilder złożył jej hołd w wyreżyserowanym przez siebie filmie Bulwar Zachodzącego Słońca (1950). Norma Desmond – portretowana przez Glorię Swanson – wspomina Garbo w jednej ze scen jako jedną z najwybitniejszych aktorek epoki kina niemego. W 1950, w ankiecie przeprowadzonej przez „Variety”, ogłoszono ją najlepszą aktorką epoki kina niemego (2. miejsce zajęła w zestawieniu aktorek z lat filmu dźwiękowego). Również w ankiecie „The New York Timesa” z 1951 uplasowała się na szczycie listy w każdym z trzynastu badanych krajów.
8 lutego 1960, w uznaniu za wkład w przemysł filmowy, otrzymała gwiazdę na Hollywoodzkiej Alei Gwiazd, mieszczącą się przy 6901 Hollywood Boulevard. W 1963 odbył się pięciotygodniowy festiwal filmów z jej udziałem w Empire Theatre w Londynie, który pobił kasowe rekordy. W tym samym roku włoska państwowa stacja telewizyjna przez kilka tygodni emitowała pięć filmów z Garbo – w tym m.in. Anne Kareninę (1935) oraz Damę kameliową – które zebrały dziesięciomilionową widownię, przez co włoskie kina odnotowały drastyczny spadek finansowy (podobne festiwale zorganizowano we Francji, Niemczech oraz Holandii, a ich sukces zainspirował MGM Records do wydania albumu Garbo! [1964], będącego kompilacją klipów z ośmiu jej filmów dźwiękowych). W 1965 premierę miała The Private Potato Patch of Greta Garbo (reż. J. Roy Sullivan) – off-broadwayowska sztuka. Trzy lata później Lincoln Center and Museum of Modern Art Film Festival zorganizowało pokaz jej dwudziestu ośmiu filmów. Też w 1968 w Museum of Modern Art odbył się retrospektywny festiwal filmów, uwzględniający jej produkcje dla PUB-u.
W 1981 szwedzka poczta wydała znaczek pocztowy z jej wizerunkiem (z filmu Gdy zmysły grają [1924]). W latach 80. trafiła do Księgi rekordów Guinnessa jako „najpiękniejsza kobieta, jaka kiedykolwiek żyła”. W 1984 Sidney Lumet zrealizował komediodramat Garbo mówi, w którym przedstawił historię chorej na raka Estelli Rolfe (Anne Bancroft), pragnącej przed swoją śmiercią poznać aktorkę. Z okazji 80. urodzin Garbo, w 1985 w Sztokholmie i Högsby zorganizowano specjalne uroczystości, a szwedzka telewizja oddała jej hołd. W 1987 „People” uznał Garbo i Cary’ego Granta za „największe gwiazdy filmowe”.

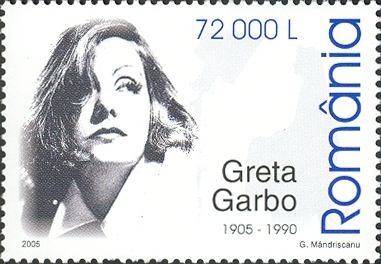
Wizerunek Garbo na znaczku pocztowym w Rumunii, wydanym z okazji setnej rocznicy jej urodzin (2005)

Autografy, listy i zdjęcia Garbo po jej śmierci zyskiwały na aukcjach kwoty rzędu 25 tys. dolarów. W wielu miastach, m.in. w Milwaukee, Pittsburghu, Sztokholmie, Tokio, Westbury i na Long Island, istnieją restauracje nazwane jej imieniem. W Szwecji wyprodukowano czekoladę nazwaną jej nazwiskiem i opatrzoną podpisem, a w Sztokholmie jedno z kin nazwano Garbioscope. Plac przylegający do Katarina södra skola (szkoły do której chodziła) nazwano jej imieniem i nazwiskiem. W 1993 „Entertainment Weekly” zamieścił ją na 12. miejscu w rankingu „30 najlepszych gwiazd filmowych”, a w 1996 na 25. w rankingu „100 największych gwiazd filmowych wszech czasów”. W czerwcu 1999 American Film Institute (AFI) sklasyfikował ją na 5. pozycji w opublikowanym przez siebie rankingu „największych aktorek wszech czasów” (The 50 Greatest American Screen Legends).
Sztokholmski dom towarowy PUB jest jednym z głównych miejsc odwiedzanych przez sympatyków Garbo. W witrynie działu kapeluszy po dziś dzień znajdują się zdjęcia aktorki z reprodukcjami dokumentacji związanej z jej pracą tam, łącznie z wypowiedzeniem, opatrzonym własnoręcznym podpisem. We wrześniu 2005 – w związku z obchodami setnej rocznicy urodzin Garbo – poczty Stanów Zjednoczonych (USPS) i Szwecji wydały wspólnie znaczek pocztowy z wygrawerowanym przez Piotra Naszarkowskiego wizerunkiem aktorki.
W 2009 Frank McGuinness napisał przebojową sztukę Greta Garbo Comes to Donegal, której premiera odbyła się 11 stycznia 2010 w londyńskim Tricycle Theatre, a w tytułowej roli wystąpiła Caroline Lagerfelt. Podstawą do napisania historii była jej wizyta na zamku Glenveagh w Parku Narodowym Glenveagh w 1975. 6 kwietnia 2011 Bank Szwedzki poinformował o wprowadzeniu – od roku 2014–2015 – do obiegu banknotu o nominale 100 koron z jej wizerunkiem. Posąg ją przedstawiający, zatytułowany „Statua integralności” autorstwa rzeźbiarza Jóna Leifssona, znajduje się w odosobnieniu głęboko w lesie w Härjedalen.
Była bohaterką filmu telewizyjnego The Silent Lovers (1980, reż. John Erman) – koncentrującym się na jej romansie z Gilbertem – w którym sportretowała ją Kristina Wayborn, oraz kilku produkcji dokumentalnych, przedstawiających jej osobę i karierę: Garbo (1969, prowadzenie: Joan Crawford), The Divine Garbo (1990, reż. Susan F. Walker, wyświetlany krótko po jej śmierci, prowadzenie i narracja: Glenn Close), Garbo and Gilbert (1997, reż. Jonathan Martin, narracja: Robert Powell), Greta Garbo: A Lone Star (2001, reż. Steve Cole, narracja: Melvyn Bragg i Lauren Bacall), a także wyprodukowany przez Turner Classic Movies (TCM) z okazji jej setnej rocznicy urodzin Garbo (2005, reż. Kevin Brownlow, narracja: Julie Christie).

### Kontrowersje
Polski pisarz Antoni Gronowicz utrzymywał, że poznał Garbo podczas wizyty w Szwajcarii u Ignacego Jana Paderewskiego w 1938. Anne Strakacz Appleton, córka osobistego sekretarza Paderewskiego, dementowała tę informację oraz zaprzeczała znajomości całej trójki, a Gray Reisfield, siostrzenica aktorki, twierdziła, że jej ciotka nigdy nie była w Polsce, przez co przypisywanie jej socjalistyczno-politycznych stwierdzeń było zupełnie nietypowe dla niej.
Gronowicz, autor m.in. biografii Paderewskiego, która, w ocenie biografów, zawierała „same śmieci”, wielokrotnie przypisywał sobie fikcyjne spotkania z Garbo. W latach 50. i 60. pojawiały się informacje prasowe sugerujące, że miała mu zapłacić za napisanie dla niej sztuki i wyrażała wolę ekranizacji filmowej wersji historii Ignacego Neufelda, który popełnił samobójstwo z powodu Heleny Modrzejewskiej. W 1971 Gronowicz napisał powieść Pomarańcza pełna słów, do której, jak sam utrzymywał, przedmowę miała napisać Garbo, co okazało się być nieprawdą. Oficyna Simon & Schuster przymierzała się w 1976 do opublikowania kontrowersyjnej biografii autorstwa polskiego pisarza – Garbo: Her Story (pol. Garbo: jej historia). Aktorka – która nigdy nie reagowała na jakiekolwiek publikacje na jej temat lub rzekomo jej autorstwa, jedyny raz w życiu, za pośrednictwem wynajętej w tym celu prawniczki Lillian Poses, wydała 7 listopada 1978 krótkie oświadczenie, zaprzeczając jakiejkolwiek znajomości z Gronowiczem oraz wyrażając dezaprobatę dla planowanego projektu. W wyniku protestu z jej strony, Simon & Schuster czasowo wycofało się z planów publikacji. Biografia ukazała się w nakładzie 150 tys. egzemplarzy czterdzieści pięć dni po śmierci Garbo. Zawarte w książce informacje podważyły wszystkie wymienione w niej żyjące osoby. Spadkobiercy aktorki podjęli kroki prawne zmierzające do powstrzymania wydania, jednak ostatecznie zawarli umowę z wydawnictwem, które argumentowało, że książka posługuje się zabiegiem literackim, jakim jest narracja w pierwszej osobie. W oświadczeniu podkreślono, że publikacja nie została autoryzowana ani przez samą Garbo, ani przez jej spadkobierców.
Barry Paris przeprowadził dokładną analizę książki Gronowicza, udowadniając liczne anachronizmy, błędy merytoryczne, przeinaczenia i zmyślenia. Autor nazwał publikację „mistyfikacją”. W napisanej przez siebie w 1994 biografii Garbo zamieścił listę najpoważniejszych błędów, jakie, w jego ocenie, zawierała książka Gronowicza.
Brytyjski pisarz Frederick Sands, wykorzystując swoją znajomość z Deborah Kerr, w 1977 poznał Salkę Viertel, a za jej pośrednictwem Garbo. Wspólnie odbywali spacery, podczas których była fotografowana z ukrycia. Następnie spisywał wszystkie ich rozmowy. W 1979 na rynku ukazała się książka The Divine Garbo, opisująca szczegółowo m.in. jej młodość w Sztokholmie (były to pierwsze nowe badania od czasu biografii pióra Fritiofa Billquistza z 1960). Czując się wykorzystaną oraz zdradzoną, spaliła otrzymany egzemplarz książki. Mimo to utrzymywała przyjacielskie relacje ze współautorem biografii, Svenem Bromanem. Wielu znajomych bezskutecznie namawiało ją, by zgodziła się na napisanie jej autoryzowanej biografii (taką chęć wyrażała Jacqueline Kennedy, pracując w Doubleday).

## Nagrody i nominacje

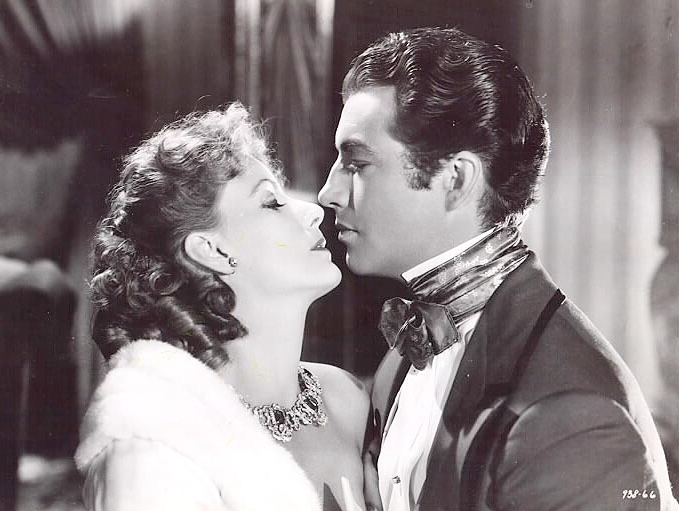
Garbo w filmie Dama kameliowa (1936), za występ w którym otrzymała NYFCC Award (na zdj. z Robertem Taylorem)

W trakcie 21-letniej kariery trzykrotnie uzyskiwała nominację do nagrody Akademii Filmowej dla najlepszej aktorki pierwszoplanowej. W 1935 i 1937 była dwukrotną laureatką nagrody przyznawanej przez Stowarzyszenie Nowojorskich Krytyków Filmowych (NYFCC) za role w Annie Kareninie (1935) oraz Damie kameliowej (1936). 30 marca 1955, podczas 27. ceremonii wręczenia Oscarów w Pantages Theatre, Amerykańska Akademia Sztuki i Wiedzy Filmowej przyznała jej – w uznaniu za „olśniewające i niezapomniane kreacje filmowe” – Oscara za całokształt twórczości. Odmówiła udziału w gali i nagrania krótkiego filmu z podziękowaniami. Statuetkę odebrała Nancy Kelly, która następnie przekazała ją na przechowanie Minnie Wallis, siostrze producenta Hala B. Wallisa. O nagrodę Garbo upomniała się dwa lata później.
W latach 1926–1939 „Photoplay” dwadzieścia jeden razy przyznawał jej nagrodę za najlepszy występ miesiąca. Była także laureatką Golden Armchair Award za rolę w Pocałunku (1929) i dwukrotną zdobywczynią Alexandria Award za występy w filmach Ludzie w hotelu (1932, wspólnie z Johnem Barrymore’em) i Anna Karenina. W 1932 i 1934 otrzymała od czasopisma „Picturegoer” Golden Medal Award za kreacje w obrazach Anna Christie oraz Królowa Krystyna (1933). Trzykrotnie zdobywała nagrodę przyznawaną przez National Board of Review (NBR) w kategorii Best Acting za role w Damie kameliowej, Ninoczce (1939) i Dwulicowej kobiecie (1941). W 1937 otrzymała Filmjournalen Cup dla „najwybitniejszej aktorki filmowej”. W 1950 przyznano jej Movie Laurel Award dla „najlepszej aktorki, która pracuje w przemyśle filmowym od ponad 25 lat”, a w 1957 uhonorowano ją George Eastman Award za „wybitny wkład w sztukę filmową”.
| Rok  | Nagroda                                                | Kategoria                         | Nominacja za           | Wynik     | Źródło  |
| ---- | ------------------------------------------------------ | --------------------------------- | ---------------------- | --------- | ------- |
| 1930 | Nagroda Akademii Filmowej                              | Najlepsza aktorka pierwszoplanowa | Anna Christie, Romans  | Nominacja | [ 259 ] |
| 1935 | Nagroda Stowarzyszenia Nowojorskich Krytyków Filmowych | Najlepsza aktorka                 | Anna Karenina          | Wygrana   | [ 331 ] |
| 1937 | Nagroda Stowarzyszenia Nowojorskich Krytyków Filmowych | Najlepsza aktorka                 | Dama kameliowa         | Wygrana   | [ 351 ] |
| 1938 | Nagroda Akademii Filmowej                              | Najlepsza aktorka pierwszoplanowa | Dama kameliowa         | Nominacja | [ 351 ] |
| 1939 | Nagroda Stowarzyszenia Nowojorskich Krytyków Filmowych | Najlepsza aktorka                 | Ninoczka               | Nominacja | [ 642 ] |
| 1940 | Nagroda Akademii Filmowej                              | Najlepsza aktorka pierwszoplanowa | Ninoczka               | Nominacja | [ 381 ] |
| 1941 | Nagroda Stowarzyszenia Nowojorskich Krytyków Filmowych | Najlepsza aktorka                 | Dwulicowa kobieta      | Nominacja | [ 642 ] |
| 1955 | Nagroda Akademii Filmowej                              | Oscar Honorowy                    | Całokształt twórczości | Wygrana   | [ 447 ] |

### Odznaczenia
30 grudnia 1937 została uhonorowana przez króla Gustawa V – jako pierwsza aktorka filmowa – medalem Litteris et Artibus, jednym z najbardziej prestiżowych szwedzkich odznaczeń. Odmówiła udziału w ceremonii z obecnością publiczności, wobec czego medal wysłano pocztą, sama zaś wystosowała grzecznościowy telegram z podziękowaniami do ambasadora Szwecji w Stanach Zjednoczonych. 2 listopada 1983 król Karol XVI Gustaw nadał jej najwyższe cywilne odznaczenie państwowe – tytuł Komandora Królewskiego Orderu Gwiazdy Polarnej I klasy (KNO). Wręczenie odbyło się w Nowym Jorku przez Wilhelma Wachtmeistera, ambasadora Szwecji w Stanach Zjednoczonych. 27 lutego 1986 – za „wkład w sztukę aktorską” – otrzymała od szwedzkiego rządu medal Illis quorum, którego wręczenie ponownie miało miejsce w Nowym Jorku przez ambasadora Wachtmeistera.